# Wojna w Donbasie
Wojna w Donbasie – konflikt zbrojny pomiędzy prorosyjskimi separatystami ze wschodu Ukrainy oraz wspierającą ich Rosją a siłami wiernymi legalnym władzom Ukrainy. Konflikt stanowi część trwającej od 2014 roku wojny rosyjsko-ukraińskiej.
Strona rosyjska przedstawiała konflikt jako zbrojne wystąpienie prorosyjskich separatystów na wschodzie Ukrainy, pomijając swoje militarne zaangażowanie. Równocześnie jest jej zarzucane prowadzenie innych działań przeciwko Ukrainie, takich jak wojna informacyjna (propaganda, dezinformacja), kulturowa i historyczna. Przedstawiciele państwa ukraińskiego określają jednostki sił zbrojnych Federacji Rosyjskiej i rosyjskie jednostki proxy na terytorium Ukrainy jako terrorystów. W styczniu 2015 parlament Ukrainy uznał Rosję za agresora, a separatystyczne „republiki” za organizacje terrorystyczne.
Po odsunięciu w lutym 2014 Wiktora Janukowycza i prorosyjskiej Partii Regionów od władzy i powołaniu rządu Arsenija Jaceniuka, w obwodzie ługańskim i donieckim zaczęło dochodzić do demonstracji zwolenników szerokiej autonomii lub wręcz przyłączenia obwodów do Rosji. Początkowe hasła i okrzyki, szybko przerodziły się w zamieszki i zajmowanie przez separatystów budynków użyteczności publicznej. W tym okresie, jedynymi siłami zdolnymi przeciwstawić się na miejscu antyukraińskim działaniom były jednostki milicji i Służby Bezpieczeństwa Ukrainy. Ich działania były o tyle utrudnione, iż obydwie formacje miały w swoich szeregach funkcjonariuszy utożsamiającymi się z głoszonymi przez separatystów hasłami. Na korzyść rozłamowej części ludności Ukrainy działało z kolei wsparcie jakie potajemnie udziela im Rosja. Ocenia się, iż w początkowym okresie demonstracji i zajmowania rządowych budynków, wsparcia separatystom udzielało około 300 obywateli rosyjskich. Prorosyjscy separatyści proklamowali samozwańcze: tzw. „Doniecką Republikę Ludową” (DRL) i tzw. „Ługańską Republikę Ludową” (ŁRL). Po zbrojnym zajęciu kluczowych miast donieckiego zagłębia węglowego ogłosili w maju 2014 konfederację obu samozwańczych republik w formie tzw. „Federacyjnej Republiki Noworosji”. Po opanowaniu części miast regionu przez oddziały separatystów i wspierających ich rosyjskich grup specjalnych, Siły Zbrojne Ukrainy rozpoczęły akcję, którą określiły mianem „operacji antyterrorystycznej” (ATO).

Strefa operacji antyterrorystycznej (Strefa ATO)
Kolor czerwony, różowy – teren Ukrainy kontrolowany przez rosyjskie siły zbrojne, w tym rosyjskie jednostki proxy z samozwańczych tzw. „Donieckiej Republiki Ludowej” i tzw. „Ługańskiej Republiki Ludowej”, kolor żółty – teren kontrolowany przez Ukrainę

## Geneza
Tendencje separatystyczne na wschodzie i południu Ukrainy są następstwem rewolucji z lutego 2014, zwanej Euromajdanem, która odsunęła od władzy prezydenta Wiktora Janukowycza. Przyczyną wybuchu masowych antyrządowych protestów na Ukrainie było odłożenie podpisania umowy stowarzyszeniowej z Unią Europejską przez prezydenta Wiktora Janukowycza. Masowe, demokratyczne protesty przerodziły się na ulicach Kijowa w rewolucję po tym, jak ukraińskie siły specjalne podległe prezydentowi Wiktorowi Janukowyczowi usiłowały krwawo stłumić proeuropejskie demonstracje. Wobec tego zachodnia i centralna Ukraina zbuntowała się przeciwko władzy nastawionej prorosyjsko Partii Regionów.
Po tzw. „Czarnym czwartku”, kiedy na ulicach Kijowa zginęło od kul snajperów około 70 protestujących, prezydent Janukowycz postanowił uciec z kraju. Po formalnym usunięciu go przez Radę Najwyższą z urzędu w dniu 22 lutego 2014 narosło niezadowolenie zwolenników tzw. „Antymajdanu”, popierających rządy Janukowycza. Jego poplecznicy zamieszkiwali głównie południowo-wschodnie części kraju. Po powstaniu nowego rządu z Arsenijem Jaceniukiem i p.o. prezydenta Ołeksandrem Turczynowem na czele doszło do wybuchu niezadowolenia mieszkańców na wschodzie Ukrainy. Początkowo najbardziej gwałtowny przebieg tych wydarzeń miał miejsce na Krymie, gdzie mieszkający tam Ukraińcy rosyjskojęzyczni i Rosjanie zaczęli manifestować swoją odrębność od reszty Ukrainy. Pojawiły się tendencje separatystyczne, w tym chęć przyłączenia Krymu do Rosji.
W wyniku tego nastroje separatystyczne ujawniły się podczas demonstracji w Kerczu i Sewastopolu, zaraz po obaleniu Janukowycza. W pierwszym z tych miast przed budynkiem władz miejskich ściągnięto flagę ukraińską, a wywieszono flagę rosyjską. Wadym Kołesniczenko, deputowany rządzącej do niedawna Partii Regionów obalonego prezydenta Wiktora Janukowycza, stwierdził, iż Sewastopol będzie się zbroił i bronił przed „faszystami”, jak nazwał rząd w Kijowie.
Na terytorium Krymu doszło do niejawnej interwencji wojsk rosyjskich, gdyż ściągało tam tysiące żołnierzy bez dystynkcji państwowych. 1 marca 2014 Władimir Putin zażądał od Rady Federacji zgody na wysłanie wojsk na Ukrainę. Rada Federacji jednogłośnie przyjęła wniosek prezydenta w sprawie wydania zgody na użycie rosyjskich sił zbrojnych na terytorium Ukrainy.

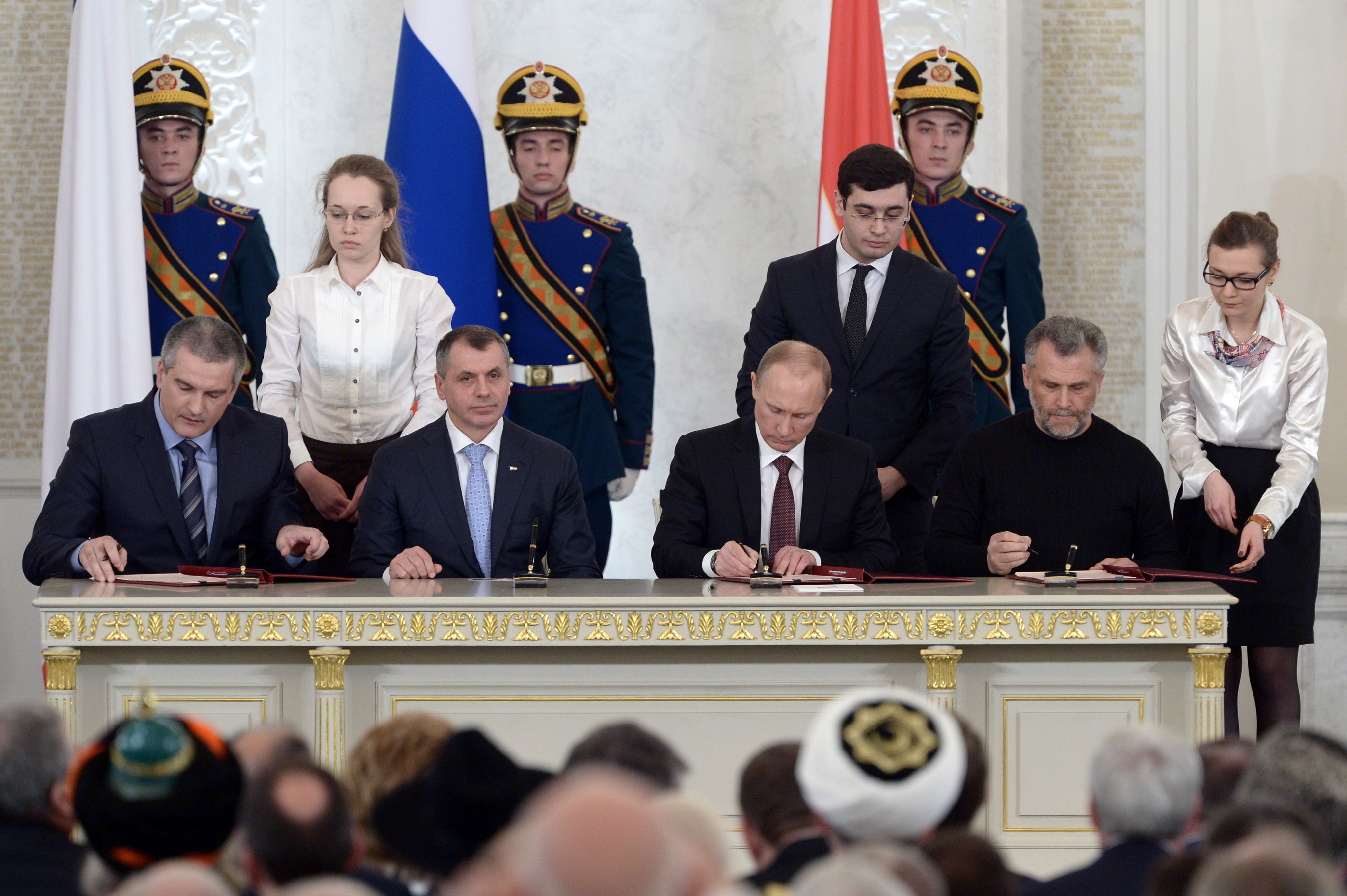
Władimir Putin, Władimir Konstantinow, Siergiej Aksionow i Aleksiej Czały podpisują traktat o włączeniu Krymu i Sewastopola do Rosji, 18 marca 2014

11 marca 2014 połączone zgromadzenie radnych Rady Najwyższej Republiki Autonomicznej Krymu i Rady Miejskiej Sewastopola pod presją uzbrojonych separatystów obecnych w sali obrad i wokół budynku Rady przyjęło deklarację niepodległości Republiki Krymu. W deklaracji powołano się wprost na przypadek Kosowa i wyrok z 22 lipca 2010, w którym Międzynarodowy Trybunał Sprawiedliwości uznał, że jednostronna deklaracja niepodległości Kosowa nie narusza prawa międzynarodowego. 16 marca 2014 na Krymie odbyło się referendum dotyczące statusu Republiki Autonomicznej Krymu. Według danych (kwestionowanych) podawanych przez organizatorów głosowania za przyłączeniem Krymu z Sewastopolem do Rosji zagłosowało 96,57% uczestników przy frekwencji 84%. W związku z tym 17 marca 2014 Rada Najwyższa Republiki Autonomicznej Krymu przyjęła postanowienie o niepodległości Krymu. Suwerenność Republiki jeszcze tego samego dnia uznała Rosja, w efekcie czego dzień później podpisano umowę między Rosją a Republiką Krymu i miastem wydzielonym Sewastopol o włączeniu Krymu do Rosji jako nowe podmioty federacji. Umowa ta weszła w życie z dniem ratyfikacji, co nastąpiło 21 marca 2014 po złożeniu podpisów przez prezydenta Federacji Rosyjskiej Władimira Putina, przewodniczącego Rady Najwyższej Władimira Konstantinowa, premiera Republiki Krymu Siergieja Aksionowa oraz mera Sewastopola Aleksieja Czałego.

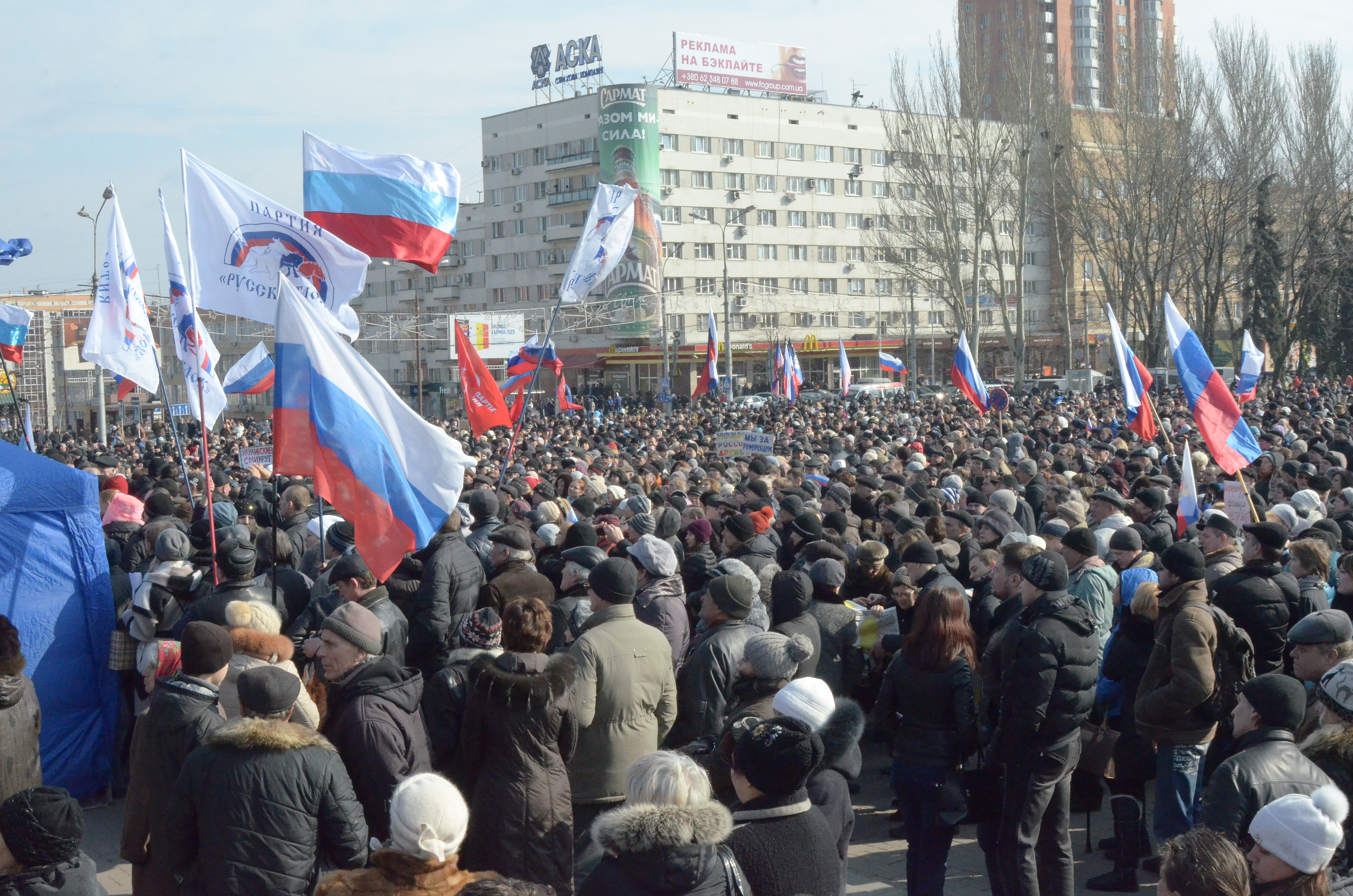
Prorosyjski wiec w Doniecku z 9 marca 2014

Flaga historycznej Doniecko-Krzyworoskiej Republiki Radzieckiej używana przez prorosyjskich demonstrantów w Doniecku

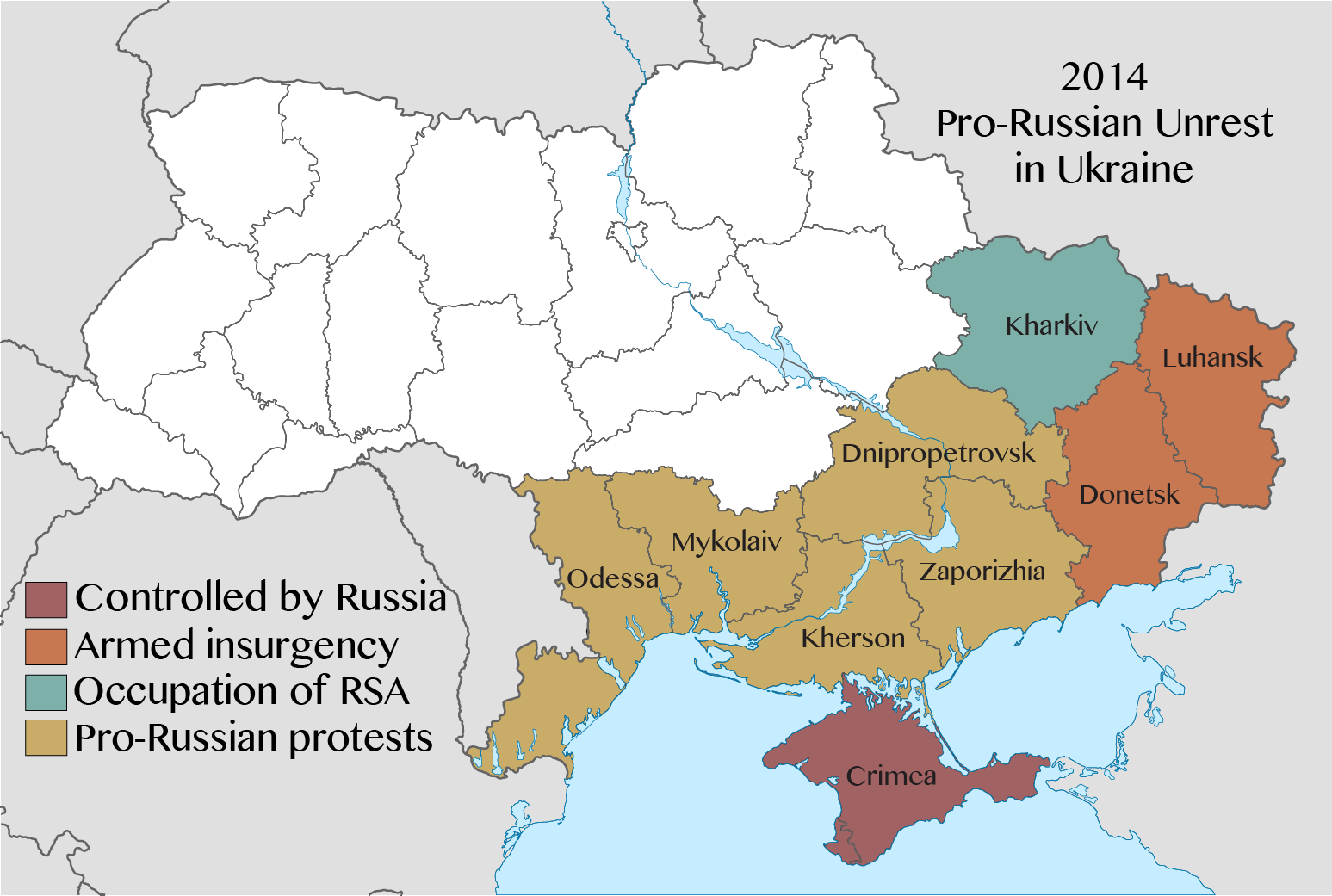
Mapa obwodów Ukrainy, w których występowały tendencje separatystyczne

W czasie kryzysu krymskiego wiece przeciwko nowym władzom w Kijowie organizowano we wschodnich obwodach Ukrainy. 22 lutego 2014 w Charkowie odbył się wiec prorosyjskiej organizacji „Front Ukraiński”. Zgromadzeni zadeklarowali wzięcie odpowiedzialności za ochronę porządku konstytucyjnego na terytorium południowo-wschodniej Ukrainy. Twierdzili, iż wydarzenia w Kijowie doprowadziły do paraliżu władzy centralnej i destabilizacji w kraju. Organizatorzy wiecu opowiadali się za wprowadzeniem federacji z półautonomicznymi regionami na Ukrainie. Głównymi przedstawicielami tej propozycji byli gubernator obwodu charkowskiego Mychajło Dobkin oraz mer Charkowa – Hennadij Kernes. W wyniku tego Służba Bezpieczeństwa Ukrainy wszczęła postępowanie przeciwko politykom, oskarżając ich o podsycanie nastrojów separatystycznych.
Duże wiece odbyły się w Charkowie i Doniecku 1 marca 2014, kiedy to odpowiednio 5 tys. i 10 tys. ludzi protestowało „w obronie miasta i całego południowego wschodu Ukrainy”. W Charkowie prorosyjscy aktywiści próbowali przejąć budynek administracji obwodu charkowskiego, na którym zawieszono rosyjską flagę. Z kolei w Doniecku popierano „aspiracje Krymu przyłączenia się do Rosji” oraz potępiono „przewrót w Kijowie”. Uznano również Janukowycza za prawowitego prezydenta Ukrainy. 3 marca 2014 w Doniecku prorosyjscy demonstranci wdarli się do budynku regionalnej administracji. Do podobnego szturmu doszło także w Odessie. 5 marca 2014 prorosyjscy aktywiści zostali wyprowadzeni przez milicję z donieckiego budynku administracji centralnej. Mimo tego wkrótce demonstranci ponownie opanowali obiekt. Ostatecznie rano 6 marca 2014 siedziba została odbita przez ukraińskie siły porządkowe. Lider prorosyjskich aktywistów, samozwańczy gubernator Pawieł Gubariew został zatrzymany przez SBU. 9 marca 2014 demonstranci wdarli się do budynku administracji regionalnej w Ługańsku, zdejmując ukraińską i wywieszając rosyjską flagę. Protestujący ludzie domagali się od władz przeprowadzenia referendum w sprawie włączenia obwodu do Rosji.
10 marca 2014 prokuratura ukraińska zatrzymała Mychajła Dobkina, byłego gubernatora obwodu charkowskiego, który po odwołaniu prezydenta Wiktora Janukowycza wraz z Hennadijem Kernesem uciekł do Rosji. Jednak obaj stronnicy Janukowycza powrócili do kraju po wybuchu kryzysu krymskiego, co umożliwiło ich ściganie. W kolejnych dniach zatrzymano również Kernesa. Wobec obu polityków zasądzono areszty domowe. P.o. premiera Arsenij Jaceniuk oskarżył Rosjan o destabilizację sytuacji w Doniecku. Dodał, że władze centralne kontrolują sytuację w Doniecku oraz przywróciły porządek w Ługańsku.

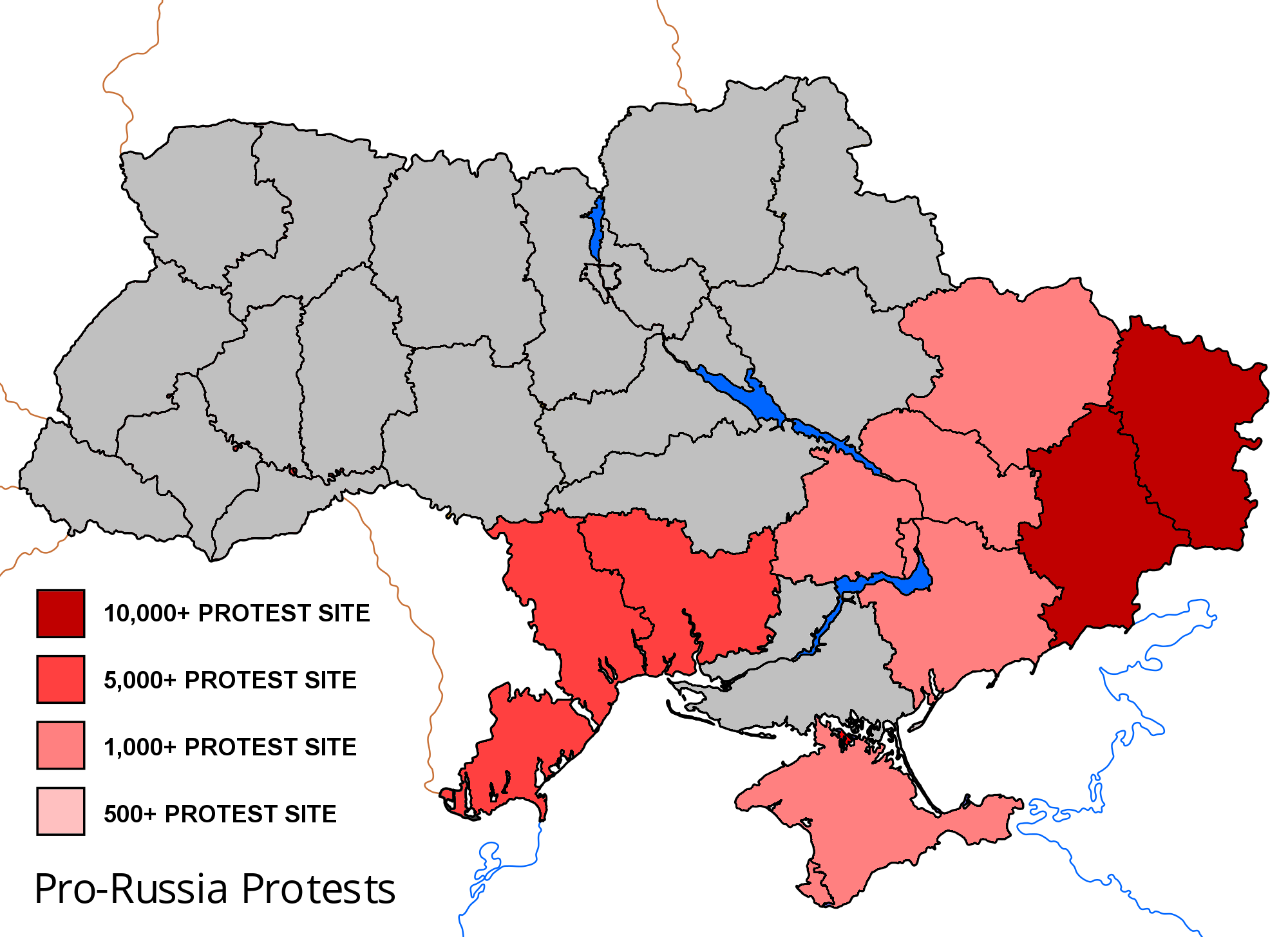
Obwody, w których miały miejsce wiece prorosyjskie

W dniu plebiscytu na Krymie prorosyjskie wiece odbyły się w Doniecku, Charkowie, Ługańsku, Dniepropietrowsku, Odessie i Mikołajowie. W Doniecku doszło do szturmu na siedzibę SBU. W Charkowie protestujący przeszli pod konsulat Polski, demonstrując sprzeciw przeciwko polityce Zachodu wobec Ukrainy. W Ługańsku i Mikołajowie na placach centralnych przeprowadzono improwizowane plebiscyty w sprawie ustanowienia Noworosji (rozumianej jako zbiór obwodów odeskiego, mikołajowskiego, chersońskiego, zaporoskiego, dniepropietrowskiego, charkowskiego, donieckiego oraz ługańskiego) w ramach federalizacji Ukrainy. 22 marca 2014 wiece miały miejsce w Chersoniu, Doniecku, Ługańsku i Charkowie. W pierwszym z tych miast zwolennicy Partii Komunistycznej opowiadali się za federalizacją Ukrainy, naprzeciw nim wyszedł marsz proukraiński. 29 marca 2014 tysiąc zwolenników rosyjskich opowiadało się w Doniecku za federalizacją Ukrainy. Mer miasta Ołeksandr Łukjanczenko stwierdził, że przyłączenie Krymu do Rosji „zabiło istotę federalizacji”.

## Przebieg

### Wybuch buntu na wschodzie Ukrainy

#### Działania separatystów w Doniecku i Ługańsku; proklamacja Donieckiej Republiki Ludowej

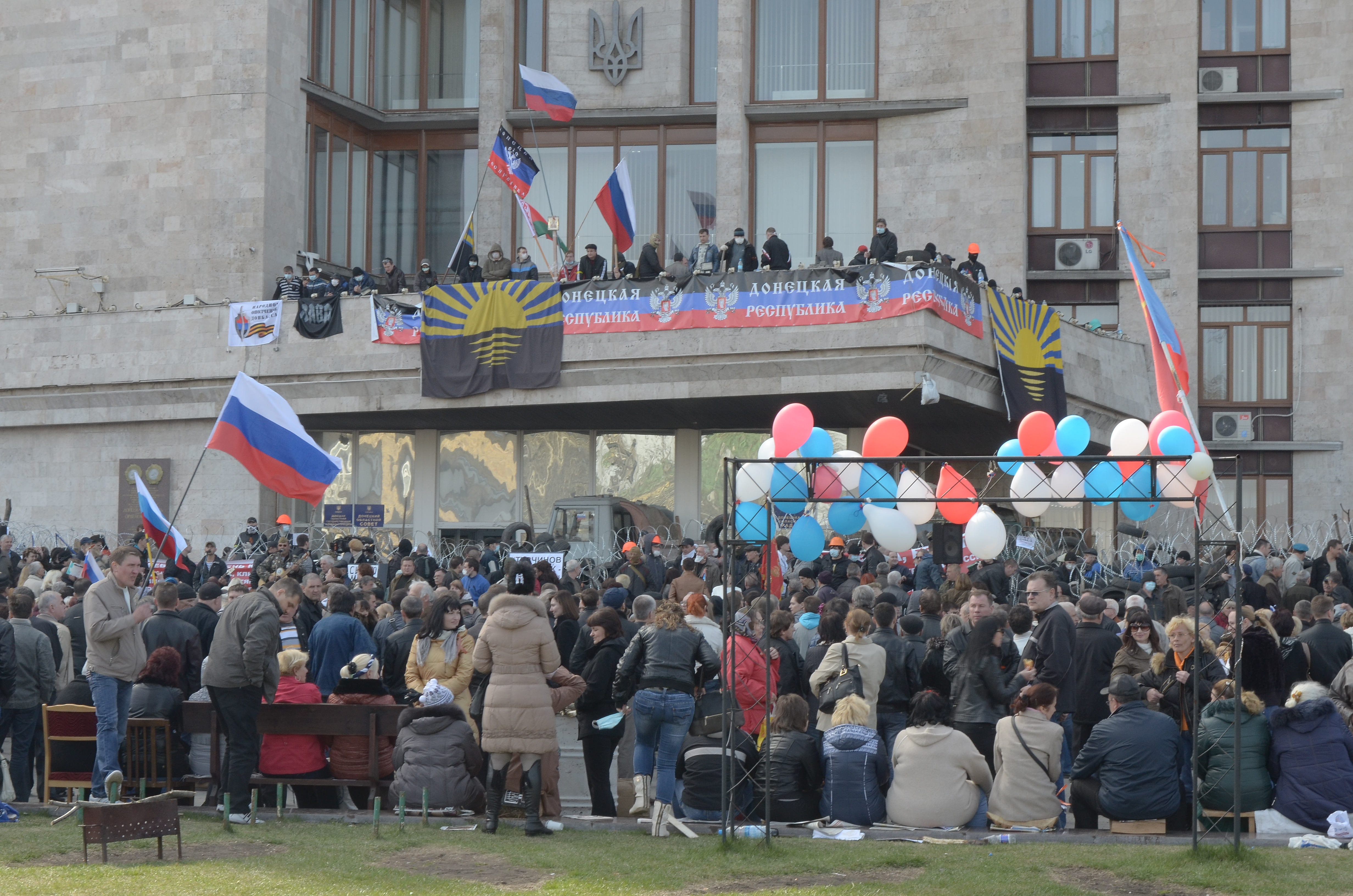
Wiec prorosyjski w Doniecku po proklamowaniu Donieckiej Republiki Ludowej

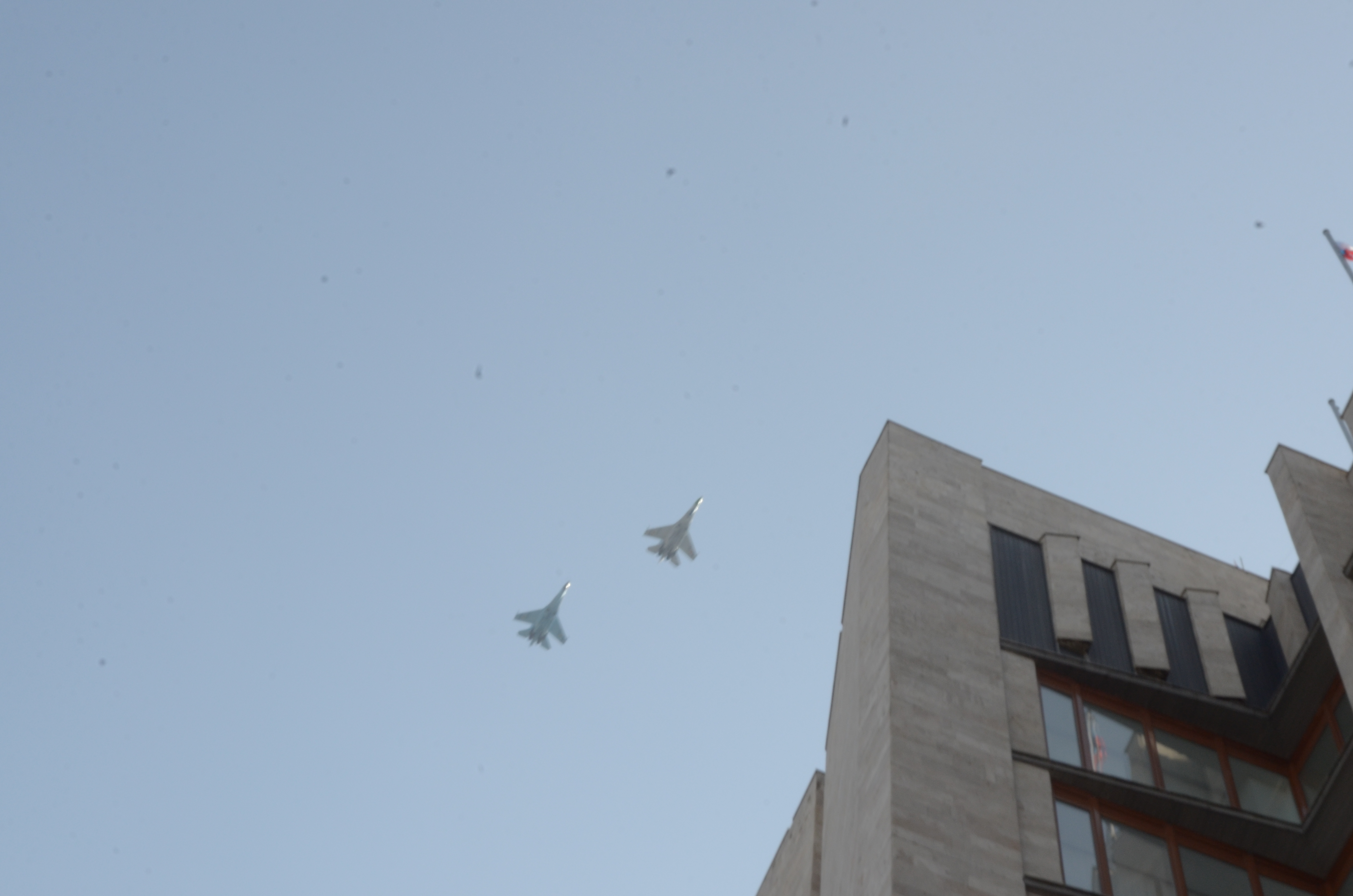
Samoloty Ukraińskich Sił Powietrznych nad okupowanymi budynkami Administracji Obwodowej w Doniecku

W kwietniu 2014, po aneksji Krymu i eskalacji nastrojów separatystycznych w Donbasie, doszło do wybuchu prorosyjskiej rebelii.
6 kwietnia 2014 w Doniecku – centrum aglomeracji, którą w 2013 roku zamieszkiwało około 2 miliony osób – doszło do demonstracji, w której wzięło udział około tysiąc protestujących, którzy szturmowali budynek władz obwodowych, zajmując jego dwa pierwsze piętra oraz wybijając w nim szyby. Uprzednio doniecki budynek Państwowej Administracji Obwodowej był okupowany przez prorosyjskich demonstrantów w dniach 1–6 marca 2014, nim zostali usunięci przez Służbę Bezpieczeństwa Ukrainy (SBU). Według ukraińskich władz zajęcie budynków administracji państwowej było częścią scenariusza, napisanego przez Federację Rosyjską w celu destabilizacji Ukrainy. Władze z Kijowa zarzuciły Moskwie, że wysyłają do wschodnich obwodów ukraińskich swoich ludzi, którzy brali udział w demonstracjach i prowokacjach. 7 kwietnia 2014 o godz. 3:20 EET, separatyści zaatakowali budynek SBU. Napastnicy z organizacji „Ludowa Milicja Donbasu” przejęli budynek. W trakcie dnia separatyści okupujący siedzibę rady obwodowej w Doniecku ogłosili powstanie Donieckiej Republiki Ludowej. Deklarację niepodległości uchwaliło ok. 50 osób, które zajmowały budynek i określały się mianem „rady ludowej”. Obecny przed gmachem władz regionu tłum powitał proklamowanie „republiki” okrzykami „Rosja! Rosja!”, zaś po wiadomości, że przyłączy się ona do Federacji Rosyjskiej, zaczęli skandować „Putin! Pomóż!”. Z masztu nad siedzibą władz obwodu zdjęto flagę Ukrainy i powieszono czarno-niebiesko-czerwoną flagę tzw. „Donieckiej Republiki Ludowej”. Siły prorosyjskie oznajmiły, że 11 maja 2014 przeprowadzą referendum i ostrzegły władze Ukrainy przed próbami zablokowania tej inicjatywy.
8 kwietnia 2014 wzmacniano barykady przed okupowanym budynkiem Obwodowej Administracji Państwowej i Rady Obwodowej, przygotowując się na ewentualny szturm. 9 kwietnia 2014 Ołeksandr Turczynow wydał dekret, w którym polecił objęcie siedziby administracji obwodowej w Doniecku ochroną państwową. Tymczasem minister spraw wewnętrznych Arsen Awakow wyznaczył termin 48 godzin na opuszczenie budynku przez separatystów. 10 kwietnia 2014 bojówkarze atakowali ludzi, w tym dziennikarzy niemówiących po rosyjsku. 16 kwietnia 2014 separatyści zajęli budynek Rady Miejskiej po tym, jak zakończyło się tam spotkanie mera Ołeksandra Łukjanczenki z przedstawicielami misji OBWE.
Po proklamacji samozwańczej tzw. „Donieckiej Republiki Ludowej (DRL)” uzbrojeni mężczyźni rozdawali ulotki mieszkańcom, na których widniało postanowienie „DRL” o wprowadzeniu kartek na produkty żywnościowe, powszechnej mobilizacji, wprowadzeniu podatku od biznesmenów w wysokości 70 dolarów miesięcznie oraz unieważnieniu ukraińskiej akcyzy na alkohol. Osobom, które nie podporządkują się rozporządzeniu, zagrożono przesiedleniem i konfiskatą mienia.

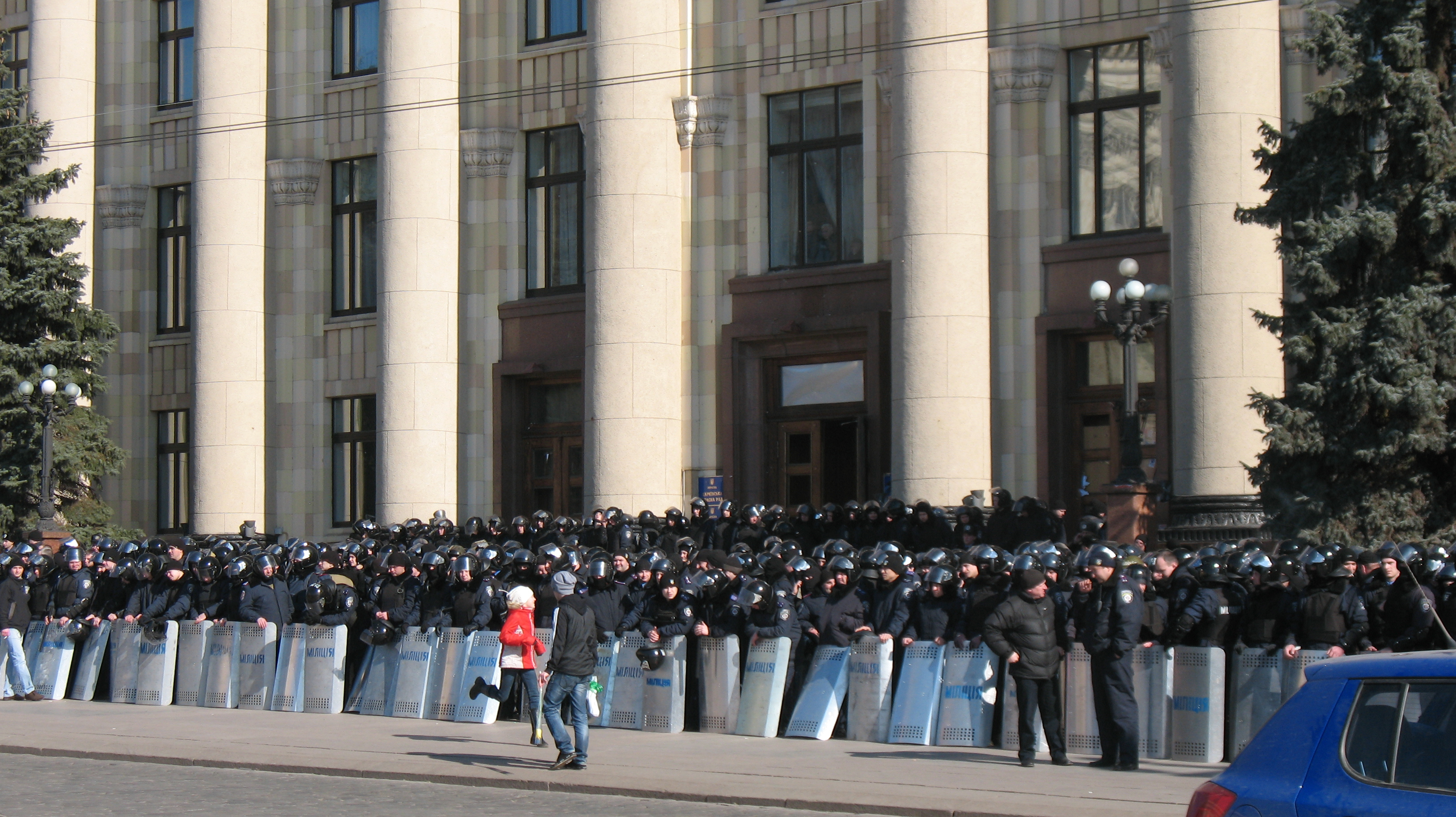
Milicja broniąca budynku Rady Obwodowej w Charkowie

6 kwietnia 2014 „prorosyjscy demonstranci” wkroczyli do budynku SBU w Ługańsku. Tłum wyważył drzwi i wybijał cegłami okna na pierwszym piętrze. Podczas szturmu użyto granatów dymnych, a przed budynkiem eksplodowały race. W trakcie walk rannych zostało dziewięć osób. Separatyści przejęli również znajdującą się tam broń. Protestujący domagali się zwolnienia lidera tzw. „Ługańskiej Gwardii”, Aleksandra Charitonowa, aresztowanego po tym, gdy ogłosił się „ludowym gubernatorem” obwodu. Rano 7 kwietnia 2014 ukraińska milicja zablokowała drogi wjazdowe do miasta, stawiając siły w stan najwyższej gotowości bojowej. W siedzibie SBU separatyści przetrzymywali 51 osób. Służba Bezpieczeństwa Ukrainy zażądała natychmiastowego uwolnienia zakładników, złożenia broni oraz rozminowania budynku, który był okupowany przez 1500 osób. Nazwali się oni „Armią Południowo-Wschodnią”. Zakładnicy zostali wypuszczeni 9 kwietnia 2014. Tymczasem okupujący budynek SBU proklamowali dzień wcześniej niepodległość „Ługańskiej Republiki Parlamentarnej”. Minister spraw wewnętrznych Arsen Awakow dał 48 godzin na opuszczenie budynku przez separatystów.
6 kwietnia 2014 w Charkowie podczas prorosyjskiego mityngu zajęto budynek rady obwodowej. Dzień później doszło tam do proklamacji przez 150 osób okupujących siedzibę władz obwodowych tzw. „Charkowskiej Republiki Ludowej”. Następnego dnia budynek został odbity przez SBU. 13 kwietnia 2014 separatyści uzbrojeni w kije bejsbolowe wdarli się na teren rady miejskiej. W starciach rany odniosło 500 osób.

#### Rozszerzenie strefy wpływów przez rebeliantów w obwodzie donieckim

Flaga Donieckiej Republiki Ludowej

12 kwietnia 2014 w obwodzie donieckim doszło do szeregów ataków prorosyjskich bojówkarzy. W Doniecku dokonano próby przejęcia obwodowej siedziby milicji, jednak według ukraińskiego MSW budynek nie został zdobyty. Atakujący napastnicy posługiwali się bronią, która jest wyłącznie na wyposażeniu sił zbrojnych Federacji Rosyjskiej, a umundurowani napastnicy nie posiadali dystynkcji. Do zamieszek doszło w Kramatorsku, gdzie protestowało tysiąc osób. Między grupą ok. 20 separatystów, którzy zajęli o godz. 20. EET posterunek milicji oraz budynek rady miejskiej, a milicją wywiązała się strzelanina.
Do ataków na budynki milicji doszło również w miastach Łyman i Pokrowsk. W Łymanie bojowników przegonili mieszkańcy miasta. Z kolei w Bachmucie separatyści zajęli radę miejską oraz posterunek milicji. Po negocjacjach opuścili drugi z obiektów, jednak nad radą miejską powiewała rosyjska flaga. Podobna sytuacja miała miejsce w Drużkiwce. Z kolei w Słowiańsku zamaskowani bojownicy zajęli posterunek milicji, siedzibę SBU oraz budynek rady miejskiej. Ponadto zniszczono tam wieże telefonii komórkowej. Według źródeł ukraińskich w ataku na Słowiańsk udział brali żołnierze oddziałów specjalnych rosyjskiego GRU. Przed budynkami milicji i SBU w Słowiańsku zostały wzniesione barykady. Do ataków na budynki administracji państwowej doszło również w miastach Drużkiwka, Dobropole i Gorłówka. W Żdaniwce i Kirowśkim przedstawiciele tzw. „Donieckiej Republiki Ludowej” negocjowali z włodarzami miasta uznanie samozwańczego podmiotu.

#### Operacja antyterrorystyczna na zbuntowanych terenach

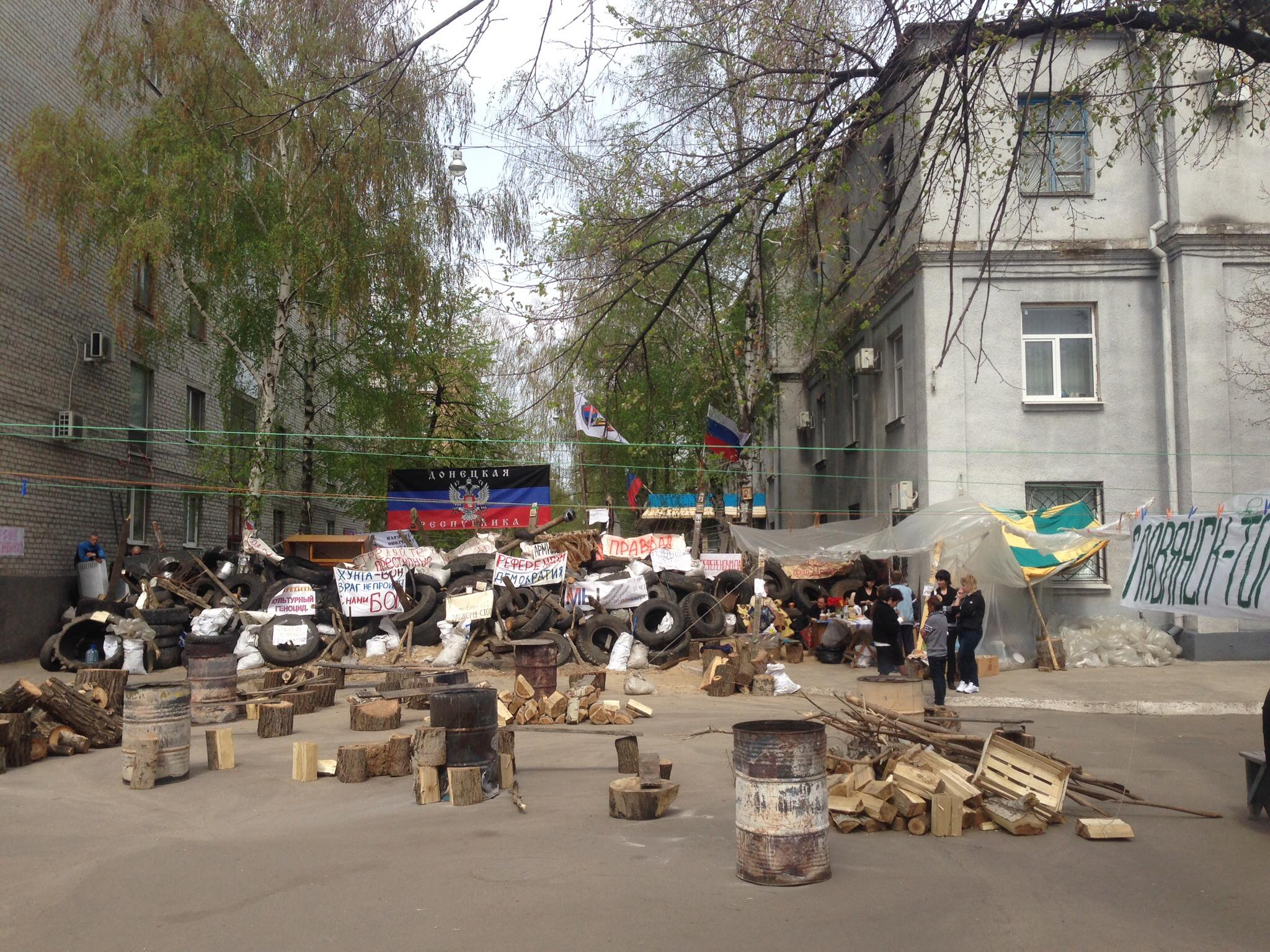
Barykady w Słowiańsku

13 kwietnia 2014 po godz. 9:00 EET ogłoszono początek „operacji antyterrorystycznej” (ATO) wymierzonej w separatystów. Tego samego dnia z rana separatyści rozpoczęli okupację rad miejskich w miejscowościach Jenakijewe i Makiejewka. Wywieszono tam rosyjskie flagi. Tymczasem podczas kontrofensywy sił ukraińskich w Słowiańsku zginął jeden prorosyjski aktywista. W drodze dojazdowej do Słowiańska w potyczce zginął oficer SBU, a czterech zostało rannych. W walkach w samym mieście rany odniosło pięciu funkcjonariuszy. Władze ukraińskie oceniły, iż w obwodzie donieckim działało 10 tys. prorosyjskich demonstrantów i separatystów.
W związku z ultimatum Ołeksandra Turczynowa, które wygasło 14 kwietnia 2014 o godz. 9:00 EET, w nocy w Słowiańsku budowano barykady. Mimo niespełnienia przez separatystów warunków ultimatum operacja „zakrojona na szeroka skalę” nie została rozpoczęta. Rano 14 kwietnia 2014 separatyści zajęli most Lenina w Gorłówce. W południe doszło tam do ataku na budynek milicji. Po godzinnym szturmie stu napastników wdarło się do komendy. Dowódcę posterunku pojmano. Część z milicjantów przeszła na stronę separatystów, dowodzonych przez rosyjskiego podpułkownika Aleksandra Fiodorowicza, który wcześniej walczył na Krymie. Do tego dnia separatyści kontrolowali 11 instytucji państwowych w ośmiu ukraińskich miastach. Według rosyjskich źródeł stacjonująca pod Słowiańskiem 25. brygada wojsk powietrznodesantowych przeszła na stronę separatystów, którzy poprosili o pomoc Władimira Putina. Lider bojowników ze Słowiańska, Wiaczesław Ponomariow, ogłosił „walkę przeciwko nazistom”. Wieczorem do Słowiańska próbowała dostać się misja OBWE działająca na Ukrainie. Obserwatorzy nie zostali wpuszczeni do miasta.
Nad ranem 15 kwietnia 2014 walki rozpoczęły się na przedmieściach Słowiańska. Do miasta zmierzały ukraińskie czołgi oraz ciężki sprzęt wojskowy. Podobna sytuacja miała miejsce pod Kramatorskiem. Według Ołeksandra Turczynowa był to początek do operacji antyterrorystycznej (ATO). Władze ukraińskie informowały, iż w Słowiańsku przebywali funkcjonariusze rosyjskiego wywiadu wojskowego GRU. Po południu w Kramatorsku z dwóch helikopterów wysadzono desant, po czym odbito bazę lotniczą i same lotnisko. Dowódca operacji antyterrorystycznej (ATO) generał Wasyl Krutow poinformował, że bojownicy, którzy się nie poddadzą, zostaną zlikwidowani.
16 kwietnia 2014 wicepremier Ukrainy Witalij Jarema poinformował, że w Słowiańsku i Kramatorsku przebywał rosyjski 45. Gwardyjski Pułk Wojsk Powietrznodesantowych Kupianka-1 pod dowództwem Igora Striełkowa. Ponadto na terytorium Ukrainy operowały grupy dywersyjno-wywiadowcze 2. Samodzielnej Brygady specnazu GRU. Ponadto do Kramatorska wjechało sześć transporterów opancerzonych BMD-2 z rosyjskimi flagami. Były to ukraińskie jednostki 25. Samodzielnej Brygady Spadochronowej, które przeszły na stronę separatystów. W trakcie operacji antyterrorystycznej siły ukraińskie zatrzymały 23 oficerów rosyjskiego wywiadu wojskowego GRU.
Dwa z sześciu transporterów opancerzonych BMD-2 zostały odbite przez siły ukraińskie 18 kwietnia 2014. 18 kwietnia 2014 zgodnie z ustaleniami genewskimi z 17 kwietnia 2014 w trakcie czterostronnych rokowań, SBU wstrzymała ofensywę antyterrorystyczną (ATO) na wschodzie kraju, ogłaszając jednostronne zawieszenie broni na czas świąt wielkanocnych (20–21 kwietnia 2014). Ponadto nad Słowiańskiem przeleciał helikopter, który zrzucił ulotki informujące mieszkańców miasta o porozumieniu genewskim i jego postanowieniach.
Ukraina w kwietniu oddelegowała do udziału w operacji siły lotnicze, między innymi przebazowując do wysuniętej bazy operacyjnej na lotnisku w Dniepropietrowsku myśliwce MiG-29 z 40. i 114. brygad lotnictwa taktycznego oraz samoloty szturmowe Su-25 z 299. brygady, które następnie wykonywały patrole bojowe i niskie przeloty w celu demonstracji siły.
Armia ukraińska okazała się nieprzygotowana do aktywnych działań. Siedem brygad zmechanizowanych wystawiło początkowo tylko po jednej grupie batalionowej, a dwie brygady pancerne (1. i 17.) po jednej niepełnej grupie batalionowej i jednej grupie kompanijnej. Pięć dalszych brygad lekkiej piechoty wystawiło po jednej grupie kompanijnej.

#### Ataki na Mariupol i Byłbasiwkę
Wieczorem 16 kwietnia 2014 w Mariupolu doszło do szturmu na jednostkę ukraińskiej Gwardii Narodowej. W ataku uczestniczyło ok. 300 napastników, którzy zostali pokonani w wyniku kontrataku ukraińskiej jednostki Alfa wchodzącej w skład SBU. Podczas zajść trzech prorosyjskich separatystów zginęło, 13 zostało rannych, a 63 zatrzymano. 17 kwietnia 2014 separatyści zajęli w Słowiańsku centrum transmisji telewizji i radia i wyłączyli przekaz ukraińskich kanałów telewizyjnych, włączając rosyjski przekaz telewizyjny. Samozwańczy mer Słowiańska, Wiaczesław Ponomariow, ogłosił 19 kwietnia 2014 „polowanie” na ludzi mówiących po ukraińsku. Zaapelował do „ludowych patroli”, by informowali separatystów o napotkaniu „podejrzanych” osób w mieście za pomocą specjalnej infolinii. Oświadczył też, że w Słowiańsku obowiązuje zakaz działalności partii UDAR, Swoboda i Batkiwszczyna, jak też zakaz agitowania za nimi. Ponadto nad Słowiańskiem przeleciał helikopter, który zrzucił ulotki informujące mieszkańców miasta o osiągnięciu porozumienia z Genewy i jego postanowienia.
19 kwietnia 2014 na lotnisku w Doniecku ukraiński żołnierz został zastrzelony przez wartownika, który wziął go za intruza. 20 kwietnia 2014 pięć osób zginęło podczas ataku na punkt kontrolny obsadzony przez prorosyjskich separatystów pod Słowiańskiem w Byłbasiwce. MSW Ukrainy potwierdziło śmierć jednej osoby w tym incydencie, potem potwierdziło śmierć trzech osób. Według agencji w ataku zginęło trzech separatystów i dwóch napastników. Rosja twierdziła, iż za atakiem stał Prawy Sektor. 20 kwietnia 2014 w Słowiańsku zostało uprowadzonych dwóch włoskich oraz białoruski dziennikarz, jednak zostali zwolnieni dzień później. Wieczorem 21 kwietnia 2014 do Słowiańska wjechała misja OBWE, która chciała wyjaśnić szczegóły strzelaniny w Byłbasiwce.

#### Mobilizacja separatystów i uprowadzenie obserwatorów OBWE
21 kwietnia 2014 władze ukraińskie poinformowały o powołaniu specjalnego batalionu o nazwie „Timur” do walki z separatystami. Tymczasem po dużym prorosyjskim wiecu separatyści zajęli siedzibę SBU w Kramatorsku. Wcześniej kontrolowali tam główną posterunek milicji i radę miejską. Tego samego dnia w Słowiańsku uprowadzono amerykańskiego reportera Simona Ostrovsky’ego. Reporter tworzący serię reportaży „Rosyjska Ruletka” dla Vice News był więziony przez separatystów w piwnicy i bity. Oskarżono go o związki z Prawym Sektorem. Po czterech dniach niewoli został zwolniony. 22 kwietnia 2014 w okolicach Słowiańska znaleziono ciała dwóch ukraińskich aktywistów, w tym Wołodymyra Rybaka, członka partii Batkiwszczyna i radnego z Gorłówki. Rybak został uprowadzony pod radą miejską w Gorłówce w dniu 17 kwietnia 2014. Wcześniej nad miastem ostrzelano krążący nad miastem samolot An-30. W związku z kolejnymi incydentami p.o. prezydenta polecił wznowienie kontrofensywy.
23 kwietnia 2014 armia ukraińska wyparła separatystów z pięciotysięcznego miasta Swiatohirśk, leżącego na trójstyku obwodów charkowskiego, ługańskiego oraz donieckiego. W nocy z 23 na 24 kwietnia 2014 rebelianci zaatakowali skład broni w Artiomowsku, jednak atak został odparty przez stacjonujących tam żołnierzy. W wyniku prowadzonej „operacji antyterrorystycznej” 24 kwietnia 2014 siłom bezpieczeństwa udało się odbić budynek rady miejskiej w Mariupolu. Podczas natarcia na Słowiańsk zginęło pięciu separatystów. W wyniku operacji zlikwidowano trzy blokady zorganizowane przez separatystów. W odpowiedzi na „operację antyterrorystyczną” Doniecka Republika Ludowa ogłosiła powszechną mobilizację. Separatyści powiedzieli, że oznacza to „wojnę domową”.
25 kwietnia 2014 separatyści za pomocą granatnika przeciwpancernego strącili o godz. 11:30 EET pod Kramatorskiem śmigłowiec Mi-8. Pilot jednostki powietrznej został ranny. Tymczasem w Słowiańsku separatyści uprowadzili autobus z siedmioma obserwatorami OBWE, w skład której wchodziło trzech wojskowych z Niemiec i po jednym z Polski, Czech, Szwecji i Danii. Po akcji separatystów siły antyterrorystyczne przystąpiły do blokady Słowiańska, odcinając wszystkie drogi dojazdowe do niego. Po południu separatyści oświadczyli, że nie oddadzą miasta zablokowanego przez siły ukraińskie. Władze przystąpiły również do negocjacji, których celem było uwolnienie inspektorów. Dwa dni później porywacze uwolnili chorego na cukrzycę Szweda. Zorganizowano również konferencję prasową, na której zapewniono, iż porwani mają się dobrze. Przedstawiciel inspektorów, niemiecki pułkownik Axel Schneider, powiedział, że obserwatorzy są „gośćmi mera Ponomiarowa”. Negocjacje dotyczące uwolnienia porwanych inspektorów rozpoczęły się 1 maja 2014. Ponomariow zaproponował wymianę obserwatorów na kilku swoich współpracowników.
27 kwietnia 2014 separatyści uprowadzili trzech funkcjonariuszy SBU, którzy usiłowali zatrzymać Rosjanina podejrzewanego o zabicie Wołodymyra Rybaka. Rebelianci zajęli również siedziby radia i telewizji w Doniecku. Funkcjonariusze zostali wypuszczeni na wolność 7 maja 2014, po wymianie na samozwańczego mera Doniecka Pawła Gubariewa oraz dwóch aktywistów Donieckiej Republiki Ludowej. W nocy z 27 na 28 kwietnia 2014 doszło do wymiany ognia w rejonie kontrolowanego przez siły rządowe lotniska wojskowego w Kramatorsku. Z kolei o godz. 6:00 EET bojownicy dokonali ataku na miasto Konstantynówka. Około 30 uzbrojonych osób weszło do siedziby milicji. Zajęta została również rada miejska. Tymczasem w Doniecku doszło do starć po tym, jak zorganizowano tam pokojowy marsz ukraiński. Pochód został zaatakowany o godz 18:30 EET przez uzbrojonych bojowników. Mimo obecności milicji rannych zostało kilkanaście osób. Ponadto w obwodzie donieckim jeden ukraiński żołnierz zginął, a drugi został ranny podczas obchodu umocnień inżynieryjnych.
30 kwietnia 2014 separatyści zajęli stadion Szachtara Donieck. Pod stadionem miał się odbyć koncert i wiec zwolenników władz w Kijowie. W wyniku akcji przeprowadzonej wieczorem przez siły ukraińskie zajęto dwa rebelianckie punkty kontrolne pod Słowiańskiem. Separatyści przejęli za to siedzibę rady miejskiej w Krasnym Łuczu i komendę milicji w Gorłówce. 1 maja 2014 rebelianci dokonali szturmu na budynek obwodowej prokuratury w Doniecku. Napastnicy przejęli broń od milicjantów broniących obiektu, następnie powybijali szyby w budynku i zniszczyli dokumenty. Na budynku wywieszono flagę Donieckiej Republiki Ludowej. Do szturmu doszło na zakończenie 10 tys. prorosyjskiej manifestacji. Równocześnie separatyści zajęli ponad 20-tysięczne miasto Amwrosijiwka. 2 maja 2014 rebelianci zajęli centrum kontroli kolei, wstrzymując ruch pociągów kolei donieckiej.

#### Proklamacja Ługańskiej Republiki Ludowej i działania rebeliantów w obwodzie ługańskim

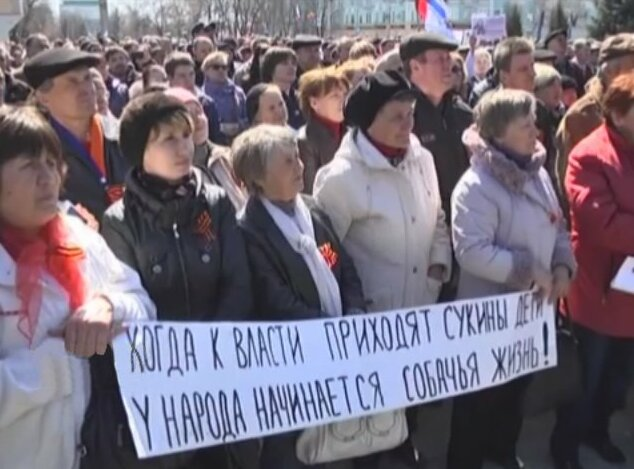
Prorosyjski wiec w Ługańsku z 30 kwietnia 2014

21 kwietnia 2014 separatyści z Ługańska ogłosili plan przeprowadzenia referendum na dzień 11 maja 2014 na temat niezależności obwodu ługańskiego. 27 kwietnia 2014 po południu separatyści z Ługańska ogłosili akt proklamacji Ługańskiej Republiki Ludowej. Podczas wiecu z udziałem kilkuset osób odczytano „Akt o proklamacji samostanowienia państwowego” i „Deklarację suwerenności Ługańskiej Republiki Ludowej”. Akty odczytał koordynator rady ludowej. Tego samego dnia w Charkowie odbył się proukraiński pochód zorganizowany przez kibiców miejscowego Metalista. Marsz został zaatakowany przez prorosyjskich napastników. Podczas potyczki obrażenia odniosło 14 osób. 28 kwietnia ok. godz. 11:30 EET podczas jazdy rowerem postrzelony został mer Charkowa Hennadij Kernes. Jego stan oceniany był jako ciężki.
29 kwietnia 2014 rebelianci zajęli radę miejską w Perwomajsku w obwodzie ługańskim. Po południu siły separatystyczne liczące ok. 500 osób zajęły także w Ługańsku budynek Obwodowej Administracji Państwowej. Ponadto liczący około 150 osób tłum ludzi otoczył oddział ukraińskiej Gwardii Narodowej. Po negocjacjach gwardziści złożyli broń. W tym samym czasie około 100 separatystów ruszyło w stronę siedziby lokalnej prokuratury, którą zajęto, podobnie jak lokalną telewizję. Działania w Ługańsku tłumaczono przygotowaniami do referendum zaplanowanym na 11 maja 2014.
1 maja 2014 separatyści zajęli budynki administracji państwowej w Antracycie, gdzie wywieszono flagi o barwach pansłowiańskich. W nocy z 7 na 8 maja 2014 około 40 uzbrojonych bojowników zaatakowało punkt graniczny Izwaryne w obwodzie ługańskim. Rosyjscy napastnicy nakazali strażnikom złożyć broń, jednak Ci otworzyli ogień. Bojownicy obrzucili posterunek graniczny butelkami z benzyną, jednak wkrótce wycofali się. W ciągu dnia we wsi Szandryhołowe znaleziono ciało aktywisty Euromajdanu, porwanego i zabitego przez prorosyjskich bojowników.
2 maja 2014 Arsen Awakow poinformował, że separatyści opuścili siedzibę władz miasta, biuro prokuratora i centrum telewizyjne w Ługańsku. Stało się to po rozmowach pomiędzy zwolennikami jedności Ukrainy i prorosyjskimi separatystami. 4 maja 2014 w wymianie ognia w Ługańsku śmierć poniósł jeden prorosyjski bojownik. 5 maja 2014 separatyści podjęli nieudany szturm na posterunek milicji w Słowjanoserbśku. Tego samego dnia Rada Obwodowa w Ługańsku poparła postulaty samozwańczej Ługańskiej Republiki Ludowej dotyczących przeprowadzenia referendum niepodległościowego 11 maja 2014. 7 maja 2014 rebelianci zajęli prokuraturę w Siewierodoniecku, a dzień później budynek administracji państwowej w Starobielsku. 9 maja 2014 na jednym z drogowych punktów kontrolnych rebelianci zastrzelili podróżujące samochodem małżeństwo. Wieczorem 10 maja 2014 w wyniku konfrontacji między młodymi Ukraińcami i separatystami w sklepie w Ługańsku zginęły dwie osoby.
16 maja 2014 w Ługańsku siły bezpieczeństwa zatrzymały dowódcę radykalnych bojowników „Armii Północ-Południe” – Ołeksandra Relkego. Dzień później siły bezpieczeństwa w punkcie kontrolnym na granicy ukraińskiej zatrzymały Walerija Bołotowa, lidera ługańskich separatystów, który wracał z rekonwalescencji z Rosji. Niebawem na granicę przybyła grupa 200 uzbrojonych separatystów, która zażądała wydania ich lidera. Wywiązała się strzelanina, podczas której Bołotow został odbity.
18 maja 2014 parlament samozwańczej Ługańskiej Republiki Ludowej przyjął konstytucję i powołał władze. Na przywódcę ŁRL został wybrany Walerij Bołotow, a na przewodniczącego parlamentu – Aleksiej Kariakin. 22 maja 2014 Ługańska Republika Ludowa wprowadziła stan wojenny. Ogłoszono również pełną mobilizację. Walerij Bołotow zwrócił się do Władimira Putina o przysłanie „wojsk pokojowych”. Tego samego dnia Gwardia Narodowa Ukrainy toczyła bój z Armią Południowo-Wschodnią w okolicach Rubiżnego i Lisiczańska. Doszło do potyczki o most na rzece Doniec. W Lisiczańsku rebelianci zaatakowali cztery kopalnie. W walkach zginęło łącznie dwóch ukraińskich mundurowych i siedmiu rebeliantów. Ponadto 20 żołnierzy i 16 bojowników zostało rannych.

### Aktywna faza operacji antyterrorystycznej prowadzonej przez Ukrainę

#### Odbicie Słowiańska przez siły ukraińskie i uwolnienie obserwatorów OBWE

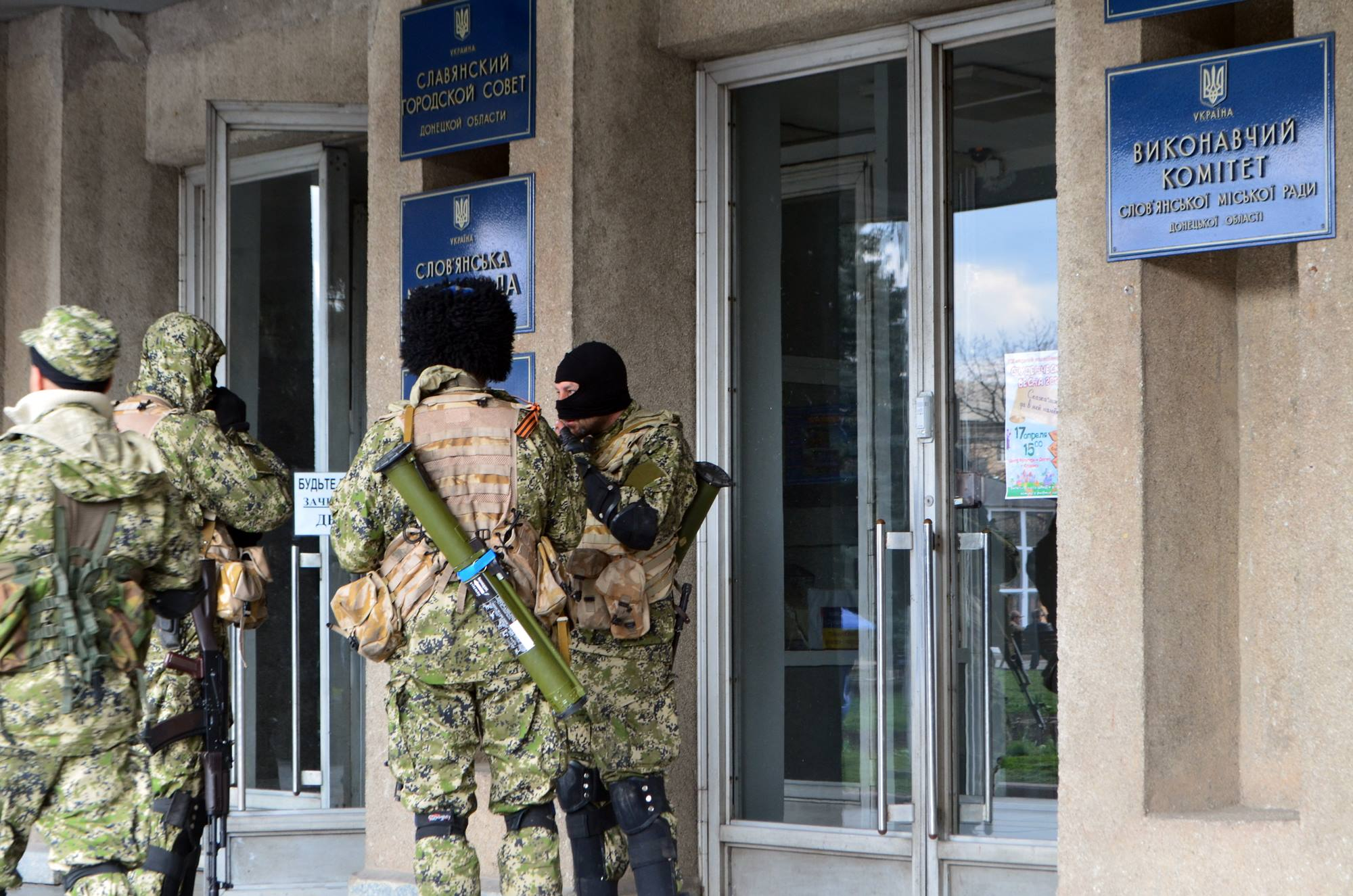
Rebelianci w Słowiańsku

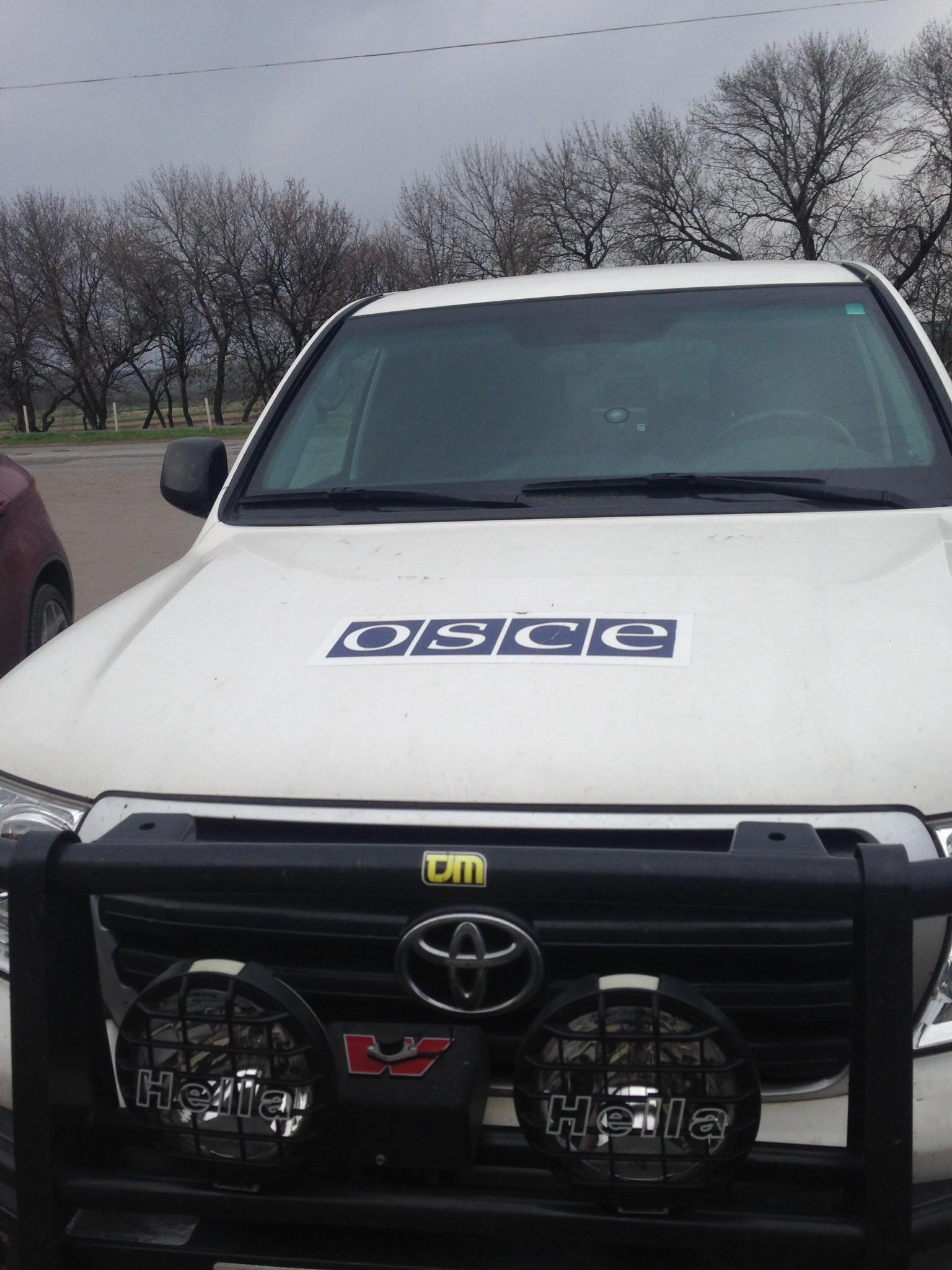
Międzynarodowi obserwatorzy OBWE byli przetrzymywani przez separatystów w dniach 25 kwietnia – 3 maja 2014

2 maja 2014 o godz. 5:00 EET wojsko ukraińskie ruszyło na pozycje rebeliantów w Słowiańsku. W wyniku toczących się walk siły ukraińskie zablokowały drogowe punkty kontrolne. Siły bezpieczeństwa przejęły kontrolę nad większą częścią opanowanego przez prorosyjskich separatystów miasta, spychając ich w głąb miasta. Największy opór stawiano w południowo-wschodniej części Słowiańska. W trakcie walk bojownicy zestrzelili dwa śmigłowce Mi-24 i ostrzelali z broni ręcznej maszynę typu Mi-8. Jeden z pilotów zestrzelonej maszyny dostał się do niewoli, drugi poniósł śmierć. W trakcie walk zginął jeszcze jeden wojskowy oraz co najmniej jeden separatysta. W trakcie najpoważniejszych dotąd walk zatrzymano bojowników podejrzanych o zestrzelenie maszyn. Maszyny zostały zestrzelone za pomocą przenośnego przeciwlotniczego zestawu rakietowego. Według lokalnych mediów do południa w rękach sił ukraińskich była połowa miasta. Do wieczora wojsku udało się zająć wszystkie blokady wzniesione przez rebeliantów na obrzeżach miasta.
Otoczeni przez wojsko bojówkarze, w nocy z 2 na 3 maja 2014, wyrazili chęć negocjacji z władzami w Kijowie. Ministerstwo Obrony postawiło warunek całkowitego wstrzymania „działalności terrorystycznej” i wydania dywersantów, którzy brali bezpośredni udział w ciężkich przestępstwach. Gwałtowne starcia w mieście prowadzono przez cały 3 maja 2014. Zginęło wówczas czterech żołnierzy, w tym dwóch wojskowych 95. brygady desantowej w wiosce Andrijiwka, 5 km na południe od Słowiańska. Żołnierze zostali ostrzelani spoza „żywych tarcz” utworzonych z mieszkańców wioski. W międzyczasie w wyniku walk separatyści uwolnili przetrzymywanych w Słowiańsku obserwatorów OBWE. Tymczasem SBU opublikowało tzw. taśmy Striełka, na których zapis rozmowy telefonicznej przedstawiciela Kremla Władimira Łukina z liderem separatystów Igorem Striełkowem. Z nagrań wynikało, iż separatyści kontaktowali się z Moskwą, która koordynowała porwanie międzynarodowych obserwatorów.
Sytuacja ustabilizowała się w nocy z 3 na 4 maja 2014, kiedy oddawano pojedyncze strzały. W trakcie dnia armia wzniosła barykadę ok. 2 km od administracyjnych granic Słowiańska, odcinając tym samym drogę szybkiego ruchu w kierunku Doniecka. 5 maja 2014 bitwa o Słowiańsk koncentrowała się wokół wieży telewizyjnej oraz drogowych punktów kontrolnych ustawionych przez separatystów na dojazdach do miasta. Tego dnia rebelianci zestrzelili z broni maszynowej kolejny śmigłowiec Mi-24P z 11. Brygady Lotnictwa Armii („czerwony 29”), który musiał lądować awaryjnie – załoga została ewakuowana śmigłowcem Mi-8. Według ukraińskiego MSW separatyści ostrzeliwali i podpalali domy, a cywilów używali jako żywe tarcze. Tego dnia w trakcie walk zginęło czterech żołnierzy, 30 zostało rannych. Po stronie rebeliantów rany odniosło 15 osób. Wiele osób odniosło rany podczas zasadzki przygotowanej przez separatystów na drodze dojazdowej do miasta. Używali oni ciężkiej broni, w tym granatników. W ocenie ukraińskiego MSW na drogach dojazdowych do miasta Słowiańska walczyło 800 rebeliantów.

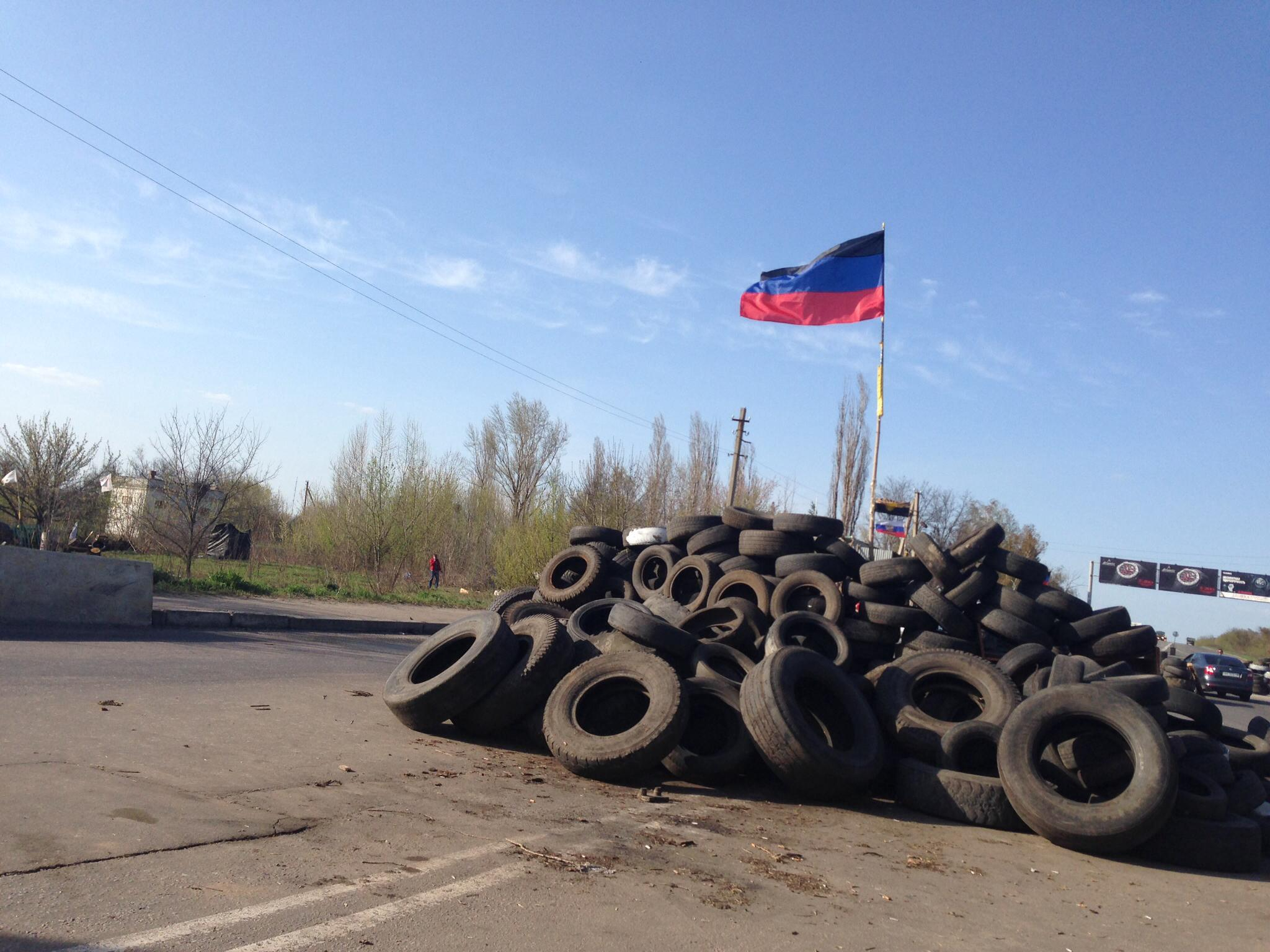
Blokada drogowa pod Słowiańskiem

W dniach 5–6 maja 2014 w Słowiańsku zginęło osiem osób, a 16 zostało rannych. Od początku „operacji antyterrorystycznej” w Słowiańsku zginęło 30 rebeliantów, co potwierdzili separatyści. Dodali, że w bilansie zabitych byli również cywile. Ministerstwo spraw wewnętrznych informowało, iż na froncie było wielu bojowników z Krymu, Rosji oraz Czeczeni. 7 maja 2014 SBU podało, iż od początku kontrofensywy na wschodzie Ukrainy zginęło 14 żołnierzy i funkcjonariuszy, a 66 zostało rannych. Tego dnia separatyści przygotowywali się na ewentualny kolejny szturm na Słowiańsk rozstawiając na rogatkach miasta przeciwpancerne pociski sterowane „Fagot”. Do obrony miasta przystąpili również Kozacy krymscy. Dzień później siły bezpieczeństwa odparły atak rebeliantów na drogowy punkt kontrolny pod Słowiańskiem. 10 maja 2014 samozwańczy mer miasta Wiaczesław Ponomariow zagroził zabójstwami na atakujących Słowiańsk żołnierzach służby zasadniczej.
Po północy 11 maja 2014 w centrum miasta toczyła się intensywna wymiana ognia, a rano wznowione zostały walki we wsi Andrijiwka. W międzyczasie odbywało się referendum w sprawie niepodległości obwodów donieckiego i ługańskiego. Uczestniczący w głosowaniu ludzie opowiedzieli się za samodzielnością DRL i ŁRL. W trakice referendum ukraińskie siły bezpieczeństwa ostrzelały wieżę telewizyjną w Słowiańsku na wzgórzu Karczun oraz zniszczyły kilka blokad drogowych pod miastem. 12 maja 2014 ponownie walki wybuchły na linii frontu w wiosce Andrijiwka. Wiaczesław Ponomariow wezwał tego dnia wojska rosyjskie do przyjścia miastu z odsieczą, z kolei w toku nocnej operacji całkowicie oczyszczono pięciokilometrową strefę wokół wieży telewizyjnej. Nad ranem 19 maja 2014 pod Słowiańskiem w ostrzale moździerzowym śmierć poniósł jeden żołnierz ukraiński, a trzech innych zostało rannych. W wyniku walk rebelianci okopali się w wiosce Semeniwka.
24 maja 2014 we wsi Andrijiwka nieopodal Słowiańska w ataku moździerzowym śmierć poniósł włoski dziennikarz oraz jego tłumacz, z kolei francuski fotoreporter odniósł rany. Reporterzy wojenni zostali ostrzelani, kiedy podróżowali samochodem i schronili się w okopie. 26 maja 2014 rebelianci toczyli ciężki ostrzał pozycji wojsk ukraińskich z wzniesienia Karaczun z okolic kamieniołomu w pobliżu dzielnicy Artema. Pociski artyleryjskie trafiły w budynki mieszkalne, powodując śmierć trzech osób. Ponadto wieczorem 26 maja 2014 w okolicach Doniecka zaginęła czteroosobowa ekipa obserwatorów OBWE. Z Estończykiem, Szwajcarem, Turkiem i Duńczykiem utracono kontakt. O ich uprowadzeniu poinformował Wiaczesław Ponomariow. Walki w Słowiańsku nie dogasły. 28 maja 2014 rebelianci ostrzeliwali dzielnicę mieszkalną, w wyniku czego rannych zostało 10 cywili. Granaty uszkodziły m.in. szkołę. Dzień później w rejonie miasta rebelianci zestrzelili śmigłowiec Mi-8. Maszyną wracało piętnastu mundurowych z rejonu walk. Zginęło 14 wojskowych w tym generał Serhij Kulczycki, jeden żołnierz przeżył, choć był w ciężkim stanie. Maszyna została zestrzelona podczas rozpoczęcia kolejnej fazy operacji „antyterrorystycznej” w Słowiańsku.

#### Działania zbrojne pod Donieckiem; starcia w Mariupolu

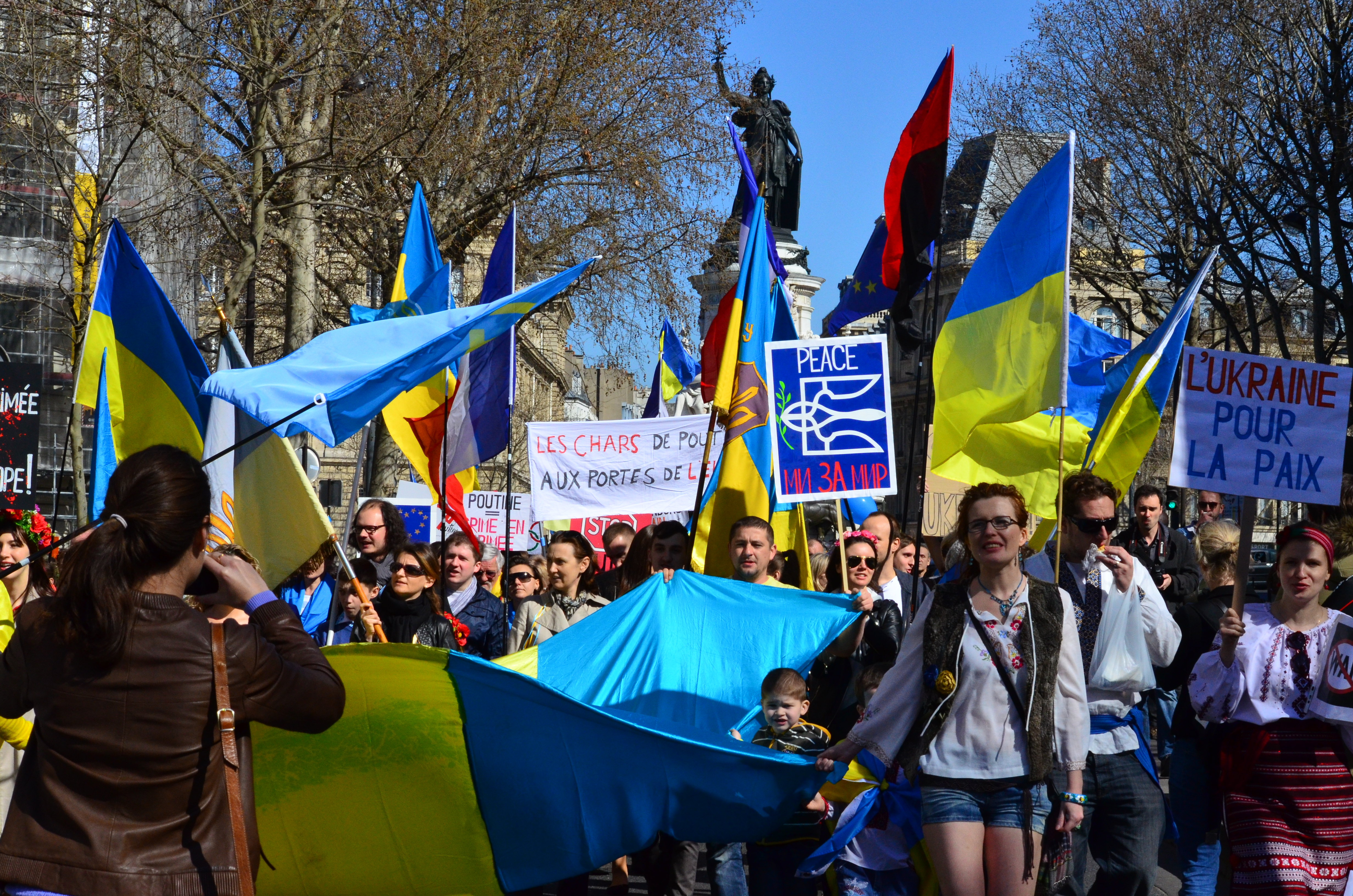
Demonstracje na rzecz pokoju na Ukrainie, Paryż

Również 3 maja 2014 w Doniecku bojownikom udało się opanować delegaturę SBU. Do zamieszek doszło w Mariupolu, gdzie armia ukraińska weszła do centrum miasta. W tym czasie około 300 uzbrojonych mieszkańców zebrało się na centralnym placu w mieście. Zablokowali oni drogi w centrum miasta, zbudowali barykady i podpalili opony. W międzyczasie siły ukraińskie pod dowództwem gen. Wasyla Krutowa dokonały uderzenia na Kramatorsk, odbijając tamtejszą wieżę telewizyjną, opanowaną wcześniej przez rebeliantów, oraz siedzibę SBU. Z powodu walk ulicznych zamknięto sklepy i targowiska, nie kursował też transport miejski. W nocy z 3 na 4 maja 2014 wojsko ukraińskie opuściło miasto, dzięki czemu separatyści zablokowali dojazdy do miasta od wszystkich stron i przejęli pusty budynek SBU, nad którym wywiesili flagę Donieckiej Republiki Ludowej. 4 maja 2014 siły ukraińskie szturmowały jeden z budynków przejętych przez bojowników w Mariupolu. Ciężkie walki toczono o wieżę telewizyjną w Konstantynówce, gdzie rebelianci używali ciężkiej broni, którą ranili wielu żołnierzy. 9 maja 2014, na jednej z blokad drogowych w Konstantynówce, rebelianci zastrzelili duchownego. W nocy z 9 na 10 maja 2014 separatyści więzili przez siedem godzin siedmiu pracowników Międzynarodowego Komitetu Czerwonego Krzyża, w tym obywatela Francji. Jednego z pracowników dotkliwie pobito.
7 maja 2014 przed południem Mariupol został opanowany przez siły ukraińskie ze specnazu MSW „Azow” oraz 72. Brygady Zmechanizowanej Sił Zbrojnych Ukrainy. W trakcie walk zabito jednego bojownika, a dwóch pojmano. Jednak po trzech godzinach siły bezpieczeństwa wycofały się z pozycji, dzięki czemu rebelianci ponownie na budynku rady miejskiej zawiesili flagę Donieckiej Republiki Ludowej i zajęli ratusz.

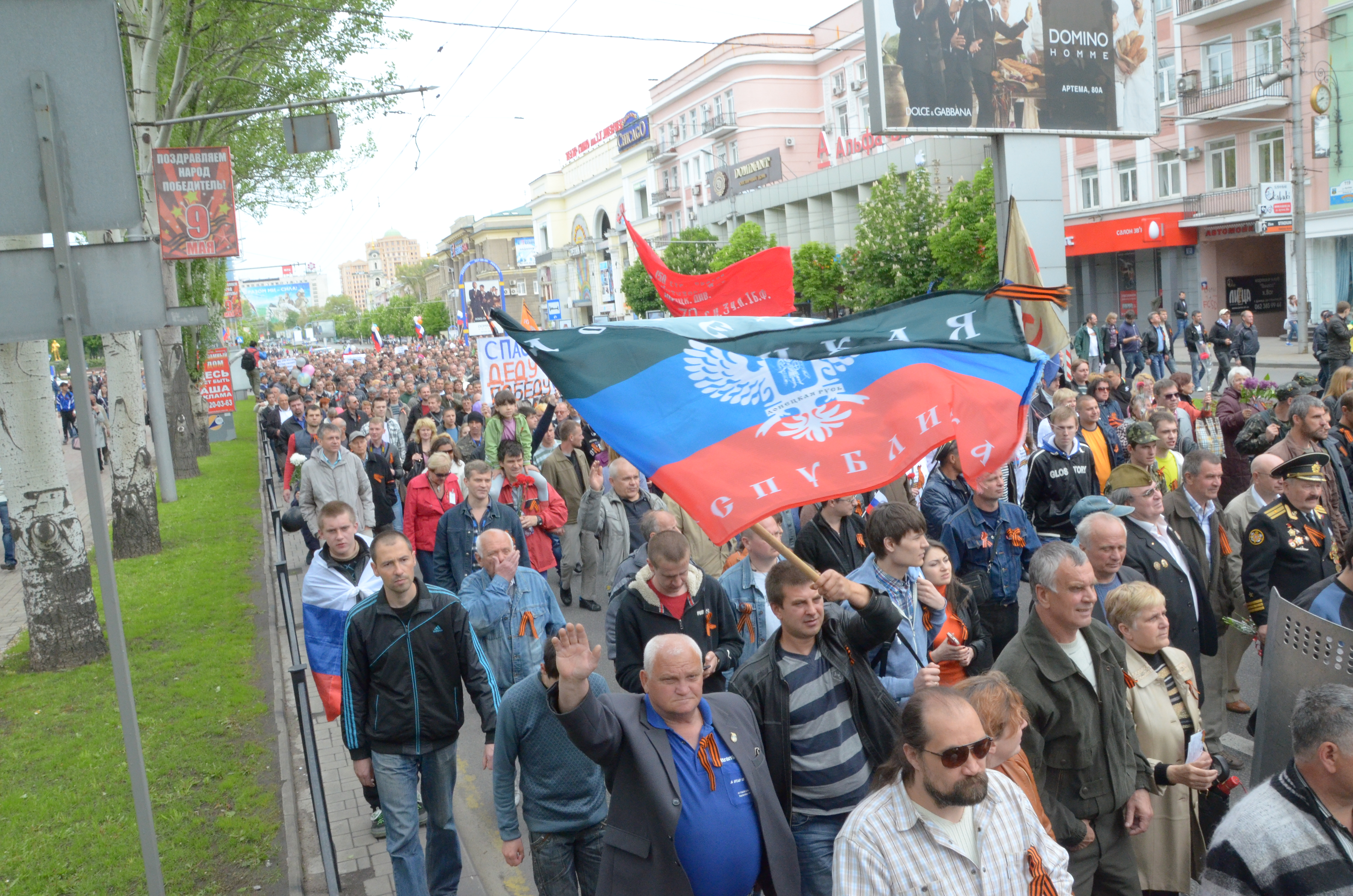
Demonstracja separatystów w Doniecku, 9 maja 2014

Kolejny szturm na Mariupol miał miejsce 9 maja 2014. Gwardia Narodowa dokonała ataku na rebeliantów, którzy wcześniej szturmowali siedzibę lokalnej milicji. W ataku uczestniczyli wojskowi ze specnazu „Azow”. W oblężonym budynku zabarykadowali się rebelianci, którzy ostrzeliwali żołnierzy. Tyły wojska zostały zaatakowane przez inną grupę bojowników, która na skrzyżowaniu ulic Lenina i Torhowej przechwyciła transporter opancerzony. W trakcie walk zamknięto ulicę dla transportu i ruchu pieszych. Według władz w Kijowe podczas potyczki śmierć poniosło ok. 20 separatystów i jeden żołnierz, z ośmiu odniosło rany. Przedstawiciele Donieckiej Republiki Ludowej ogłosili śmierć siedmiu bojowników i obrażenia u 39 innych osób. Wieczorem wojsko wycofało się z centrum miasta, obsadzając punkty kontrolne na jego rogatkach. W międzyczasie separatyści podpalili budynek milicji, a naczelnik milicji Wałerij Androszczuk został porwany, jednak dwa dni po walkach uwolniono go.
15 maja 2014 w Mariupolu podpisano porozumienie, na mocy którego separatyści wycofali się z miasta. Stronami ugody, którą zaakceptowali rebelianci, było kierownictwo zakładów metalurgicznych Rinata Achmetowa, władze miejskie i reprezentanci organizacji społecznych. Umowa, oprócz wycofania separatystów, przewidywała powołanie patroli złożonych z milicji i pracowników lokalnych zakładów przemysłowych, by przywrócić ład i porządek w mieście, gdyż w mieście dochodziło do częstych grabieży. Od 16 maja 2014 ulice miasta patrolowało 100 grup złożonych z dwóch milicjantów oraz od sześciu do ośmiu pracowników miejscowych zakładów metalurgicznych. Wieczorem 16 maja 2014 rebelianci zaatakowali budynek sztabu Gwardii Narodowej. Stacjonujący tam żołnierze nie stawiali zaciętego oporu. Po początkowej wymianie ognia, przystąpiono do dwugodzinnych rokowań, w wyniku których gwardziści opuścili siedzibę.

#### Referendum niepodległościowe i walki pod Kramatorskiem

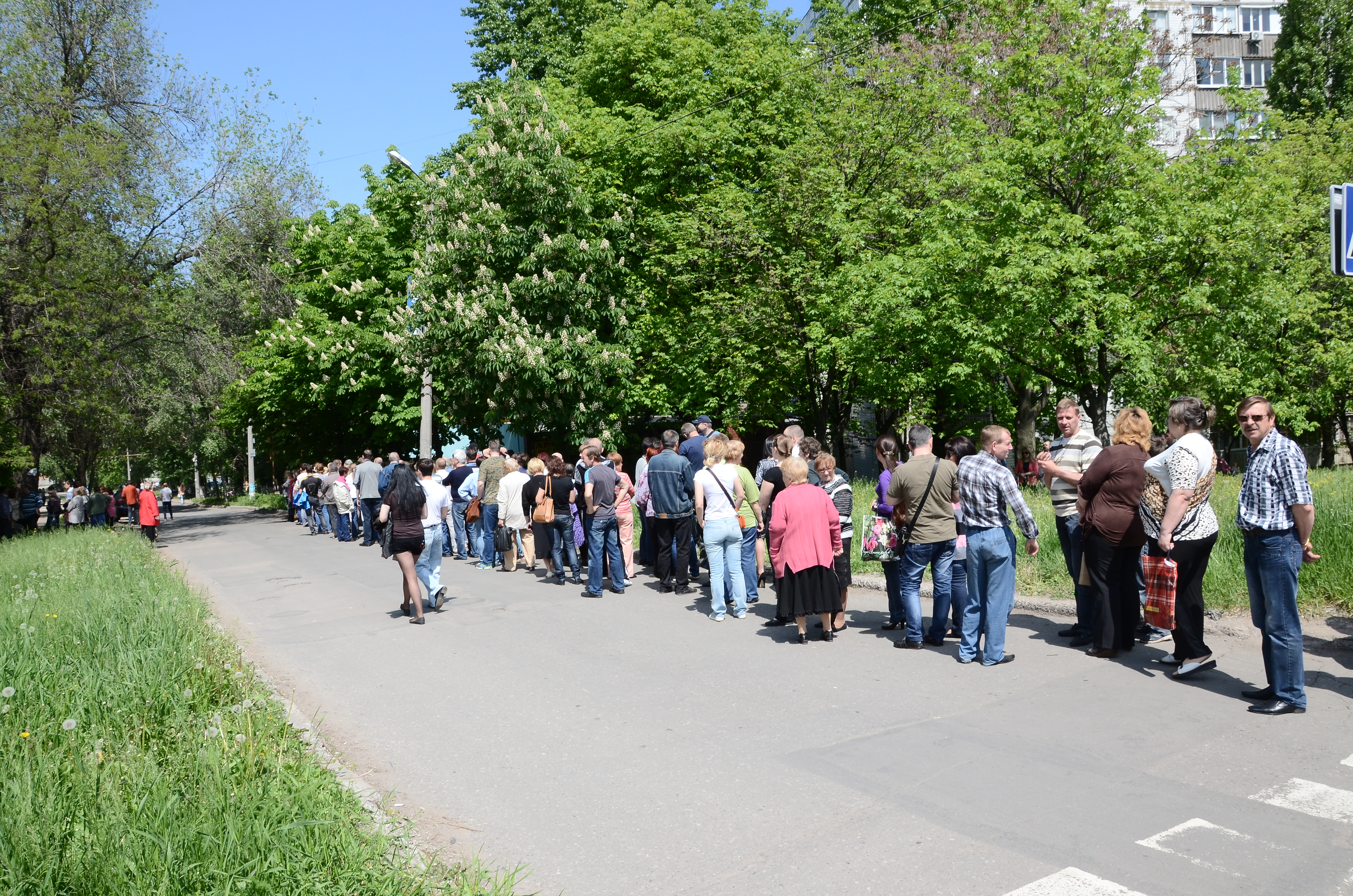
Kolejka do lokalu wyborczego w Doniecku 11 maja 2014

11 maja 2014 w nocy separatyści porwali szefa lotniska Kramatorsk i trzy kobiety oficer. Jedną z nich po torturach wypuszczono na wolność. W trakcie trwania referendum niepodległościowego uzbrojeni mężczyźni wkroczyli do Krasnoarmijśka, gdzie zablokowali komendę milicji oraz radę miejską, przerywając głosowanie. W trakcie wymiany ognia zginęła jedna osoba. 12 maja 2014, dzień po referendum niepodległościowym, samozwańcze władze Donieckiej Republiki Ludowej ogłosiły suwerenność i zaapelowały do Rosji o rozważenie włączenia regionu w skład Federacji Rosyjskiej, aby „przywrócić historyczną sprawiedliwość”. Również w Ługańsku odczytano akt niepodległości Ługańskiej Republiki Ludowej. Według organizatorów niepodległość w plebiscytach poparło: w obwodzie donieckim – 89,07% głosujących i w obwodzie ługańskim 96,2% głosujących.
13 maja 2014 około godz. 13:00 EET we wsi Dmytriwka, 20 km od Kramatorska, doszło do ataku na żołnierzy 95. Brygady Powietrznej. Rebelianci ostrzelali konwój z granatników przeciwpancernych, w wyniku czego nastąpiła eksplozja transportera opancerzonego. Wówczas wywiązała się intensywna wymiana ognia, w której poległo siedmiu żołnierzy, a ośmiu odniosło obrażenia. Na pomoc zaatakowanej grupie wojskowej przybył batalion z Kramatorska, który odparł atak bojowników i ewakuował rannych z pola walki. Kolejnego dnia walki koncentrowały się w wiosce Starowarwariwka, 30 km od Kramatorska. Nad miejscem potyczki krążyły helikoptery i trzy ciężkie śmigłowce bojowe Mi-24 oraz transportowy Mi-8 z napisami „UN”, czyli symbolem ONZ. Rosja zażądała wyjaśnienia, dlaczego Ukraina korzysta ze sprzętu z symboliką ONZ. 15 maja 2014 żołnierze zniszczyli bazę rebeliantów pod Kramatorskiem. Tymczasem separatyści postawili armii ultimatum do końca tego dnia, aby wycofała się z zajmowanych pozycji w Donbasie, gdyż w przeciwnym razie zagrozili wysłaniem na pole walki „grup zwiadowczo-dywersyjnych”. Kolejne sporadyczne walki w rejonie kramatorskiego lotniska miały miejsce w nocy z 17 na 18 maja 2014.

#### Atak pod Wołnowachą
22 maja 2014 o godz. 4:00 EET rebelianci, poruszający się vanami, podjechali pod posterunek wojskowy pod Wołnowachą, leżącą między Donieckiem a Mariupolem. Napastnicy, liczący ponad setkę ludzi, otworzyli zmasowany ogień (z broni strzeleckiej, ręcznych granatników przeciwczołgowych i moździerzy) do przebywających na posterunku żołnierzy z batalionowej grupy bojowej 51. Brygady Zmechanizowanej. W trakcie ostrzału wybuchło lub spłonęło kilka bojowych wozów piechoty BMP-1. Żołnierze odpowiedzieli ogniem, jednak ponieśli ciężkie straty. W zasadzce separatystów zginęło 16 żołnierzy rezerwy, a 32 zostało rannych. Wśród zabitych był dowódca batalionu. Pomoc dla atakowanych przybyła o godz. 6:30 EET.
Duża liczba ofiar po stronie rządowej była według ukraińskich ekspertów wojskowych spowodowana szeregiem błędów popełnionych przez dowództwo. Przede wszystkim stacjonujący przez noc w posterunku kontrolnym żołnierze mieli niedostateczny poziom przygotowania bojowego i taktycznego w organizowaniu umocnionego posterunku kontrolnego, który nie był ufortyfikowany. Na terenie działań partyzanckich załoga posterunku nie była dostatecznie liczna i mobilna, nie otrzymała wsparcia powietrznego. W rejonie nie działał zwiad, nie dokonano lokalnego rozpoznania. Żołnierze pozostali na noc na bocznicy drogi bez osłony, gdyż nie zostali wpuszczeni przez mieszkańców ponad 20-tysięcznej Wołnowachy (do której planowali wejść), o czym dowiedzieli się separatyści. Rezerwiści nie byli uzbrojeni w noktowizory, nie nawiązano także skutecznej łączności z innymi oddziałami mogącymi przyjść na odsiecz.
23 maja 2014 Ochotniczy Batalion „Donbas”, który dzień wcześniej oczyścił rejon wołodarski, wpadł w zasadzkę w okolicy wsi Karliwka. Połowa składu batalionu odniosła rany w potyczce. Wojskowi zostali przewiezieni na posterunek wojskowy w Krasnoarmijśku. Ponadto źródło analityczne „Informacyjny Opór” podało, że separatyści prowadzili w obwodzie donieckim przegrupowanie sił, na co dowodem miało być opuszczenie blokad drogowych i posterunków w Drużkiwce przez 150 bojowników. Byli oni jako cywile przerzucani do Słowiańska, by bronić miasta. Ponadto ukraińskie MSW poinformowało, iż od początku konfliktu 17 tysięcy milicjantów zdezerterowało i przeszło na stronę separatystów.

#### Ustanowienie separatystycznej Federacyjnej Republiki Noworosji i wybory prezydenckie na Ukrainie 2014
Po południu 22 maja 2014 Pawieł Gubariew, ludowy gubernator Donbasu, na zjeździe Partii Noworosja, powstałej 13 maja 2014, ogłosił zamiar zdobycia wszystkich południowo-wschodnich obwodów Ukrainy: kontrolowanych w dużej mierze donieckiego i ługańskiego oraz charkowskiego, chersońskiego, dniepropietrowskiego, mikołajowskiego i zaporoskiego. Dodał, że celem partii będzie nacjonalizacja majątków oligarchów, którzy stawiali opór separatystom. Miał na myśli miliardera Rinata Achmetowa.
24 maja 2014 w donieckim hotelu „Szachtar Płaza”, podczas zjazdu partii Noworosja, za drzwiami zamkniętymi powołano Federacyjną Republikę Noworosji. Dokument o zjednoczeniu Donieckiej Republiki Ludowej oraz Ługańskiej Republiki Ludowej sygnowali ich przedstawiciele. Ogłoszono, że stolicą samozwańczego państwa zostanie Donieck. Samozwańczym prezydentem Noworosji mianowano Walerego Kaurowa. Oficjalnym językiem został język rosyjski, a religią państwową rosyjskie prawosławie. Zapowiedziano nacjonalizację lokalnego przemysłu Donbasu. Jednak faktycznie proklamowanie Federacyjnej Republiki Noworosji nie było jasne, gdyż lider Ługańskiej Republiki Ludowej, Walerij Bołotow, powiedział, że obie republiki funkcjonują oddzielnie.
W czasie wyborów prezydenckich na Ukrainie w 2014 roku, które zostały zablokowane przez separatystów w Doniecku, rebelianci otoczyli posiadłość Rinata Achmetowa. Od przebywającego w Kijowie oligarchy zażądali poparcia dla separatystów oraz płacenia podatków na ich konto. Do zdarzenia doszło po 2-tysięcznym wiecu antyukraińskim na placu Lenina, gdzie świętowano proklamację Noworosji. Zwycięzca wyborów Petro Poroszenko, zapowiedział, że jego priorytetem jest integracja europejska, przyśpieszenie operacji antyterrorystycznej (ATO) oraz dialog z Rosją. Dodał, że nie uznaje aneksji Krymu, chciał też usprawnić działania wojska tak, by rozbić separatystów w ciągu „kilku godzin”. Ponadto zaznaczył potrzebę nowych gwarancji bezpieczeństwa na arenie międzynarodowej. Oznajmił także, iż na wschodniej Ukrainie panuje „stan wojny”.

#### Szturm ATO na doniecki port lotniczy

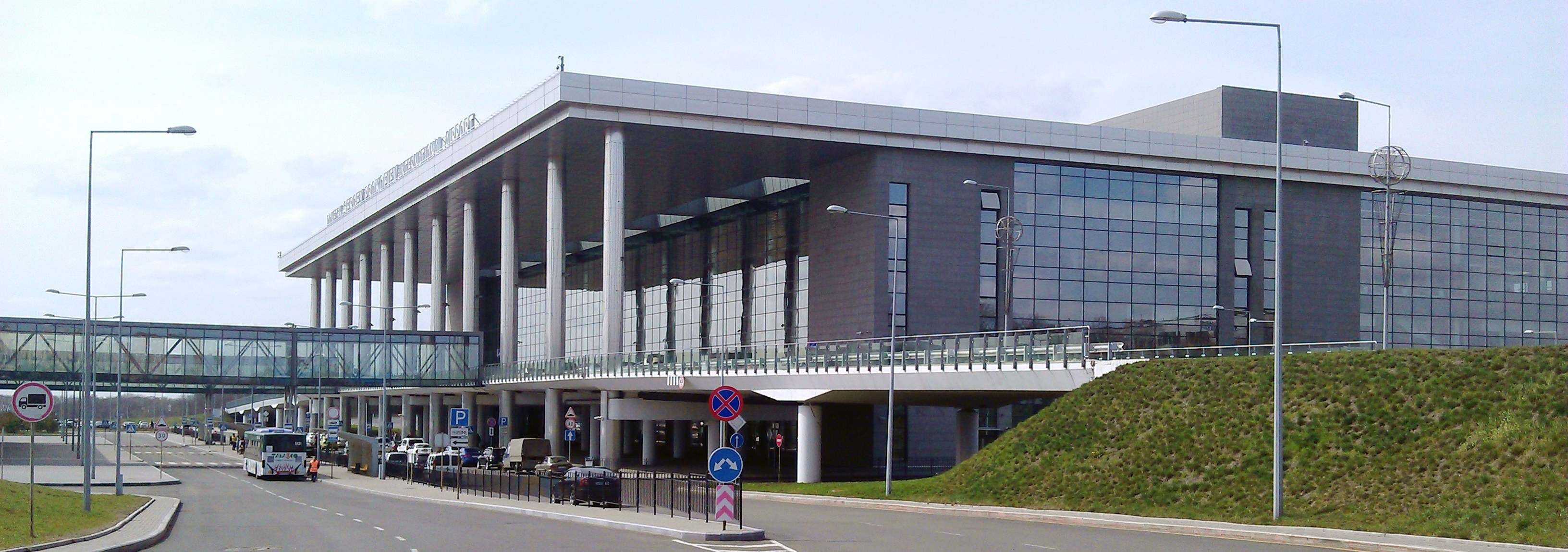
Port lotniczy Donieck stał się areną najbardziej krwawych starć operacji antyterrorystycznej (ATO)

26 maja 2014 siły bezpieczeństwa zaatakowały lotnisko donieckie, zajęte rankiem przez 200 bojowników. Wcześniej milicja zablokowała drogi dojazdowe. Operacja rozpoczęła się z powietrza od uderzenia lotnictwa i desantu ze śmigłowców Mi-24. W pobliżu dworca kolejowego zginęło dwoje cywilów. Dworzec został ewakuowany i zamknięty. Jego działanie wznowiono dwa dni później. Tymczasem podczas bombardowania lotniska według ukraińskich źródeł poległo ponad 100 separatystów. Sami przyznali się do ponad 50 zabitych. Wśród ofiar był co najmniej jeden Czeczen, członek Batalionu „Wostok”. Premier Donieckiej Republiki Ludowej przyznał, że w trakcie bitwy o lotnisko śmierć poniosło 33 obywateli Rosji. Walki zakończyły się odbiciem portu lotniczego. Kierownictwo operacji „antyterrorystycznej”, zaproponowało rebeliantom w Doniecku złożenie broni, zagrażając zmasowanym atakiem, takim jaki podjęto na lotnisko i prowadzeniem walk do wyeliminowania ostatniego bojownika.
W toku intensywnych walk w nocy z 26 na 27 maja 2014 z budynku obwodowej administracji uciekł przewodniczący parlamentu DRL Dienis Puszylin. W nocy konwój 40 kamazów z uzbrojonymi ludźmi próbował przekroczyć granicę rosyjsko-ukraińską od strony Rosji. Doszło do walk, jednak przejęto jedynie trzy pojazdy, reszta wjechała na terytorium Ukrainy. Tymczasem Pawieł Gubariew doniósł, iż w wyniku ostrzału ciężarówki transportującej rannych separatystów zginęło 35 osób Batalionu „Wostok”. Według premiera DRL Aleksandra Borodaja podczas ostrzeliwania ciężarówek śmierć poniosło ponad 50 bojowników. Na skutek ostrzeliwań domów mieszkalnych przez siły rządowe ucierpiała także ludność cywilna.
Ponadto w trakcie walk obrabowano i częściowo spalono halę Drużba hokejowego klubu Donbas Donieck. Separatyści zajęli także kilka szkół, z których ewakuowano uczniów. Placówki oświaty zostały tymczasowo szpitalami polowymi. Wśród rannych pojmanych bojowników byli ludzie pochodzący z Krymu, Moskwy i Czeczeni. W czasie walk uprowadzony został polski ksiądz, który był przetrzymywany w zajętej przez rebeliantów siedzibie SBU. Dzień później został zwolniony. Wieczorem dowództwo rebeliantów ogłosiło w mieście godzinę policyjną trwającą od godz. 20:00 do godz. 6:00. Noc z 27 na 28 maja 2014 minęła spokojnie, siły rządowe zlikwidowały kilka punktów oporu separatystów i przejęły ich broń, jednak obyło się bez ofiar. W ciągu dnia 300 górników wzięło udział w demonstracji pod pomnikiem Lenina, domagając się wstrzymania operacji zbrojnej. Władze Donieckiej Republiki Ludowej ogłosiły, iż będą formować z górników milicje ochotnicze.
29 maja 2014 w Doniecku doszło do zajazdu Batalionu „Wostok” na siedzibę DRL w Doniecku. Oddział wkroczył do budynku i nakazał wszystkim jego opuszczenie. Uzbrojeni w granatniki i kałasznikowy bojownicy rozmontowali również umocnienia pod siedzibą separatystycznych władz. Ostatecznie bojownicy opowiadający się za zacieśnieniem relacji z Moskwą, wyparli z budynku pozostałych separatystów. Akcję pozytywnie ocenił premier DRL Aleksandr Borodaj. Według bojowników „Wostoka” akcja w Doniecku była konieczna, ponieważ ukraińscy separatyści dopuszczali się grabieży i plądrowali mienie publiczne. Wpłynęły na to także nieporozumienia w obrębie dowództwa rebelii. Dienis Puszylin, przywódca Donieckiej Republiki Ludowej, ocenił, iż zajazd „Wostoka” nie był przewrotem wojskowym.

### Inicjatywa rebeliantów i tymczasowe zawieszenie broni

#### Uwięzienie przedstawicieli OBWE i zajęcie jednostek Państwowej Straży Granicznej Ukrainy
29 maja 2014 w rejonie Słowiańska, gdzie toczyły się ciężkie walki, zestrzelono wojskowy helikopter Mi-18 z 13 osobami na pokładzie. W wyniku tego śmierć poniosło 14 osób – ośmiu wojskowych Gwardii, w tym załoga, i sześciu przedstawicieli oddziałów specjalnych Berkut. Pod Słowiańskiem i Kramatorskiem aktywnie działała artyleria oraz lotnictwo. W rejonie walk nieustannie kursowały karetki, transportujące rannych uczestników walk. Tymczasem Wiaczesław Ponomariow przyznał, iż separatyści ze Słowiańska przetrzymywali od 26 maja 2014 kolejnych czterech obserwatorów OBWE, obywateli Szwajcarii, Estonii, Turcji i Danii. Ponadto kolejna grupa obserwatorów zaginęła 29 maja 2014 w punkcie kontrolnym w Siewierodoniecku, około 100 km na północ od Ługańska. Dzień później pracownicy OBWE spod Ługańska zostali zwolnieni, z kolei 1 czerwca 2014 Ponomariow ogłosił uwolnienie kolejnej grupy zakładników, niemniej w kolejnych dniach z oskarżoną o szpiegostwo grupą nadal nie było kontaktu.
11 czerwca 2014 sekretarz generalny OBWE Lamberto Zannier na spotkaniu z ministrem spraw zagranicznych Rosji Siergiejem Ławrowem apelował o uwolnienie obserwatorów. Tydzień później OBWE zażądała uwolnienia swoich pracowników „w trybie natychmiastowym i bez żadnych warunków”. Pierwsza grupa obserwatorów w składzie z Duńczykiem, Turkiem, Szwajcarem i Estończykiem, została ostatecznie uwolniona po miesiącu – w nocy z 26 na 27 czerwca 2014. Ostatnia grupa obserwatorów została wypuszczona 28 czerwca 2014.
W nocy z 29 na 30 maja 2014 ukraińska straż graniczna zatrzymała dwie ciężarówki z bronią, które próbowały wjechać na Ukrainę od strony Rosji w rejonie stanyczno-łuhanskim. Ponadto pogranicznicy zostali ostrzelani przez napastników. Również w dzień doszło do kolejnego szturmu 80 bojowników uzbrojonych w karabiny maszynowe i granaty na straż graniczną w Diakowem. Napastnicy zostali zmuszeni do odwrotu. Tymczasem minister obrony Ukrainy Mychajło Kowal, zapowiedział, że operacja przeciwko partyzantom „nie zatrzyma się”.
2 czerwca 2014 ok. godz 4:00 EET, 400 uzbrojonych bojowników rozpoczęło szturm na jednostkę Państwowej Straży Granicznej Ukrainy (PSGU) w Ługańsku. W trakcie bitwy pogranicznicy zostali wsparci przez lotnictwo i siły specjalne ukraińskiego wojska. Około godz 13:00 EET strony zawarły 30-minutowe zawieszenie broni, w czasie którego służby medyczne zabrały rannych i zabitych. Następnie walki rozgorzały na nowo. Rebelianci zablokowali mieszkańców domu, który znajdował się obok jednostki i strzelali z okien mieszkań. Bitwa dobiegła końca ok. 20:00 EET, a napastnikom nie udało się zdobyć jednostki. Wśród straży granicznej było siedmiu rannych, z kolei bojownicy stracili pięć osób. Rebelianci otoczyli bazę i oczekiwali na kapitulację ukraińskiej załogi, co miało miejsce 4 czerwca 2014.
W nocy z 2 na 3 czerwca 2014 grupa ukraińskich żołnierzy trafiła na zasadzkę separatystów, w której wyniku zginął jeden wojskowy, a siedmiu zostało rannych. W trakcie dnia podczas walk w Słowiańsku zginęło dwóch kolejnych żołnierzy. Tymczasem p.o. prezydenta Ukrainy Ołeksandr Turczynow, oświadczył, iż ukraińskie wojsko zniszczyło ostatnie punkty oporu na północy odwodu donieckiego. Armia zajęła umocnienia rebeliantów w miejscowości Semeniwka i przejęła kontrolę nad Krasnym Łymanem. W przeciągu dwóch miesięcy w wyniku starć między ukraińskimi siłami antyterrorystycznymi a separatystami prorosyjskimi na wschodzie kraju liczba zabitych wzrosła do 181 osób. 4 czerwca 2014 napastnicy zajęli posterunek graniczy w Czerwonopartyzanśku pod Swerdłowśkiem.
W nocy z 4 na 5 czerwca 2014 rebelianci zaatakowali trzy punkty kontroli granicznej w obwodzie ługańskim. Po wymianie ognia strażnicy zamknęli i opuścili posterunki. Tym samym siły ukraińskie utraciły kontrolę nad 130 km pasem granicznym w Rosją. Kolejnej nocy ukraińskie lotnictwo zniszczyło dwie bazy separatystów prorosyjskich w obwodzie ługańskim, a siły lądowe zapobiegły wjechaniu z Rosji kolumny ciężarówek i transportera opancerzonego. W nocy 9 czerwca 2014 uzbrojeni napastnicy napadli na posterunek graniczny Izwaryne, jednak strażnicy zneutralizowali napastników. 10 czerwca 2014 separatyści zajęli graniczną Dmytriwkę. Z kolei w pogranicznym mieście Śnieżne, rebelianci umacniali barykady i linie obrony. 12 czerwca 2014 trzy czołgi, pojazdy opancerzone BM-21 oraz wyrzutnie kompleksowe Grad przekroczyły granicę Federacji Rosyjskiej z Ukrainą i ruszyły na Gorłówkę. Dwa czołgi T-64BW bez dystynkcji zostały przechwycone przez ukraińską armię, trzeci został trafiony pociskiem. W trakcie walk zginęło czterech ukraińskich żołnierzy, a 31 zostało rannych. Tymczasem pod wioską Stepaniwka w zasadzce śmierć poniosło trzech kolejnych żołnierzy. W działaniach odwetowych zginąć miało 40 separatystów. Według ukraińskich władz był to jawny dowód na agresję Rosji na Ukrainę. Ponadto w kolejnych dniach przez granicę przejechały kolejne czołgi, które następnie znalazły się na ulicach Torezu i Makiejewki. W wyniku walk w nocy z 12 na 13 czerwca 2014 w rejonie przejścia granicznego Dowżanśkyj zginęło trzech ukraińskich żołnierzy – jeden z trzeciego pułku specnazu i dwóch z 79. brygady powietrznodesantowej. W kolejnych dniach Rosja gromadziła przy granicy z Ukrainą liczne swoje siły wraz ze sprzętem wojskowym. Przerzucono bowiem cztery batalionowe zgrupowania taktyczne 7. i 76. dywizji desantowo-szturmowej, 56. brygady desantowo-szturmowej i 19. samodzielnej brygady zmotoryzowanej. W tym momencie separatyści kontrolowali trzy międzynarodowe przejścia graniczne – Izwaryne, Dowżanśkyj i Czerwonopartyzanśk.

#### Oblężenie Słowiańska, wyzwolenie Mariupola i bitwa pod Krasnym Łymanem
6 czerwca 2014 około godziny 18:00 EET, nad Słowiańskiem z działka przeciwlotniczego ostrzelany został ukraiński samolot rozpoznawczy An-30B. Zapalił się prawy silnik maszyny. System gaśniczy nie zdołał ugasić pożaru i płonąca maszyna rozbiła się w okolicach wsi Majaky. Pięć z ośmiu osób wchodzących w skład załogi poniosło śmierć. Tymczasem w wyniku walk na obrzeżach miasta śmierć poniósł jeden wojskowy. Tego samego dnia siły ukraińskie zatrzymały dwoje dziennikarzy rosyjskiej telewizji Zwiozda, pod zarzutem szpiegostwa. Reporterzy zostali uwolnieni po trzech dniach. Kolejnego dnia według rebeliantów, troje cywilów poniosło śmierć w wyniku ostrzału artyleryjskiego Słowiańska. 8 czerwca 2014 z miasta ewakuowano 120 dzieci. Miasto pozostawało bez wody i prądu. Było pod nieustannym atakiem sił rządowych.
Oprócz zaciętych walk o Słowiańsk, w mieście dochodziło do plądrowania i grabieży mienia prywatnego. Wiaczesław Ponomariow zapewnił, że Ochotnicza Milicja Donbasu została rozbita przez wojsko ukraińskie i że to nie ona stoi za przestępstwami popełnianymi w mieście, a „czeczeńscy najemnicy” wysłani przez Rosję. Po tym oświadczeniu 10 czerwca 2014, Igor Girkin usunął ze stanowiska i aresztował Ponomariowa. Ponadto ludowy mer został oskarżany o nie zapewnienie mieszkańcom Słowiańska wody i prądu, przez co ucierpiała ludność cywilna. Tymczasem dowództwo ukraińskiego wojska ogłosiło, iż Gwardia Narodowa Ukrainy zaciska pierścień wokół sił separatystycznych i nie pozwala im na wyrwanie się z okrążenia. Do 11 czerwca 2014 w wyniku konfliktu śmierć poniosło 270 osób w tym 15 kobiet. 225 osób zginęło w obwodzie donieckim, a 45 w obwodzie ługańskim. Z kolei według ONZ w okresie od 7 maja do 7 czerwca 2014 na Ukrainie śmierć poniosło 356 osób, w tym 257 cywilów i 86 ukraińskich wojskowych. W ciągu badanego okresu ONZ odnotowała też ponad 200 przypadków tortur oraz 81 uprowadzeń, za które w większości odpowiadają zbrojne grupy. W nocy z 12 na 13 czerwca 2014 według mieszkańców Słowiańska lotnictwo ukraińskie użyło zakazanych konwencjami międzynarodowymi zapalających bomb fosforowych. Na potwierdzenie zarzutów świadkowie zamieścili w internecie filmy video z nalotów. 15 czerwca 2014 rebelianci zaatakowali posterunek Gwardii Narodowej koło Słowiańska. Atak został odparty, zginęło jednak trzech napastników. Tego samego dnia separatyści zdobyli Stanycię Łuhanśką. Informowali o tym, że ukraińskie wojska zostawiły wiele zniszczeń i ofiar.
Tymczasem w samym Doniecku sytuacja była spokojna, do sporadycznej wymiany ognia dochodziło jedynie w rejonie lotniska. Mimo tego 11 czerwca 2014 w Doniecku zawieszono działalność polskiego konsulatu. Dzień wcześniej w Artiomowsku rebelianci negocjowali z dowództwem sił pancernych armii ukraińskiej. Po załamaniu rokowań doszło do strzelaniny w której zginęło kilka osób. Separatyści po strzelaninie opuścili budynki prokuratury i banku w Artiomowsku, poddając miasto.
13 czerwca 2014 o godz. 3:50 EET doszło do szturmu ukraińskich sił na Mariupol. W toku walk zniszczony został opancerzony samochód rozpoznawczy BRDM, zlikwidowano punkty oporu. Po potyczce z rebeliantami ukraińskie oddziały odzyskały kontrolę nad Mariupolem. W starciach uczestniczył ochotniczy batalion „Azow”. Separatyści z Donieckiej Republiki Ludowej poinformowali, że stracili pięć osób. Prezydent Petro Poroszenko polecił, by do Mariupola przeniosła się tymczasowo administracja obwodu donieckiego. Minister obrony Ukrainy twierdzi, że tego dnia w ramach operacji antyterrorystycznej zlikwidowano ponad 250 członków nielegalnych formacji zbrojnych. Znaczną część mają stanowić obywatele rosyjscy. Ponadto przywrócono kontrolę nad prawie 250 kilometrami granicy z Rosją oraz odbito jedenaście miejscowości.
14 czerwca 2014, na obrzeżach Mariupola, doszło do ostrzału kolumny Państwowej Straży Granicznej. Zginęło pięciu funkcjonariuszy, a siedmiu zostało rannych. Według komunikatu ukraińskiego ministerstwa obrony doszło także do odwetowego uderzenia lotnictwa na pozycje separatystów w Kramatorsku i Drużkiwce. Zginęło 50 prorosyjskich bojowników, a 150 zostało rannych. W nocy z 14 na 15 czerwca 2014 doszło do ostrzelania pociskami rakietowymi Grad miasta Amwrosijiwka, niszcząc ponad 20 domów. Trzy osoby zginęły, a kilka zostało rannych. 16 czerwca 2014, według rosyjskich mediów, armia ukraińska ostrzelała Kramatorsk. Zginęło sześciu cywilów, a ośmiu trafiło do szpitala. Ponadto ukraińskie lotnictwo dokonało uderzenia na okupowany przez bojowników budynek administracji w Gorłówce.
W nocy z 16 na 17 czerwca 2014 zostało rannych co najmniej 31 ukraińskich żołnierzy i funkcjonariuszy straży granicznej, w wyniku ostrzelania z moździerzy przez prorosyjskich separatystów ich pozycji w rejonie ambrosijewskim w obwodzie donieckim. W ciągu dnia w miejscowości Metalist pod Ługańskiem śmierć poniosło dwóch pracowników rosyjskiej telewizji państwowej. Następnego dnia w trwających tam walkach separatyści z Ochotniczej Milicji Donbasu zadali ciężkie straty Batalionowi „Ajdar”. Rebelianci pojmali m.in. porucznik Nadiję Sawczenko. W rejonie łochwickim w obwodzie połtawskim nieznani sprawcy wysadzili w powietrze gazociąg Urengoj-Pomary-Użhorod, transportujący gaz z Rosji do państw Unii Europejskiej. Władze Ukrainy za atak obwiniły rosyjskich dywersantów. Z kolei w nocy z 17 na 18 czerwca 2014 w walce z separatystami w obwodzie ługańskim zginęło 15 ukraińskich żołnierzy, a 9 zostało rannych.
19 czerwca 2014 wybuchła bitwa pancerna pod Krasnym Łymanem w wioskach Jampil i Kirowśke na północy obwodu donieckiego. Armia, która straciła siedmiu żołnierzy używała samobieżnych haubic i moździerzy, czołgów, transporterów opancerzonych, samolotów bojowych i śmigłowców. Bojownicy podali informacje o zestrzeleniu jednego szturmowca Su-25, jednakże brak jest potwierdzenia straty w późniejszej literaturze. Celem zaciętych walk było „zaciśnięcie okrążenia” wokół silnego zgrupowania separatystów rozlokowanych w mieście i okolicach. Rebelianci, którzy stawili zacięty opór, uderzając z zasadzek, zostali pokonani, a okoliczne wioski przeszyły w ręce sił bezpieczeństwa. Według rzecznika „operacji antyterrorystycznej” Władysława Sełezniowa zginęło ok. 200 prorosyjskich bojowników.

#### Zestrzelenie Iła-76 w Ługańsku i pokojowy plan Poroszenki

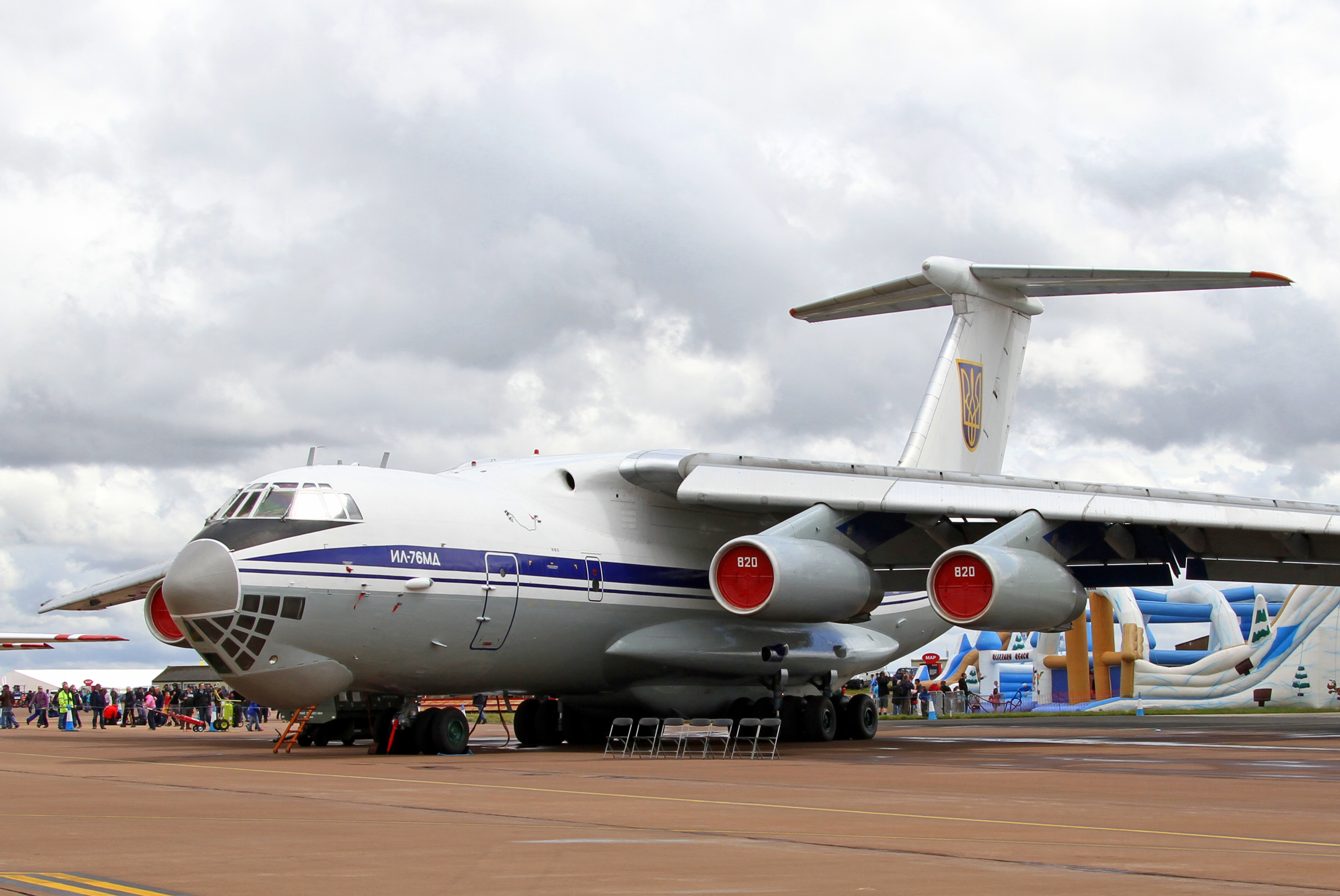
Ił-76 podobny do zestrzelonego przez rebeliantów w nocy 14 czerwca 2014

W nocy z 13 na 14 czerwca 2014 o godz. 0:51 EET prorosyjscy separatyści zestrzelili samolot ukraińskiego wojska Ił-76. Maszyna podchodziła do lądowania na lotnisku w Ługańsku i została ostrzelana rakietami przeciwlotniczymi typu Igła lub Strzała-2 i z broni maszynowej dużego kalibru. Zginęło 49 osób – 40 żołnierzy wojsk powietrznodesantowych i dziewięciu członków załogi. Samolot transportował broń, amunicję i zaopatrzenie wojskowe. Była to największa jednorazowa strata ukraińskich sił. Ukraiński prezydent zapowiedział „stosowną odpowiedź” w związku z atakiem. Ponadto 14 czerwca 2014 doszło do kolejnego zestrzelenia ukraińskiego samolotu bojowego Su-24 atakującego miasto Gorłówka. W wyniku ataku na budynek kontroli ruchu lotniczego, jaki miała prowadzić maszyna zginęła jedna osoba, a kilka zostało rannych.
Na dzień 15 czerwca 2014 na Ukrainie ustalono żałobę narodową. Prezydent Ukrainy Petro Poroszenko zwołał na 16 czerwca 2014 posiedzenie Rady Bezpieczeństwa Narodowego i Obrony, której celem było omówienie przeprowadzenia kroków na rzecz przywrócenia pokoju w Donbasie na wschodzie kraju. Na posiedzeniu RBNiO Poroszenko zapowiedział, iż przedstawi zarys swojego planu pokojowego, który opierałby się na jednostronnym zawieszeniu broni. Podczas obrad Rada opowiedziała się za demarkacją granicy z Rosją, co skrytykowała Moskwa. Nie wykluczono możliwości zamknięcia granicy, jak i wprowadzenia stanu wojennego na wschodzie kraju. Minister obrony Andrij Parubij ocenił, iż separatyści liczyli 15–20 tys. ludzi i według niego połowa z nich pochodziła z Rosji. Ponadto Petro Poroszenko zabronił współpracy z Rosją w sferze wojskowej. 19 czerwca 2014 w Karliwce pod Donieckiem między stronami konfliktu doszło do wymiany ciał ofiar katastrofy Iła-76 z zabitymi rebeliantami.
20 czerwca 2014 Petro Poroszenko przedstawił 15 kroków politycznych mających na celu znalezienie politycznego rozstrzygnięcia konfliktu ukraińskiego. Jego plan pokojowy opierał się na krótkim jednostronnym zawieszeniu broni, w czasie którego separatyści mieliby się rozbroić i opuścić okupowane ziemie i budynki administracji państwowej. Prezydent zapowiedział amnestię dla tych, którzy złożą broń, a nie dopuścili się ciężkich przestępstw. Padła propozycja utworzenia 10 km zdemilitaryzowana strefy buforowej oraz korytarza, którym rosyjscy najemnicy będą mogli opuścić bez broni terytorium Ukrainy. Plan wzywał również do przeprowadzenia przedterminowych wyborów parlamentarnych i lokalnych. Prezydent chciał również zrezygnować ze swoich prerogatyw w zakresie mianowania gubernatorów.
Petro Poroszenko poinformował, że od dnia ogłoszenia planu o godz. 22:00 EET do 27 czerwca 2014 siły rządowe prowadzące na wschodzie kraju operację przeciwko prorosyjskim separatystom przerywają działania bojowe, by umożliwić nielegalnym grupom złożenie broni. Wałerij Bołotow, prezydent Ługańskiej Republiki Ludowej zapowiedział, że podległe mu oddziały nie złożą broni dopóki z regionu nie zostaną wycofane ukraińskie siły rządowe. Z kolei 23 czerwca 2014 premier Donieckiej Republiki Ludowej, Aleksandr Borodaj zapowiedział przerwanie ognia do 27 czerwca 2014.
Po wprowadzeniu rozejmu rebelianci atakowali posterunki graniczne z Rosją w Uspence i Izwarinie, a także bazę wojsk obrony powietrznej we wsi Awdijiwka pod Donieckiem. Separatyści szturmowali również posterunek sił rządowych w miejscowości Kreminna oraz siły rządowe rozmieszczone na położonym na miasta wzgórzu Karaczun w Słowiańsku. Wojska ukraińskie były ostrzeliwane również pod Kramatorskiem i w Amwrosijiwce. Działania rebeliantów nie przyniosły ofiar w szeregach sił ukraińskich. Poważnym naruszeniem zawieszenia broni było zestrzelenie 24 czerwca 2014 pod Słowiańskiem śmigłowca sił rządowych typu Mi-8. W katastrofie maszyny zginęło dziewięciu ukraińskich żołnierzy. Tymczasem Aleksandr Borodaj poinformował, że ukraińskie wojska nadal uczestniczą w działaniach zbrojnych i nie ma miejsca zawieszenie broni. Niemniej podczas ostrzału punktu kontrolnego pod Słowiańskiem śmierć poniosło dwóch kolejnych żołnierzy. 26 czerwca 2014 separatyści opanowali po siedmiogodzinnej walce bazę wojska ukraińskiego w Doniecku. Tymczasem pod Kramatorskiem pancerna kolumna rebeliantów złożona z ośmiu rosyjskich czołgów zaatakowała wojskowy punkt kontrolny. W wyniku szturmu śmierć poniosło czterech ukraińskich żołnierzy. Ukraińscy wojskowi zniszczyli jeden czołg, jeden czołg został przejęty. W nocy z 26 na 27 czerwca 2014 miały miejsce walki w Artiomsku. Żołnierzom ukraińskim udało się zablokować, a następnie przejąć czołg T-64BW używany przez separatystów, który wcześniej był częścią armii rosyjskiej.
W dniu wygaszenia rozejmu, Petro Poroszenko, który podpisał w Brukseli drugą część umowy stowarzyszeniowej z Unią Europejską, podjął decyzje o przedłużeniu rozejmu o 72 godziny do 30 czerwca 2014. Przedstawiciele obu Republik Ludowych zgodzili się na przedłużenie zawieszenia broni. Decyzję separatystów przedstawił Aleksandr Borodaj, podczas spotkania grupy kontaktowej w Doniecku. W skład trilateralnej grupy kontaktowej wchodzili prorosyjski polityk Wiktor Medwedczuk, deputowany Partii Regionów Nestor Szufrycz, były prezydent Ukrainy Łeonid Kuczma, przedstawiciele misji OBWE na Ukrainie i rosyjskiej ambasady w Kijowie. Tematem spotkania grupy kontaktowej była kwestia zakładników, blokada Słowiańska oraz problem przejść granicznych.
Pomimo przedłużenia zawieszenia broni pod Słowiańskiem nadal trwały zacięte walki o pozycje. 28 czerwca 2014 w wyniku ostrzału moździerzowego śmierć poniosło trzech żołnierzy ukraińskich. Rebelianci dokonywali ataków na siły rządowe w Dmytriwce, Dubriwce, w Krywej Łuce oraz w Kramatorsku, a także pod Czerwonopartyzanśkiem w obwodzie ługańskim. W trakcie tamtejszych walk zginęło także dwóch innych żołnierzy z batalionu „Donbas”. Ponadto Gwardia Narodowa Ukrainy próbowała bez powodzenia szturmować punkt kontrolny na granicy Ługańskiej Republiki Ludowej z Rosją. Natomiast w pobliżu Artiomowska oddział zbrojny ostrzelał autobus wiozący uchodźców. Na miejscu śmierć poniósł kierowca autobusu. 29 czerwca 2014 w wyniku ostrzału dzielnicy mieszkalnej Słowiańska przez bojowników, śmierć poniosło ośmiu cywilów. Równolegle prowadzony był atak Gwardii Narodowej na górze Karaczun. Z kolei separatyści poinformowali o użyciu przez armię ukraińską broni chemicznej w okolicach Słowiańska. Do szpitali w tym mieście miało się zgłosić kilka osób z objawami zatrucia chlorem. 1 lipca 2014 siły rebeliantów zniszczyły maszt anteny telewizyjnej na wzgórzu Karaczun, który służył siłom rządowym jako punkt obserwacyjny do prowadzenia ostrzału artyleryjskiego i rakietowego okolicznych miejscowości.
W nocy z 28 na 29 czerwca 2014 separatyści zajęli zakład recyklingu i utylizacji materiałów wybuchowych, z kolei rano szturmem wzięli wojskową cześć jednostki sił obrony przeciwlotniczej w Doniecku. Rebelianci użyli granatników i moździerzy. Do niewoli dostała się część stacjonujących tam żołnierzy. W rękach rebeliantów znalazły się także systemy rakiet obrony przeciwlotniczej Buk oraz wojskowe samochody ciężarowe. Ponadto w Doniecku przez żołnierzy zabity został operator z rosyjskiej stacji telewizyjnej „Pierwyj kanał”. Był to trzeci dziennikarz który zginął podczas konfliktu. W nocy z 29 na 30 czerwca 2014 rebelianci ostrzeliwali z granatników lotnisko w Kramatorsku, posterunki wojskowe koło Słowiańska, wsi Makarowe, Kreminna, Awdijiwka i na górze Karaczun. W Słowiańsku w wyniku ostrzału zginęło trzech cywilów, z kolei w starciu pod Krasnym Łymanem śmierć poniósł ukraiński wojskowy. Fikcyjne zawieszenie broni wygasło 30 czerwca 2014 o godz. 22:00 EET. Prezydent Ukrainy nie przedłużył rozejmu, wydając jednocześnie rozkaz do kontynuowania „operacji antyterrorystycznej”. Wcześniej w akcji separatystów w miejscowości Konstantynówka zginęło trzech ukraińskich żołnierzy. Bojownicy użyli zabytkowego ciężkiego czołgu z okresu II wojny światowej – IS-3. W ciągu zawieszenia broni śmierć poniosło 27 ukraińskich wojskowych, a 69 odniosło rany.

### Wznowienie operacji antyterrorystycznej
W poniedziałek wieczorem 30 czerwca 2014 przestało obowiązywać przedłużone zawieszenie broni w obwodach donieckim i ługańskim. Wznowiona została operacja antyterrorystyczna (ATO). Na skutek walk zginęło co najmniej 150 terrorystów. Życie straciło też dwóch ukraińskich żołnierzy, a czterech zostało rannych. 2 lipca nad Słowiańskiem został uszkodzony rakietą z ręcznego zestawu ukraiński samolot Su-25M1 („niebieski 06”), po czym został rozbity przy próbie lądowania w Dniepropietrowsku (pilot katapultował się).

#### Odbicie Słowiańska i Kramatorska przez siły rządowe
5 lipca 2014 ukraińska armia pod dowództwem Wasyla Krutowa odbiła z rąk separatystów Słowiańsk i Kramatorsk. Miasto zostało wyzwolone 6 lipca 2014 podobnie jak Konstantynówka i Drużkiwka, leżące w jednej linii na południe od Słowiańska. Do opuszczonych miast weszli wojskowi, którzy rozwiesili na budynkach administracji państwowej ukraińskie flagi. W walkach o wyżej wymienione miasta śmierć poniosło 200 rebeliantów.
Prezydent Ukrainy Petro Poroszenko wyznaczył priorytet, według którego należy zrobić wszystko, aby zminimalizować zagrożenia i uniknąć ofiar wśród lokalnej ludności. Dlatego też wykluczone są ataki lotnicze i użycie ciężkiej artylerii w skupiskach ludności. Jednocześnie szef państwa podkreślił, że żadne zawieszenie broni nie może być jednostronne. Opcja zaprzestania aktywnej fazy ATO będzie rozważana dopiero po pełnym wypełnieniu planu pokojowego, który obejmuje, ze strony bojowników, uwolnienie wszystkich zakładników i więźniów, opuszczenie wszystkich ukraińskich miast, oddanie broni i przekazanie pełnej kontroli nad granicą państwową, monitorowaną dzięki zaangażowaniu obserwatorów OBWE.
Po stronie ukraińskiej śmierć poniosło trzech kolejnych żołnierzy ukraińskich w dwóch atakach w środę wieczorem w różnych częściach wschodu. Francuski prezydent François Hollande i niemiecka kanclerz Angela Merkel wezwali Putina telefonicznie, by „wywarł wszelką konieczną presję na separatystów, aby doprowadzili ich do skutecznego negocjowania”. Do 10 lipca 2014 w wyniku konfliktu w Donbasie śmierć poniosło 173 żołnierzy, a rannych zostało 446, a także zginęło 478 cywilów, a rannych zostało 1392.

#### Próby okrążenia Doniecka i Gorłówki

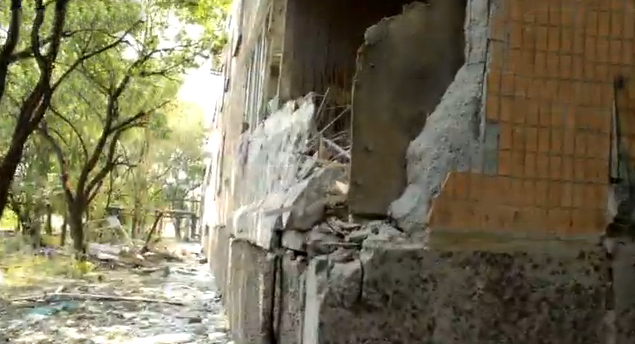
Zniszczony budynek w Doniecku, 14 lipca 2014

Po zajęciu Słowiańska i Kramatorska Donieck nie został wzięty z marszu, gdyż rebelianci wysadzili trzy strategiczne mosty prowadzące do miasta.
W nocy z 11 na 12 lipca słyszano strzały w okolicach Doniecka, o czym poinformowała rada miejska. Tego samego dnia w ataku separatystów zginęło co najmniej 23 ukraińskich żołnierzy i pograniczników. Dowództwo wojska podało, że podczas operacji lotniczych zniszczono 14 wrogich pojazdów opancerzonych. 15 lipca 2014 w okolicach Gorłówki, separatyści zatrzymali i uprowadzili w nieznane miejsce polskiego księdza.

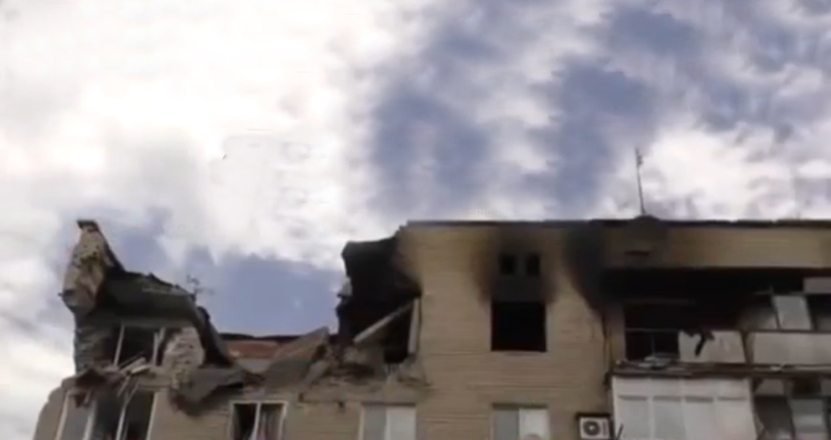
Zniszczony budynek na przedmieściach Doniecka, 22 lipca 2014

Kolejna kulminacja walk lądowych w Doniecku nastąpiła 21 lipca 2014. W samym Doniecku rebelianci przemieszczali się z przedmieść w kierunku centrum miasta. Siły samoobrony ludowej wzmacniały punkty obronne w Awdijiwce, Gorłówce, Iłowajsku i Dmytriwce. Ponadto siły ATO odbiły Dzerżynśk oraz Soledar w obwodzie donieckim. Rano 22 lipca 2014 doszło do wybuchu mikrobusu z materiałami wybuchowymi w miejscowości Kamianka, w wyniku czego śmierć poniosło trzech żołnierzy.

#### Zestrzelenie samolotu pasażerskiego linii Malaysia Airlines
17 lipca 2014 w strefie powietrznej konfliktu, w rejonie miejscowości Hrabowe pod Torezem, ok. godz 16:20 EET zestrzelono cywilny samolot pasażerski linii Malaysia Airlines z 298 osobami na pokładzie. Przedstawiciele sił rosyjskich najpierw przyznali się do zestrzelenia samolotu, lecz później wycofali się oskarżając wojsko ukraińskie. Natomiast przedstawiciele rządu ukraińskiego wskazali na działania separatystów. Z opublikowanych przez Służbę Bezpieczeństwa Ukrainy rozmów separatystów wynika, że zestrzelenie samolotu nastąpiło w wyniku akcji jednego z ich oddziałów kierowanych przez Igora Biezlera (ps. „Bies”). Katastrofy nikt nie przeżył.
Około godziny 16:20 EET samolot zniknął z radarów, znajdował się wówczas na wysokości 10 km, 50 km przed wejściem w rosyjską przestrzeń powietrzną. Szczątki samolotu spadły w okolicach miast Szachtarsk i Torez. Samolot pasażerski został zestrzelony rakietowym systemem przeciwlotniczym Buk M1 nr 332, należącym do 53. Rakietowej Brygady Przeciwlotniczej z Kurska sił zbrojnych Federacji Rosyjskiej, który został przewieziony z Rosji na teren kontrolowany przez separatystów kilka dni wcześniej. Po katastrofie Ukraina zamknęła przestrzeń powietrzną nad wschodnią częścią swojego kraju i powiadomiła o tym Eurocontrol. Z kolei w Holandii, z której pochodziło 2/3 pasażerów samolotu, 23 lipca 2014 ogłoszono dniem żałoby narodowej. Dzień wcześniej separatyści oficjalnie przekazali obie czarne skrzynki delegacji Malaysia Airlines, której przewodniczył pułkownik Muhammad Sakri.

#### Zasadzka pod Zełenopillą oraz bitwa pod Maryniwką przyczyną zablokowania armii w „kotle dołżańskim”; próba okrążenia Ługańska
11 lipca 2014 w pobliżu wsi Zełenopilla, pod miastem Roweńky w obwodzie ługańskim, rebelianci ostrzelali przy pomocy systemów rakietowych Grad kolumnę jednostek 24. Brygady Zmechanizowanej ukraińskiej armii. Podczas ataku zginęło 19 ukraińskich żołnierzy, a 93 zostało rannych.
Mieszkańcy publikowali w internecie poruszające się na ulicach Ługańska czołgi z rosyjskimi flagami. Ministerstwo obrony podało także, iż lotnictwo przeprowadziło pięć nalotów na bazy nielegalnych ugrupowań zbrojnych, niszcząc sprzęt wojskowy oraz zabijając co najmniej 40 separatystów. Z kolei straż graniczna przekazała, że w miejscowościach Zełenopilla, Diakowe, Biriukowe i Izwaryne punkty graniczne były ostrzeliwane w wyrzutni rakietowych BM-21 Grad od strony granicy rosyjskiej. 14 lipca zestrzelony został ukraiński samolot transportowy An-26.
16 lipca 2014 Igor Striełkow wydał rozkaz ataku na okrążone wojsko we wsi Maryniwka leżącej około 10 km na północ od granicy ukraińsko-rosyjskiej. Dowódca ogłosił również wprowadzenie stanu wojennego i godziny policyjnej od godz. 23:00 do 6:00. Atak przeprowadzono od strony miejscowości Stepaniwka, leżącej na północny zachód od Maryniwki, tuż przy granicy rosyjskiej. Jednocześnie prowadzono ostrzał ze wzgórza Sawur-Mohyła. Pierwsza akcja rebeliantów nie powiodła się, a napastnicy stracili dużo ludzi. Z kolei wojskowi, którzy obronili pozycje, tracąc przy tym 11 żołnierzy, następnie je porzucili, obawiając się drugiego szturmu na Maryniwkę. Walki w rejonie maryniwskim zakończyły się rano 18 lipca 2014. 16 lipca jeden samolot Su-25 („niebieski 03”) został zestrzelony po bombardowaniu celów w pobliżu wzgórza Sawur-Mohyła i granicy z Rosją (pilot uratował się). Według strony ukraińskiej, samolot został zestrzelony rakietą z terytorium Rosji – władze oskarżały o zestrzelenie go rosyjski myśliwiec, czemu Rosja zaprzeczyła. Według natomiast pilota drugiego samolotu W. Wołoszyna, został zestrzelony przez pocisk z zestawu Pancyr-S1. Wcześniej tego dnia, podczas ataków w tym rejonie, uszkodzone przez rakiety z zestawów naramiennych zostały dwa samoloty Su-25, lecz zostały później naprawione (jeden z nich – „niebieski 41”, wylądował „na brzuchu”).
Wieczorem terroryści ostrzelali z granatników Ukraińców koło wsi Smolanynowe i Muratowe w obwodzie ługańskim oraz za pomocą systemu rakiet Grad wioskę Nowa Nadija. Według służb informacyjnych ATO, za ostrzałem stali Rosjanie. W nocy z pozycji rozmieszczonych w dzielnicach mieszkalnych ostrzelano rejon kontrolowanego przez wojsko lotniska w Ługańsku, z kolei nad ranem 18 lipca 2014 bojownicy dokonali nieudanego ataku na kolumnę sił ukraińskich koło miejscowości Kapytanowe.
Po strąceniu pasażerskiego Boeinga 777 ukraińskie siły zbrojne prowadziły intensywne działania militarne, polegające w dużej mierze na ostrzale artyleryjskim, rakietowym i przy pomocy lotnictwa pozycji zajmowanych przez rebeliantów. Przy okazji triafiane były także cele cywilne, tak jak podczas ostrzału Ługańska z 18 lipca 2014, kiedy to zginęło 44 cywilów. Były to jak dotąd największe straty wśród cywili podczas wojny w Donbasie. Walki toczono w zachodniej, południowej i wschodniej flance obszaru opanowanego przez rebeliantów. Przy granicy z Rosją, gdzie 79. i 24. Brygada, nadal zamknięte były w „kotle dołżańskim”, armia próbowała wydostać się z okrążenia dzięki odsieczy z północy, gdyż żołnierzom brakowało aprowizacji. Ponadto siły ukraińskie przeprowadziły też naloty bombowe na zajmujące wzgórza Sawur-Mohyła siły bojowników, które 23 lipca 2014 zestrzeliły dwa szturmowce Su-25 (niebieskie: „04” i „33”). Jeden pilot został ewakuowany, lecz przy próbie odnalezienia drugiego zginęło w zasadzce 8 żołnierzy grupy poszukiwawczej, a 4 trafiło do niewoli (pilot ten – Jurij Szewcow został 19 sierpnia schwytany, lecz następnie wymieniony podczas wymiany jeńców).
Do wieczora ukraińscy żołnierze opanowali południowo-wschodnią część miasta Ługańsk oraz odblokowali lotnisko. W trakcie bitwy, podczas której zginęło łącznie 64 cywilów, większa część miasta została pozbawiona elektryczności i wody w rezultacie uszkodzenia podstacji elektrycznej.
24 lipca 2014 Rosjanie ostrzelali Ukraińców w rejonie punktu granicznego Marynowka. Rosyjscy żołnierze biorący udział w nocnej akcji poinformowali o tym na portalu społecznościowym WKontaktie. Dzień później rebelianci od strony Dimitówki o godz. 13:25 EET ponownie ostrzelali ten sam punkt graniczny. 25 lipca 2014, będąca w otoczeniu na południu frontu armia próbowała się z niego wyrwać wszczynając boje wokół miast Krasnyj Łucz, Antracyt, Rowienki i Świerdłowśk. Ponad 40 żołnierzy 51. Brygady Zmechanizowanej, odcięci i ostrzeliwani przez artylerię, przeszli przez granicę do Rosji, gdzie się poddali. 26 lipca 2014 pod punktem granicznym Dowżanśkyj rozbita została 24. Brygada Zmechanizowana, która utraciła uzbrojenie i ok. 100 żołnierzy.

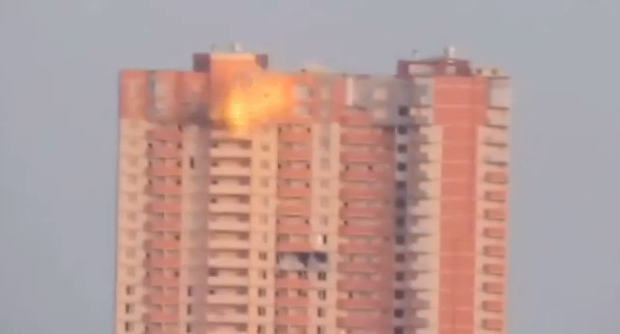
Wieżowiec w Ługańsku po trafieniu przez pocisk artyleryjski, 7 sierpnia 2014

Tymczasem rada miejska Ługańska na początku sierpnia 2014 podała, iż miasto znalazło się krawędzi katastrofy humanitarnej i ekologicznej. Nie było tam energii elektrycznej, występowały problemy z pitną wodą, nie wywożono śmieci. W sklepach nie było żywności, zapasy medykamentów kończyły się. Mieszkańcy 450-tys. miasta opuszczali jego terytorium korytarzami, które był ochraniane przez wojska ATO. O ewakuację mieszkańców apelowała Rada Bezpieczeństwa Narodowego i Obrony. Ługańsk był w półokrążeniu, gdyż pozostawał otwarty od strony wschodniej, drogą magistralną M04 do bojówek broniących miasta dostarczana była broń i ludzie. Tymczasem bojownicy ŁRL koncertowali swoje siły w Stachanowie i Ałczewsku oraz Ługańska i Swierdłowsku.

#### Natarcie ATO na Lisiczańsk i Szachtarsk
Ponadto walki trwały w trójkącie miast Rubiżne–Siewierodonieck–Lisiczańsk, gdzie okrążeni zostali terroryści. W rejonie Lisoczańska siły ATO próbowały zamknąć bojowników Armii Południowo-Wschodniej pod dowództwem Aleksieja Mozgowoja w kotle. 21 lipca 2014 wojsko przejęło kontrolę nad Rubiżne Następnego dnia opanowały 100-tysięczny Siewierodonieck. W trakcie bitwy o Siewierodonieck poległo co najmniej 13 ukraińskich wojskowych. Równolegle trwały starcia w Lisiczańsku, skąd większość bojowników się ewakuowała. W jednym z obiektów wojskowych jednostki ukraińskie znalazły ciała rozstrzelanych ludzi. Uwolnili również zakładników, mieszkańców sąsiednich powiatów, przetrzymywanych w niewoli przez terrorystów przez około miesiąc. Uwolnieni poinformowali, że byli torturowani.

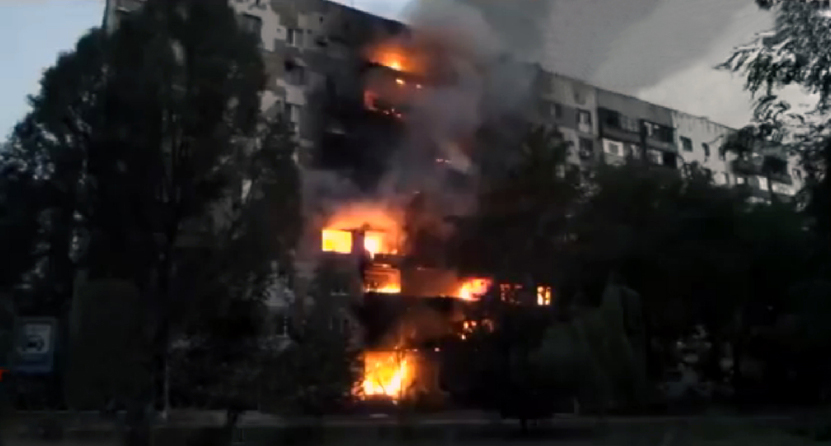
Płonący blok w czasie bitwy o Szachtarśk, 3 sierpnia 2014

Po sukcesie pod Lisiczańskiem, 27 lipca 2014 batalion ATO ruszył na Szachtarsk i Torez, mimo iż już 21 lipca 2014 Petro Poroszenko nakazał wstrzymanie ognia w 40-kilometrowej strefie wokół miejsca katastrofy malezyjskiego Boeinga 777. Tym samym wojsko ukraińskie rozczłonkowało północne terytorium kontrolowane przez bojowników DRL i ŁRL na linii Gorłówka – Szachtarsk – Torez, zajmując pobliski węzeł komunikacyjny Debalcewe, gdzie przebiegała granica frontu z Ługańską Republiką Ludową. Do Torezu armia weszła już dzień później, dzięki czemu siły ATO dotarły pod „kocioł południowy”, gdzie otoczona była m.in. 29. i 72. Brygada Zmotoryzowana. Jednak nie udało się odbić miasta, gdzie trwały ciężkie walki, ani tym bardziej iść na odsiecz uwięzionym brygadom. Wojsko ukraińskie prowadziło operacje również w pobliskim Sniżnym. Wojsku udało się tymczasowo odbić także wzgórze Sawur-mohyła, jednak walki ze zmiennym szczęściem trwały tam nadal. Podobnie było w Szachtarśku, gdzie kontratak rebeliantów powstrzymał siły ATO pójścia z odsieczą do „kotła południowego”. Szachtarsk był strategicznym miastem, gdyż znajdował się na przecięciu dróg z Doniecka do Ługańska oraz z Torezu do Gorłówki.
Rejon Szachtarśka i Torezu to obszar gdzie doszło do katastrofy MH17. Strona rosyjska oskarżyła Ukrainę, iż w wyniku prowadzonych działań zbrojnych, siły uniemożliwiają międzynarodowym ekspertom zbadanie miejsca katastrofy. Według Rady Bezpieczeństwa Narodowego i Obrony, armia nie prowadziła działań w samej strefie katastrofy. Dodatkowo Petro Poroszenko ogłosił jednostronne zawieszenie broni w 20-kilometrowej strefie wokół miejsca katastrofy MH17. 28 lipca 2014 siły ATO zajęły wioskę Stepaniwkę, leżącą koło Perwomajska na północnym odcinku frontu, a dwa dni później Maryniwkę. 29 lipca 2014 rebelianci pod Szachtarśkiem dokonali kontrataku na kolumnę ukraińskich czołgów 25. Brygady Zmechanizowanej. W wyniku walki zniszczono tam 25 maszyn. Ciężkie walki toczyły się na drodze z Szachtarśka do Torezu. 31 lipca 2014, co najmniej 10 żołnierzy zginęło w kolejnej zasadzce w Szachtarśku.
Na początku sierpnia 2014 Rada Bezpieczeństwa Narodowego i Obrony informowała, że po lipcowej ofensywie wojsk rządowych, terytorium kontrolowane przez separatystów skurczyło się o 75%. 1 sierpnia 2014 według RBNiO, siły ukraińskie powstrzymały atak 150 bojowników, wspieranych przez trzy czołgi z terytorium Rosji. 2 sierpnia 2014 Batalion „Donbas” Gwardii Narodowej przypuścił nieudany szturm na Perwomajsk.

#### Zaciskanie pierścienia wokół Doniecka
23 lipca 2014 siły ATO zestrzeliły szpiegowskiego drona. 30 lipca 2014 siły ATO zajęły miasto Awdijiwka i zbombardowały Makiejewkę, leżącą u stóp Doniecka, próbując zamknąć pierścień okrążenia wokół miasta. Ruchy ukraińskiego wojska spychały separatystów w głąb opanowanego przez nich terytorium.
31 lipca 2014, 19 osób zginęło podczas walk w Doniecku. Kolejnego dnia o godz. 13:00 EET wojsko ukraińskie wyprowadziło atak na południowo-zachodnie przedmieścia Doniecka. Szturm został powstrzymany na wysokości Karliwki, jednak oddziały ukraińskie zajęły punkt kontrolny w wiosce Marinka, leżącej na zachód od Doniecka. Wojsko weszło również do dzielnicy Krasnogorówka. 4 sierpnia 2014, Batalion „Azow” odbił wioskę Marinka, ponosząc jednak spore straty. Po zajęciu miejscowości ewakuowano stamtąd mieszkańców i zablokowano stację kolejową. W walkach uczestniczył Batalion „Azow” i „Szachtarsk”. W ramach przygotowań do odbicia Doniecka ukraińska armia ściągała kompleksy rakietowe Toczka-U, Smiercz i Uragan. Jednak pierścień wokół Doniecka nie został domknięty ze strony południowej i wschodniej. Z kolei w samym mieście wojska inżynieryjnie stawiały przeprawy pontonowe w miejsce wysadzonych przez separatystów mostów. W kolejnych dniach ponownie toczoną bitwę u zachodnich bram Doniecka w Marince, jednak 7 sierpnia 2014 Igor Striełkow zarządził odwrót do dzielnicy Pietrowskiej. Siły ukraińskie nacierały również z północnego zachodu od dzielnicy Piaski. Według ambasadora Rosji przy ONZ Witalija Czurkina, „siły ukraińskie podczas bombardowania Doniecka i Gorłówki używały zakazanych przez konwencje międzynarodowe bomb fosforowych”.

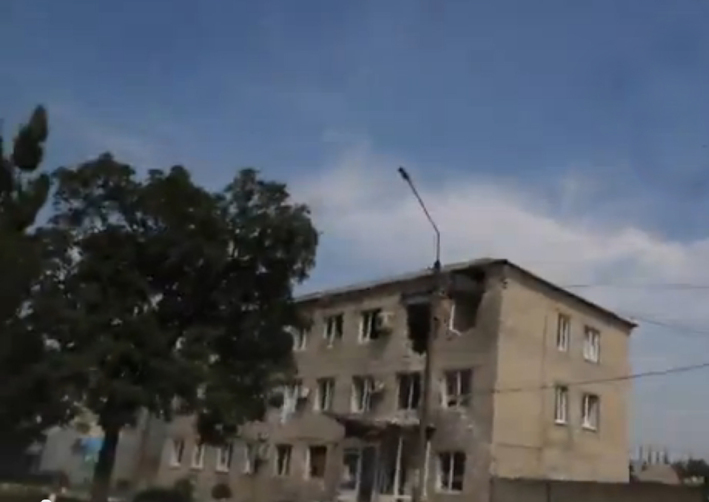
Zniszczenia po bitwie w Iłowajśku

Po powyższych sukcesach armii ukraińskich od zachodniej strony Doniecka, 9 sierpnia 2014 ATO najechało na Iłowajśk, aby przedostać się pod Donieck od strony wschodniej. Szturm na Iłowajśk, był efektem uwolnienia „kotła dołżańskiego” i zbiegł się z uderzeniem na Chrustalnyj, gdzie bronili się Kozacy z ŁRL. W zaciętych walkach brał również batalion „Szachtarsk” oraz „Donbas”. Obie strony donosiły o znacznych stratach. Siły ukraińskie mówiły o wyeliminowanych 300 separatystach, Ci zaś twierdzili, iż zabili 500 Ukraińców. Danych tych nie sposób było zweryfikować i był to element wojny propagandowej obu stron. Po pięciu dniach nieregularnych walk pod Iłowajśkiem, okazało się, iż próba przedostania się pod Donieck od strony wschodniej została powstrzymana przez separatystów.
Rano 9 sierpnia 2014 ruszyło drugie uderzenie ATO na miejscowość Jasinowataja. Natarcie zostało powstrzymane przez rebeliantów ostrzałem rakietami „Grad” od strony Makiejewki. Wcześniej, bo w nocy z 12 na 13 sierpnia 2014 pod Donieckiem w zasadzkę wpadła grupa bojowa Prawego Sektora, w wyniku czego zginęło 12 ukraińskich żołnierzy. Mimo ostrzału północnych dzielnic Doniecka, kwestia zamknięcia pierścienia wokół stolicy obwodu odwlekła się, gdyż nie udało do końca odciąć Gorłówki (mimo iż 12 sierpnia 2014 siły rządowe zajęły Uglegorśk, leżący między Gorłówką i Debleczewem), a także separatyści powstrzymali szturm Ukraińców na Iłowajśk.
Kilka dni później, walczące zgrupowanie w miejscowości Jasinowataja, skierowało się na północ, zajmując 16 sierpnia 2014 wioskę Ozerianiwka, leżącą 8 km od Gorłówki. Ponadto uderzenie ruszyło na Rożiwkę, Żdaniwkę i Janakijewo, które także zostały odbite. W związku z tym, do pełnego okrążenia Gorłówki siłom ukraińskim pozostał pas między Korsuniem i Karlo-Marksowem. Tego samego dnia pokonani żołnierze w Iłowajśku, obeszli z dwóch stron leżące na południowy zachód miasto Mospino. W międzyczasie rebelianci wyparli żołnierzy z Jasinowataji. 18 sierpnia 2014 ponowiono szturm na Iłowajśk. Po przełamaniu linii obrony separatystów, wojsko ukraińskie, w sile 17. Brygady Pancernej, 93. Brygady Zmechanizowanej oraz wraz z Batalionem „Donbas” oraz „Dniepr-1”, zdobyło całkowicie miasto 20 sierpnia 2014. W trakcie walk ranny został dowódca Batalionu „Donbas”, Semen Semenczenko. Zginął natomiast amerykański ochotnik należący do Batalionu. Stał się on pierwszą oficjalną zagraniczną ofiarą po stronie ukraińskiej. Semenczenko twierdził, że w Iłowajśku siły ukraińskie walczyły z Rosjanami. Po otwarciu frontu mariupolskiego, walczące pod Iłowajśkiem jednostki ukraińskie wpadły w duży kocioł na linii Iłowajśk – Amwrosiwka – Lisycze.
5 sierpnia do akcji weszło lotnictwo ukraińskie, dokonując ataków pociskami niekierowanymi i bombami, lecz 7 i 17 sierpnia utracono dwa myśliwce MiG-29, odpowiednio w rejonie Jenakijewe (nr biały 02) i Krasnodonu (biały 53), obaj piloci przeżyli i nie zostali ujęci. Z końcem sierpnia Ukraina zaprzestała jednak używać lotnictwa z uwagi na zbyt duże nasycenie sił separatystów nowoczesną bronią przeciwlotniczą z Rosji.

#### Szturm na Krasny Łucz efektem likwidacji „kotła dołżańskiego”; walki pozycyjne wzdłuż drogi N21

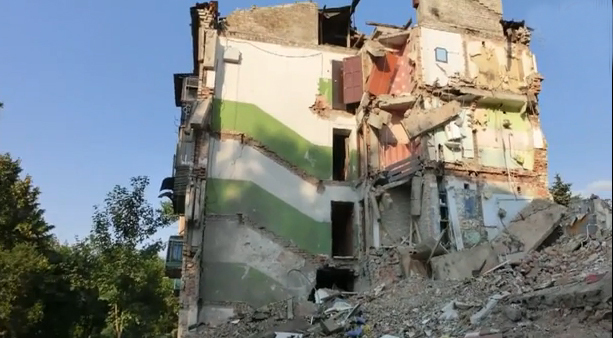
Zniszczenia po walkach w Sniżnym, 6 sierpnia 2014

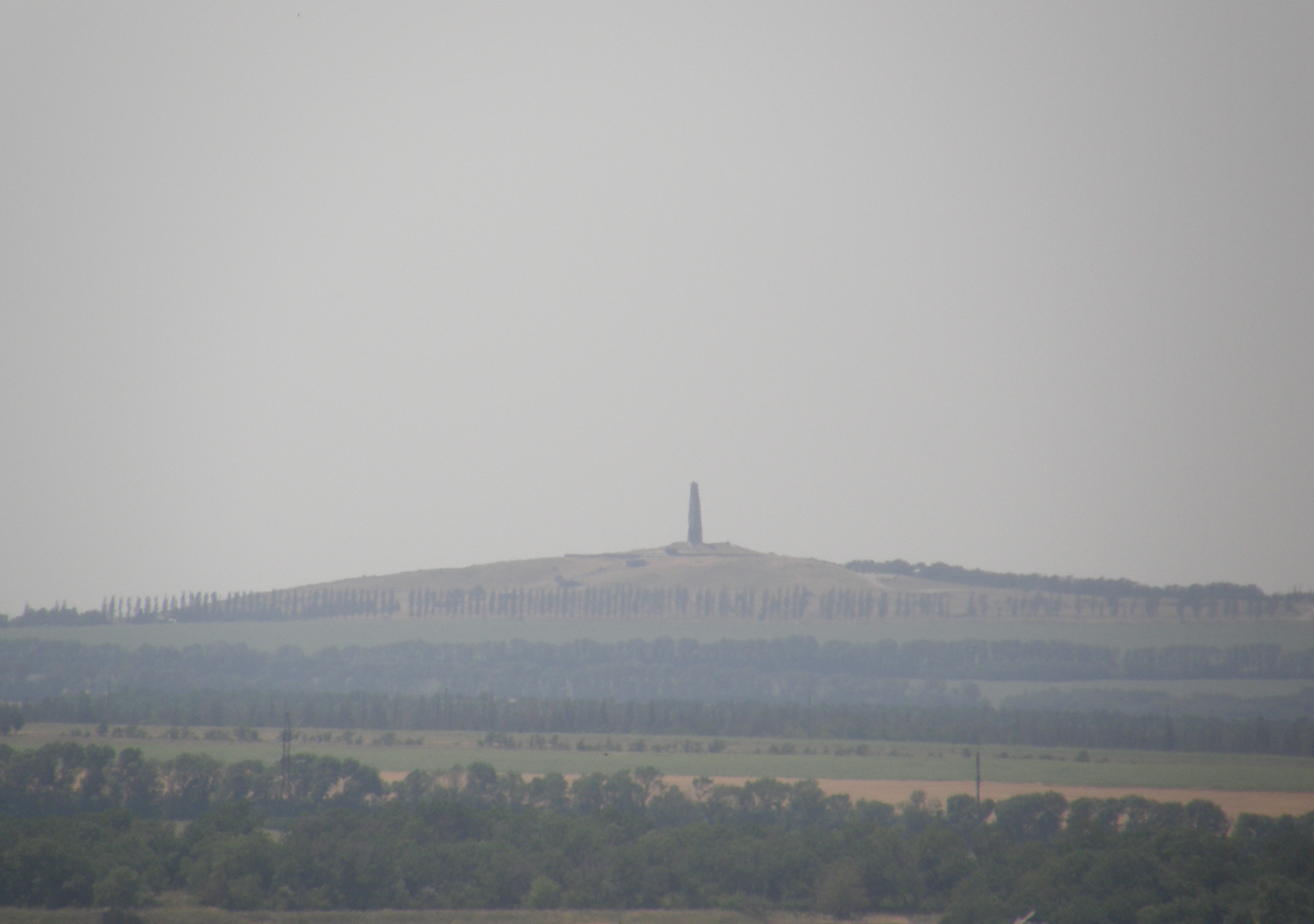
Strategicznym punktem i miejscem zaciętych bojów był kurhan Saur-Mogiła

Broniący się w „kotle dołżańskim” i odcięci od zaopatrzenia żołnierze z 72. Brygady Zmechanizowanej po porażce pod Krasnopartizanskiem z 4 sierpnia 2014, masowo dezerterowali. Ponad 400 żołnierzy przekroczyło granicę z Rosją szukając tam schronienia przed ostrzałem rebeliantów. Ukraińcy zostali wydaleni z terytorium Rosji 7 sierpnia 2014. Sprzęt wojenny porzucony przez żołnierzy trafił w ręce separatystów, którzy na bieżąco pozyskiwali również broń i ludzi z Rosji. 5 sierpnia 2014 ukraińskie wojska dużą kolumną czołgów usiłowały przebić się z „kotła dołżańskiego” w okolicy miejscowości Dmytriwka na południe od Śnieżnego. Atak ten został zatrzymany intensywnym ostrzałem artylerii ciężkiej i moździerzami. Następnie ukraińskie wojska ponowiły próbę wyrwania się z okrążenia atakując koło miejscowości Kożewnia, ale i tam zostały one skutecznie powstrzymane ogniem ciężkiej artylerii. W nocy 6 sierpnia 2014 w rejonie przejścia granicznego Djakowo rządowe siły znalazły się w krzyżowym ogniu artyleryjskim. Z jednej strony, od Rowieńki, strzelali rebelianci, z drugiej, zza rosyjskiej granicy, Rosjanie. Po walkach armia okopała się w pobliżu Djakowa i Marynowki. Tymczasem ostatnie zgrupowania z 79. Brygady Powietrznodesantowej, liczące ok. tysiąc żołnierzy, blokowanych w „kotle dołżańskim” od 22 dni, wydostały się z okrążenia 7 sierpnia 2014 i połączyły się z batalionem nacierającym na Krasnyj Łucz od strony Amwrosiwki. W ramach obrony miasta, rebelianci rozstawili na rogatkach Krasnego Łucza, będącym ważnym węzłem komunikacyjnym, 15 systemów rakietowych typu Grad. Zajęcie Krasnego Łucza przez ATO, odcięłoby rebeliantom szlak dostaw do Gorłówki i Doniecka z ŁRL i Rosji. Tego samego dnia oddział ATO z Djakowa przypuścił atak na wzgórze Sawur-mohyła. Wojskowi stracili tam helikopter służby medycznej, Mi-8. 25. Brygada Powietrznodesantowa zajęła kurhan Sawur-mohyła 9 sierpnia 2014, pokonując siły separatystów, w tym Batalion „Wostok”.
Po uwolnieniu „kotła dołżańskiego” 8 sierpnia 2014, na północny wschód od strony Amwrosiwki, drogą N21 przez miejscowość Miusinśk, siły pancerne wojsk ukraińskich wjechały do Krasnego Łuczu. Dzień później na północny zachód od Amwrosiwki siły ukraińskie skierowały się na Iłowajśk, należący do frontu donieckiego. Walki toczyły się również na rogatkach Sniżnego. Jednocześnie drugie zgrupowanie posuwało się w kierunku Krasnego Łucza z północnego zachodu, drogą magistralną M03 od strony Debalcewa, przez Faszcziwkę, która został zajęta przez ATO podczas bitwy w Krasnym Łuczu, po czym dotarło na pole walki. Do wieczora 9 sierpnia 2014, Krasnyj Łucz był w rękach wojska ukraińskiego po tym, jak Kozacy pod dowództwem atamana Kozicyna uciekli z miasta. W mieście nadal operowały niewielkie oddziały separatystów ŁRL i według tamtejszych separatystów walki trwały nadal, a miasto przechodziło „z rąk do rąk”. W odwecie za wyprowadzane z Amwrosiwki ataki, miejscowe wioski były ostrzeliwane rakietami Grad. Według sił ukraińskich ostrzał był prowadzony zza rosyjskiej granicy. 11 sierpnia 2014 Rosja rzekomo prowadziła ostrzał artyleryjski kurhanu Sawur-mohyła. Ponadto SBU zatrzymało pod Sniżnym rosyjskich sabotażystów.
Po upadku Krasnego Łuczu, oddzielono rebeliantów stacjonujących na linii Szachtarśk – Sniżne pod dowództwem „Kozyra” od sił ŁRL „Mongoła” zgrupowanych na linii Pierwomajsk – Stachanow – Ałczewsk. Siły ATO idąc za ciosem, 10 sierpnia 2014 zaatakowały wieś Iwaniwka, leżącą na drodze N21 za Krasnym Łuczem w kierunku Ługańska. Doszło również do bombardowania rzekomego konwoju rosyjskich jednostek w Antracycie. Z drugiej strony, od Ługańska, drogą N21 na pozycje „Mongoła” nacierało kolejne zgrupowanie ATO, które w dniach 8–9 sierpnia 2014 zajęło miejscowości Łutugino i Kruglik. „Mongoł” nie poszedł jednak na odsiecz Kozakom walczącym na linii Ługańsk – Krasnyj Łucz, gdyż okopywał się na północy frontu w Stachanowie.

### Potwierdzenie obecności rosyjskich wojsk na Ukrainie przez NATO i ich kontrofensywa[306]

#### Porażka ATO pod Krasnym Łuczem
Miusińsk zostało odbite przez siły samoobrony po południu 13 sierpnia 2014. Także zgrupowanie spod Łutuhinego wpadło w okrążenie, nie mogąc kontynuować pochodu na Krasnyj Łucz. Po uformowaniu się trójkąta walk Torez – Śniżne – Miusińsk, separatyści odblokowali arterię N21 na linii Zugers (pod którym w okrężnie wpadł Batalion „Azow” walczący o Iłowajśk) – Szachtarśk (gdzie nadal toczyły się walki pozycyjne) – Sniżne – Miusińsk – Krasnyj Łucz. Wszystkie te miasta od 14 sierpnia 2014 były kontrolowane przez separatystów. Powyższą trasą w kierunku Doniecka przejechało dziewięć rosyjskich czołgów. Również do Śniżnego przybyło około 40 ciężarówek z posiłkami z Rosji. „Premier Donieckiej Republiki Ludowej”, Aleksandr Zacharczenko, poinformował, że trasą tą do Doniecka przybyło 1,2 tys. szkolonych w Rosji najemników, 120 transporterów i 30 czołgów. Według informacji Rady Praw Człowieka przy prezydencie Rosji, 13 sierpnia 2014 podczas walk pod Śniżnym zginęło 100 rosyjskich żołnierzy z 18. Brygady Zmotoryzowanej z jednostki wojskowej nr 2777, zlokalizowanej w pobliżu Groznego w Czeczenii. Ponadto do Rosji masowo wracali ranni żołnierze, odnoszący obrażenia na froncie.
17 sierpnia 2014 separatyści rozpoczęli atak na kurhan Sawur-mohyła, który stał się linią frontu, zachodniej flanki kotła południowego. Wzgórze miało zostać ostrzelane także z terytorium Rosji za pomocą rakiet typu Grad i Uragan. Rebelianci kontratakowali na froncie także na północ od Krasnego Łuczu, gdyż, ostrzelali pozycje ATO w zajętej tydzień wcześniej Faszczewce.

#### Walki na froncie północnym pod Ługańskiem
14 sierpnia 2014 późnym wieczorem o godz. 22:00 EET granicę w Izwaryne przekroczyło zgrupowanie wojsk rosyjskich złożone z 23 transporterów. Informację tę potwierdzili brytyjscy reporterzy „The Guardian”. Konwój został częściowo zniszczony przez ukraińską artylerię, o czym informował Petro Poroszenko, brytyjskiego premiera Davida Camerona. Fakt naruszenia granicy ukraińskiej potwierdził Sekretarz Generalny Anders Fogh Rasmussen.
16 sierpnia 2014 wojsko weszło do dzielnicy Ługańska, Żowtnewyj. W 18 sierpnia 2014 na drodze między Nowoswitliwką a Chriaszczuwate ostrzelano kolumnę autobusów z uchodźcami, w wyniku czego śmierć poniosło 17 osób. Za atakiem prawdopodobnie stali rebelianci. Tego samego dnia walki przeniosły się do centrum Ługańska. 19 sierpnia 2014 armia weszła do Stanicy Łuhańskiej. Po zaciętych walkach, miasto znalazło się w rękach armii ukraińskiej w dniu 21 sierpnia 2014. W kolejnych dniach wokół Ługańska pojawili się rebelianci z ciężkim sprzętem. Separatyści ostrzeliwali Ukraińców w Stanicy Łuhańskiej za pomocą systemów rakietowych „Uragan” dostarczonych przez Rosję. Dzień wcześniej podczas walk pod Ługańskiem rebelianci podali niepotwierdzone informacje o zestrzeleniu szturmowca Su-25 oraz dwóch helikopterów Mi-17. Literatura nie potwierdza jednak strat Su-25 tego dnia. Jak relacjonował reporter Associated Press w Krasnodonie w dniach 19–23 sierpnia 2014, trzykrotnie zaobserwował duże rosyjskie konwoje sprzętu wojskowego. W trakcie walk w Ługańsku po zajęciu przez siły ukraińskie, okazało się, że bierze w nich udział 76. Dywizja Desantowo-Szturmowa z Pskowa po tym, jak 38 jej żołnierzy odniosło ciężkie rany. Ponadto rosyjska dywizja miała ponieść duże straty w boju. 22 sierpnia 2014 w Ługańsku znaleziono rozstrzelane ciało porwanego 12 dni wcześniej konsula honorowego Litwy. Tego samego dnia do Ługańska przybył humanitarny „biały konwój” z Rosji. Odbyło się bez prowokacji.
25 sierpnia 2014 na odcinku granicznym Krasna Tałowka na północny wschód od Ługańska dwa rosyjskie śmigłowce Mi-24 ostrzelały pociskami przejście graniczne, zabijając czterech ukraińskich strażników granicznych. Stało się to po ataku grupy dywersyjnej. Był to pierwszy przypadek wykorzystania lotnictwa przez Federację Rosyjską. Dzień później jednostki rebeliantów bezskutecznie próbowały przywrócić kontrolę nad drogą M04, szturmując Nowoswitliwkę i Chriaszczuwate. Miejscowości te padły 29 sierpnia 2014. Odnotowano tam obecność jednostek rosyjskich. 29 sierpnia Ukraina straciła ostatni piąty szturmowiec Su-25M1 („niebieski 08”), zestrzelony przez zestaw przeciwlotniczy przy powrocie znad Iłowajska (pilot W. Wołoszyn przedostał się na terytorium ukraińskie). Po klęsce wojsk, rejon Ługańska został oczyszczony z ukraińskich jednostek w promieniu kilkunastu kilometrów. W efekcie ukraińska artyleria nie mogła bombardować miasta. Separatyści idąc za ciosem, 31 sierpnia 2014 ruszyli na Sczastje, leżące na północ od Ługańska. Spadły tam rosyjskie pociski Uragan. Wieczorem 1 września 2014 Ukraińcy wycofali się spod Łutugina.

#### Otwarcie frontu mariupolskiego i okrążenie ATO w „kotle amwrosiewskim”
23 sierpnia 2014 znad morza i lądu ostrzelano Nowoazowsk i Siedowo, leżące nad Zatoką Taganroską. Dzięki temu rebelianci napierający od zlikwidowanego pięć dni wcześniej kotła południowego utworzyli przyczółek na linii miejscowości: Seidowo – Obryw – Chołodne. Rosyjski konwój ciężarówek wojskowych KAMAZ pojazdy bojowe BTR i czołgi przekroczyły granicę w pobliżu Uljaniwśka. Nad czołgami powiewały flagi rebelianckiej Prawosławnej Armii Wyzwoleńczej.
Ponadto rebelianci próbowali otworzyć równoległy teatr walk wzdłuż drogi N20 na linii Donieck – Wołnowacha – Mariupol. W tym celu 24 sierpnia 2014 zajęli Oleniwkę, leżącą na południe od Doniecka. Następnie separatyści podeszli pod Nowotrock.

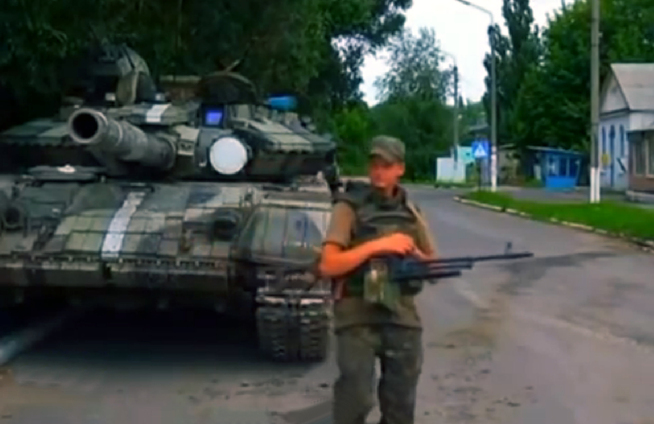
Ukraińskie oddziały wojskowe, 19 sierpnia 2014

W skład jednostek ukraińskich wchodziły bataliony Gwardii Narodowej „Dniepr 2”, „Azow” i „Donbas” oraz brygady zmechanizowane 30., 28. i 95. o sile 7 tys. żołnierzy. Siły ukraińskie znacznie przewyższały liczebnie rebeliantów, jednak błędy w dowodzeniu i konflikty na linii sztab – ochotnicze bataliony sprawiły, że Ukraińcy po raz kolejny wpadli w kocioł. Podczas prób wyrwania się z kotła zginęło według ukraińskich mediów 100 żołnierzy. Przeciwko ukraińskim batalionom ochotniczym walczyły oddziały rosyjskiej armii bez dystynkcji w liczbie 250 żołnierzy z 76. Dywizji Powietrznodesantowej z Pskowa. Na froncie obecni mieli być także żołnierze z 106. Dywizji Powietrznodesantowej z Riazania, 98. Dywizji Powietrznodesantowej z Iwanowa i Kostromy, 9. Brygady Zmotoryzowanej z Niżnego Nowogrodu, 18. Brygady Zmotoryzowanej z Czeczenii, specnaz GRU i artyleria z Północnokaukaskiego Okręgu Wojskowego.
Na dowód 25 sierpnia 2014 ukraińska armia ukazała film z pojmanymi rosyjski żołnierzami z 331. pułku 98. dywizji wojsk powietrznodesantowych. Rosyjskie ministerstwo obrony narodowej twierdziło, że desant trafił tam przypadkowo. W sierpniu w okolicach Iłowajska obserwowano także czołgi T-72 w najnowszej modyfikacji T-72B3 używanej jedynie w Rosji, przy tym część była ucharakteryzowana symboliką i malowanymi sloganami na czołgi separatystów. Przynajmniej trzy czołgi tej wersji zostały zniszczone, a jeden (numer 632) był przejściowo zdobyty przez wojska ukraińskie i odnaleziono w nim rosyjskie dokumenty wskazujące na przynależność do 6. Brygady Pancernej z Mulino. Władze DRL zażądały poddania się uwięzionych żołnierzy w „kotle amrosiewskim”. Nie zgodziło się na to wojsko. We wsi Pobieda zainstalowały się dwie rosyjskie batalionowe grupy taktyczne (BTG). Ponadto po trzydniowych walkach, 26 sierpnia 2014 rebelianci przejęli kontrolę nad kurhanem Sawur-mohyła. Dzięki temu rebelianci kontrolowali całą granicę z Rosją od wybrzeża, przez Marynówkę, aż po Ługańsk. Sam premier DRL Aleksandr Zacharczenko, przyznał, i rebelianci otrzymali pomoc od Rosji w postaci 3–4 tys. ochotników. 29 sierpnia 2014 Zacharczenko zgodził się na otwarcie korytarza humanitarnego dla ukraińskich żołnierzy otoczonych pod Iłowajśkiem. 30 sierpnia 2014 „kocioł amwrosiewski” został rozbity na dwie części. Odizolowano od siebie siły batalionu gwardii narodowej „Azow” od sił 28. i 30. Batalionu Zmechanizowanego. Według ukraińskiej prokuratury w „kotle amrosiewskim” zginęło ponad 200 ukraińskich żołnierzy, co stanowiło niemal 1/4 strat wojennych.
Objęcie kontroli nad tak długim odcinkiem granicy państwowej przez rebeliantów, umożliwiło swobodny przepływ uzbrojenia i ludzi z Federacji Rosyjskiej w strefę walk. Wielu rosyjskich żołnierzy zatrzymano w pobliżu Nowoazowska, gdzie toczyły się ciężkie walki. Siły ukraińskie zniszczyły tam dwa rosyjskie czołgi, które od 25 sierpnia 2014 w dużej liczbie przekraczały granicę, zajmując wsie Markino, Szczerbak i Chołodnoje. 27 sierpnia 2014 Nowoazowsk był pod kontrolą rebeliantów i sił rosyjskich, które zajęły także siedem innych wiosek. Do Nowoazowska wjechało 30 rosyjskich czołgów i weszło 500 rosyjskich żołnierzy. Według NATO w okolicy Nowoazowska operowało 1000 rosyjskich żołnierzy. Tymczasem z Mariupola przed widmem walk, masowo uciekali cywile. Żołnierze, którzy cofnęli się z Nowoazowska do Mariupola byli uzbrojeni jedynie w broń lekką. W nocy z 28 na 29 sierpnia 2014 Ukraińcy utracili kontrolę nad bazą i miejscowością Bezimienne. Baza leżała 20 km na wschód od Mariupola.

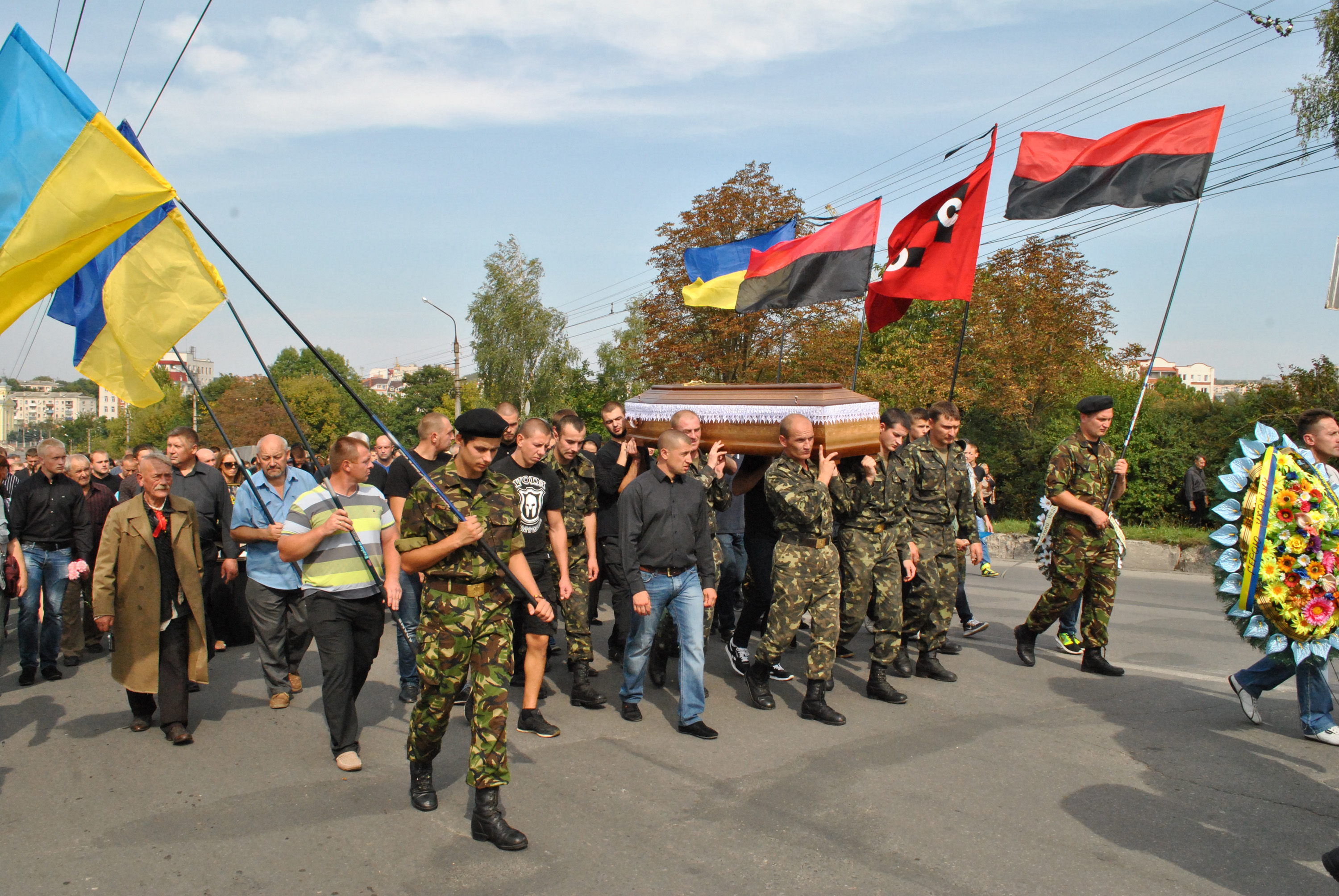
Pogrzeb żołnierza, 11 września 2014

3 września 2014 w Mariupolu wojskowy sztab obrony miasta zarządził mobilizację wszystkich mężczyzn w wieku od 16 do 63 roku życia, których część powołano pod broń w celu obrony miasta, a część do budowy umocnień i stanowisk obronnych. U bram miasta stało 5 tys. separatystów i Rosjan. Tymczasem rosyjskie organizacje praw człowieka, alarmowały, iż na Ukrainę wysłano 15 tys. rosyjskich żołnierzy, z czego co najmniej 200 zginęło podczas sierpniowych walk.
4 września 2014 rozpoczęły się walki na wschodnim przedpolu Mariupola na linii Szirokino – Bezimienne. W międzyczasie Batalion „Azow” zaczął szkolenia ludności cywilnej z zakresu obrony miasta. Mimo osiągnięcia protokołu mińskiego o zawieszeniu broni z 5 września 2014, sporadyczne walki pod Mariupolem trwały nadal, jednak układ o zawieszeniu broni podpisany przez strony konfliktu, zapobiegł wejściu rebeliantów do miasta.

#### Zawieszenie broni
Zawieszenie broni osiągnięto na spotkaniu trilateralnej grupy kontaktowej, która w Mińsku podpisała 12-punktowy protokół o zawieszeniu broni. Formalnie weszło one w życie 5 września 2014 o godz. 18:00 EET. Mimo tego w ostrzale pod Ługańskiem, w dniu 6 września 2014, śmierć poniósł ukraiński reporter Ołeh Zadojanczuk. Wieczorem rozpoczął się ostrzał artyleryjski Mariupola, w wyniku którego zginęła mieszkanka miasta. Od godz 6:00, 7 września 2014, rozpoczęły się walki o kontrolę nad donieckim lotniskiem. W trakcie dnia rebelianci przejęli kontrolę nad miejscowością Szirokino, leżącą u bram Mariupola. 8 września 2014 do Mariupola przybył prezydent Petro Poroszenko. Jego wizyta została poprzedzona ostrzałem ukraińskich punktów kontrolnych, wzniesionych na rogatkach miasta.
Kiedy działania wojenne toczyły się wyłącznie na wschodzie kraju, jednym z pierwszych udokumentowanych przypadków torturowania jeńców wojennych na Ukrainie był incydent z 7 października 2014 r. w mieście Zugres (Obwód doniecki), kiedy 53-letni Ukrainiec Ihor Kożoma, który próbował wyprowadzić żonę z okupowanego terytorium, został przez Rosjan przywiązany do kolumny i przez miejscowych separatystów i przez kilka godzin torturowany. Podobny przypadek miał miejsce w przypadku Iryny Dowgan (cywilnej), mieszkanki obwodu donieckiego, która była publicznie torturowana za swoje proukraińskie stanowisko.
Po osiągnięciu porozumienia o zawieszeniu broni, z ukraińskiego Donbasu zaczęli wyjeżdżać rosyjscy żołnierze. Jednak według analityków wojskowych dochodziło do rotacji rosyjskich żołnierzy. Na ziemiach kontrolowanych przez DRL i ŁRL pozostawało ok. 1000 żołnierzy rosyjskich ze znaczną ilością sprzętu, a dalszych 20 tys. skoncentrowano wzdłuż rosyjskiej granicy z Ukrainą. Nad terytorium kontrolowanym przez rebeliantów latały rosyjskie samoloty bezzałogowe.
Już po podpisaniu zawieszenia broni, 14 września miał miejsce pierwszy od wiosny, poważny szturm separatystów na lotnisko pod Donieckiem, odparty przez siły ukraińskie. Wkrótce potem rozpoczęła się czteromiesięczna II bitwa o lotnisko w Doniecku, jedna z najkrwawszych bitew wojny w Donbasie, tocząca się pomimo porozumień mińskich aż do stycznia 2015 roku, zaś od 14 stycznia do 18 lutego tego samego roku miała miejsce bitwa o Debalcewo, ostatnie starcie aktywnej fazy wojny, w której trakcie zginął Isa Munajew, czeczeński ochotnik.

### Oficjalna interwencja rosyjska

#### Wkroczenie do Donbasu
21 lutego 2022, po uznaniu republik Donieckiej i Ługańskiej, prezydent Rosji Władimir Putin wydał rozkaz wysłania wojsk rosyjskich do Donbasu w ramach, jak to określiła Rosja, „misji pokojowej”. Jeszcze tego samego dnia kilka niezależnych źródeł medialnych potwierdziło wkroczenie wojsk rosyjskich do Donbasu.

#### Inwazja
24 lutego 2022 siły zbrojne Federacji Rosyjskiej dokonały zakrojonej na szeroką skalę inwazji na terytorium Ukrainy. Ukraińskie punkty dowodzenia, składy broni i lotniska zostały poddane ostrzałowi rakietowemu, a z terytorium Rosji i Białorusi nastąpił atak wojsk lądowych. Siły zbrojne obu państw rozpoczęły ze sobą regularną walkę, której towarzyszą starcia piechoty, sił pancernych i bombardowania. Działania strony rosyjskiej charakteryzują się przy tym brutalnością wobec ludności cywilnej (w tym dokonywaniem zbrodni wojennych) oraz działaniami dezinformacyjnymi. Liczne państwa (w tym Stany Zjednoczone, Wielka Brytania i państwa UE) zapowiedziały wprowadzenie kolejnych sankcji wobec Rosji.
Kilka miesięcy później, 30 września 2022 roku, Doniecka i Ługańska Republika Ludowa zostały zaanektowane przez Rosję. Akt ten nie napotkał uznania na arenie międzynarodowej.

## Przywódcy i rosyjskie siły na wschodniej Ukrainie

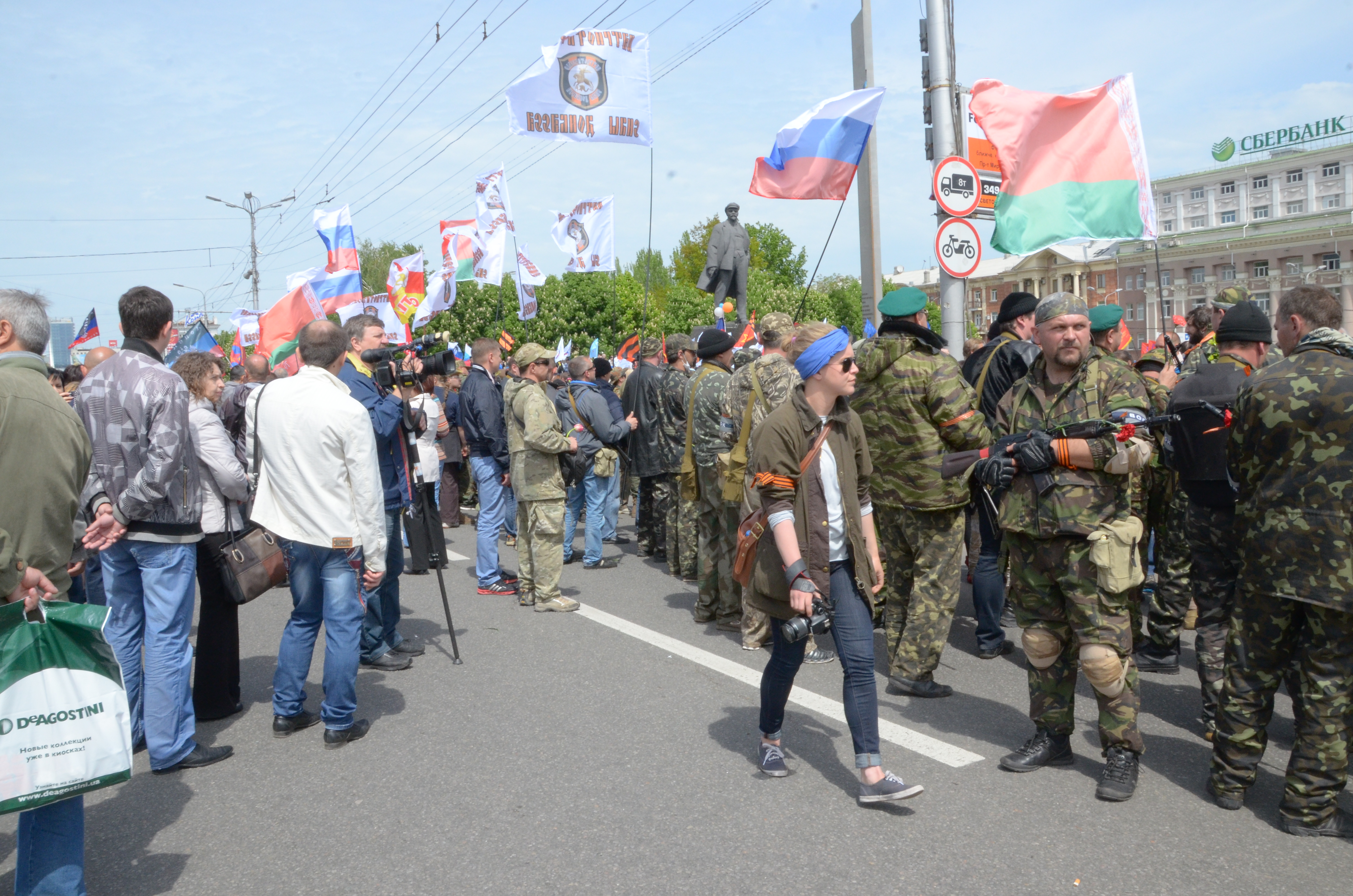
Donieck, 9 maja 2014

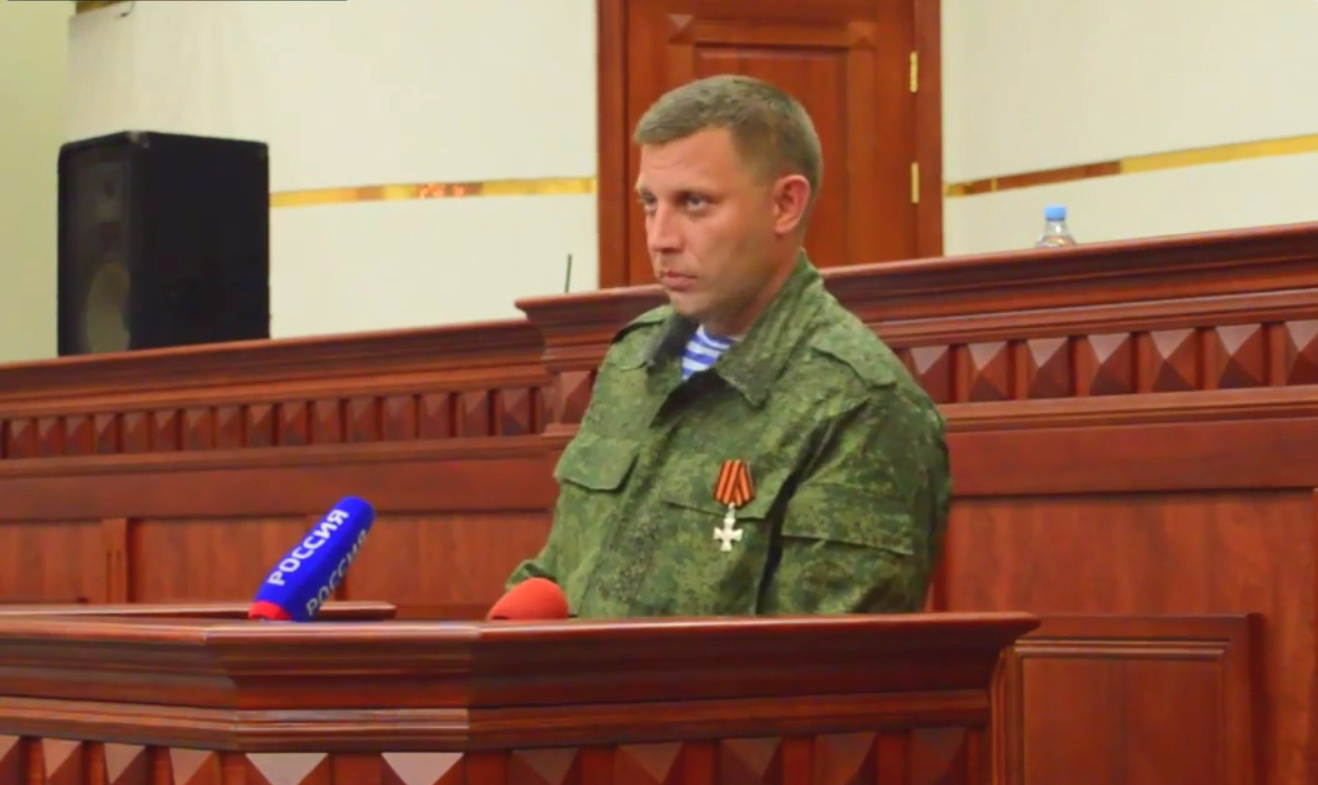
Były premier samozwańczej Donieckiej Republiki Ludowej Ołeksandr Zacharczenko

Zbrojny opór w Donbasie stawiali rebelianci tworzący dwa samozwańcze podmioty – proklamowana 7 kwietnia 2014 Doniecka Republika Ludowa (DRL) oraz proklamowana 27 kwietnia 2014 Ługańska Republika Ludowa (ŁRL). 7 kwietnia 2014 proklamowano również niepodległość Charkowskiej Republiki Ludowej, jednak twór ten został zlikwidowany już kolejnego dnia po odbiciu budynku administracji państwowej przez siły ukraińskie. DRL oraz ŁRL 24 maja 2014 ogłosiły ustanowienie Federacyjnej Republiki Noworosji. Jednak mimo tego obie republiki ludowe zachowały swoją odrębność, gdyż różniły się między sobą. Rebelianci z Doniecka posiadali poglądy o zabarwieniu monarchistycznym i białorosyjskim. Władza donieckich separatystów była bardzo zdecentralizowana. Donieck aktywnie wspierany był przez Rosjan, a główną rolę odgrywali komendanci polowi. Z kolei rebelianci z Ługańska charakteryzowali się poglądami lewicowymi i prosowieckimi. Władze w Ługańsku nie były tak zdecentralizowane jak w Doniecku, a trzon separatystów stanowili lokalni aktywiści prorosyjscy.
Najważniejszą postacią w Donieckiej Republice Ludowej 16 maja 2014 został samozwańczy premier Aleksandr Borodaj, obywatel Rosji. Był premierem do 7 sierpnia 2014, kiedy to podał się do dymisji, z powodu rosnącego napięcia w szeregach separatystów oraz z powodu zagrożenia ze strony ukraińskich sił, które zamierzają okrążyć Donieck. Jego miejsce zajął Ukrainiec Aleksandr Zacharczenko, dowódca lokalnych struktur paramilitarnej formacji „Opłot”, chroniącej budynek władz DRL. Przewodniczącym parlamentu w Doniecku 19 maja 2014 został Dienis Puszylin. Obok Zacharczenki odgrywał ważną rolę polityczną w Doniecku. Merem miasta pozostał Ołeksandr Łukjanczenko. Ludowym gubernatorem Donbasu obwołał się Pawieł Gubariew. Mimo tego faktycznie nie zajmował żadnych stanowisk. Był za to przewodniczącym partii Noworosja i ogłosił powstanie Federacyjnej Republiki Noworosji.
Istotną rolę w Donieckiej Republice Ludowej odgrywali komendanci polowi – Igor Girkin ps. Striełkow oraz Igor Biezler ps. Bies. Girkin to minister obrony DRL oraz głównodowodzący sił zbrojnych DRL. Stał na czele Ludowej Milicji Donbasu. Jest byłym oficerem GRU i FSB. Na początku powstania w Donbasie urzędował w Słowiańsku, gdzie dowodził obroną miasta. Na stanowisku mera miasta obsadził Wiaczesława Ponomariowa, którego od obowiązków odsunął 10 czerwca 2014. Po upadku Słowiańska, Girkin wraz ze swoją armią przeniósł się do Doniecka. Skonfliktowany z Aleksandrem Chodakowskim, szefem Służby Bezpieczeństwa DRL i dowódcą Batalionu „Wostok” oraz premierem Aleksandrem Zacharczenko. Borodaj rywalizował o wpływy w DRL zarówno z Chodakowskim, jak i Girkinem. 14 sierpnia 2014 Igor Girkin zrezygnował z piastowanego stanowiska ministra obrony DRL, zostając „szefem sztabu wojsk” Noworosji, z zadaniem stworzenia jednolitej formacji zbrojnej. Jego miejsce ministra obrony DRL zajął Władimir Kononow. Girkin dzień przed rezygnacją miał zostać ranny podczas walk w Doniecku.

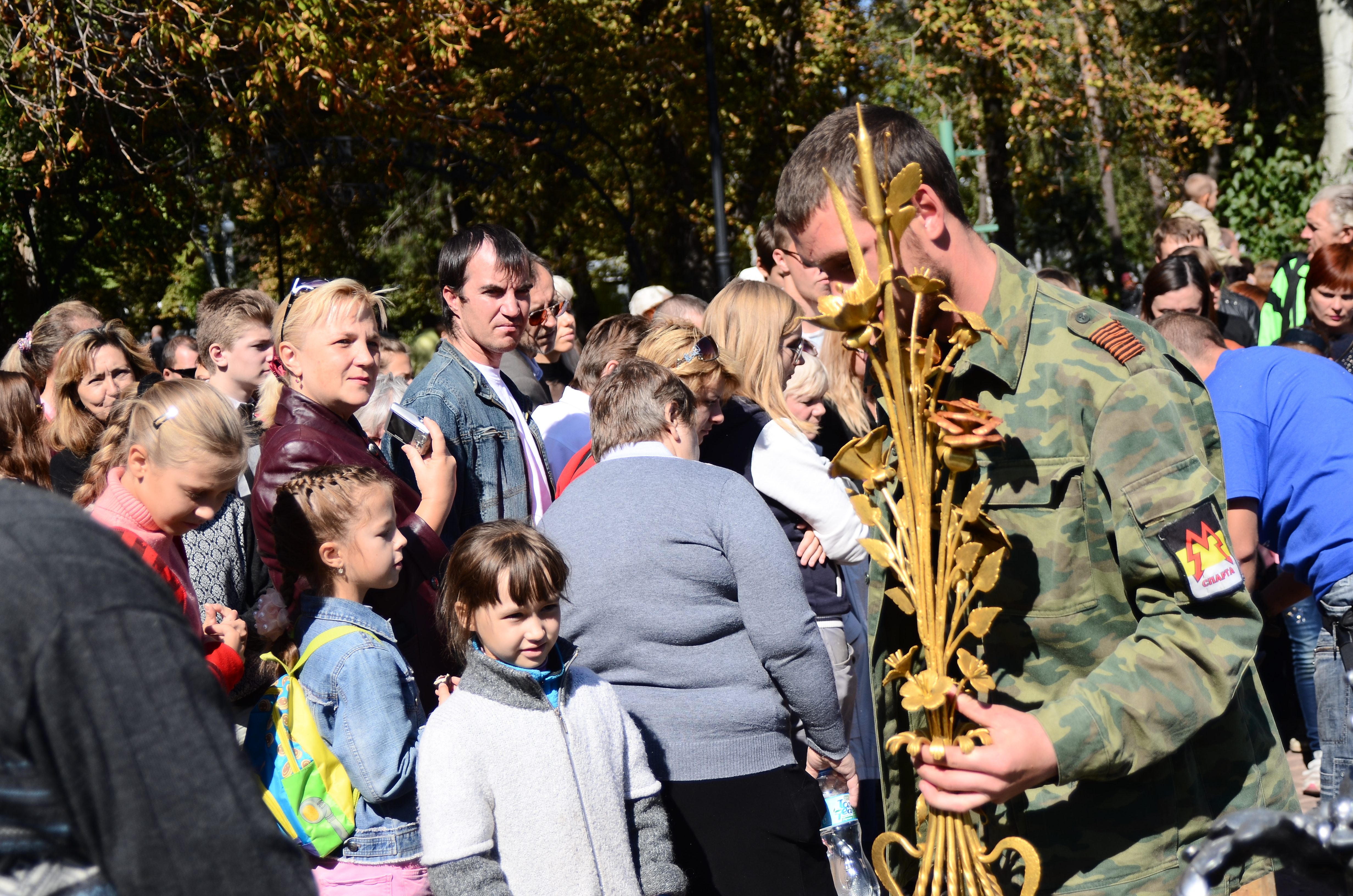
Donieck, festiwal kowalstwa, 20 września 2014

Drugą postacią wśród wojskowych DRL był Igor Biezler, oficer GRU. W trakcie konfliktu w Donbasie dowodził siłami w Gorłówce. Współpracował z Girkinem, jednak ich relacje pogorszyły się podczas bitwy o Słowiańsk, kiedy to Biezler nie przyszedł z odsieczą Girkinowi. W dniach 1–2 lipca 2014 Biezler dokonał zajazdu w Doniecku, zajmując część siedziby lokalnego urzędu spraw wewnętrznych. Budynek odbili bojownicy z „Opłota” i „Wostoka”. Ówczesny premier Borodaj poparł działania Chodakowskiego i Zacharczenki. 9 lipca 2014 na stanowisko wicepremiera ds. bezpieczeństwa DRL powołany został Rosjanin Władimir Antiufiejew, funkcjonariusz FSB. Do Doniecka został sprowadzony przez Girkina i Borodaja. Przed objęciem stanowiska Antiufiejew był przedstawicielem Rosji w obradach grupy kontaktowej.
Na czele Ługańskiej Republiki Ludowej stał samozwańczy prezydent Walerij Bołotow. Jednak główną postacią wojskową ŁRL był Aleksiej Mozgowoj stojący na czele Ługańskiej Armii Południowo-Wschodniej. Jest także komendantem głównym sił ŁNR, jednak ministrem obrony ŁRL został Igor Płotnicki. 4 lipca 2014 Bołotow zdymisjonował rząd ŁRL. P.o. premiera został Rosjanin, Marat Baszirow. Samodzielną postacią wśród ługańskich separatystów jest ataman Nikołaj Iwanowicz Kozicyn. Ten obywatel Rosji stoi na czele Kozaków z Rosji. 14 sierpnia 2014 do dymisji podał się prezydent Walerij Bołotow, z powodu odniesionych ran w boju. Jego miejsce zajął dotychczasowy minister obrony Igor Płotnicki.

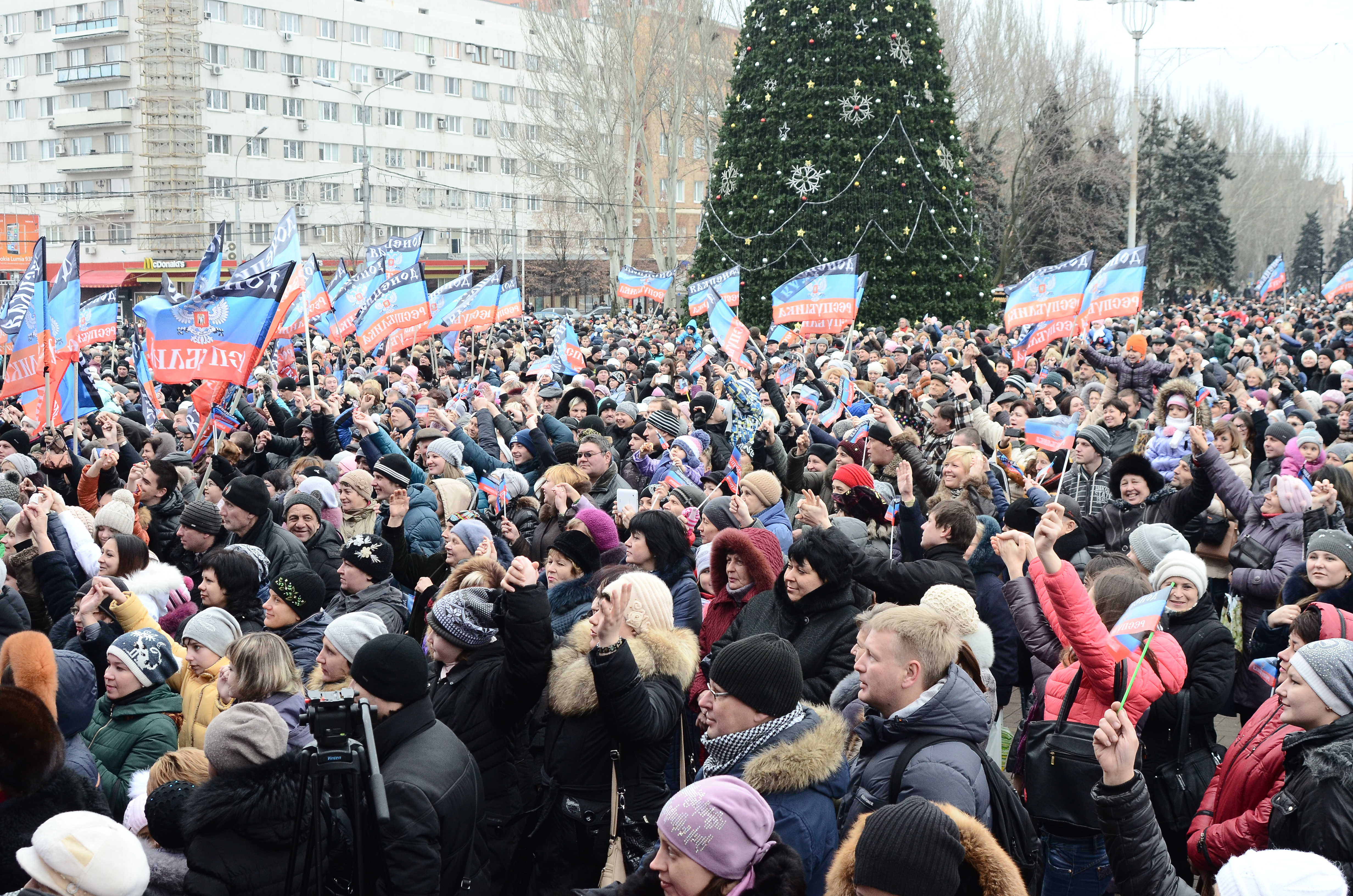
Międzynarodowy Dzień Solidarności, Donieck, 20 grudnia 2014

Wśród ukraińskich separatystów walczyli także obcokrajowcy. Wśród nich wyróżniali się Czeczeni. Na tydzień przed wyborami prezydenckimi na Ukrainie z 25 maja 2014 według ukraińskich mediów, w odwodzie ługańskim pojawiło się około 2,5 tys. Czeczenów, którzy zastraszali członków obwodowych komisji wyborczych. Podobnie jak reszta separatystów chodzili po ulicach z bronią w celu wprowadzenia niepokoju i uniemożliwienia przeprowadzenia prezydenckiej elekcji. Już 7 maja 2014 prokremlowski prezydent Czeczenii Ramzan Kadyrow zagroził wysłaniem jednostek czeczeńskich na Ukrainę, by zwalczały „represyjną juntę kijowską”. 24 maja 2014 pięć ciężarówek z ochotnikami przekroczyło nielegalnie granicę ukraińsko-rosyjską. Dzień później do Doniecka przybył Batalion „Wostok”, należący do rosyjskiego specnazu GRU. W ośmiu ciężarówkach po 20 żołnierzy każda, przebywali mundurowi mówiący po czeczeńsku. 28 maja 2014, Ramzan Kadyrow, zaprzeczył jakoby wysłał Czeczenów na Ukrainę. Dodał, że niektórzy mogli pojechać tam na własną rękę. Niemniej Batalion „Wostok” brał udział w bitwie o donieckie lotnisko. Dwa dni później Kadyrow ogłosił, iż na Ukrainie przebywało zaledwie 14 czeczeńskich bojowników, z czego jeden poległ w Doniecku. Bojowników nazwał ochotnikami, którzy udali się do Donbasu na własną rękę.
Oprócz czeczeńskich „kadyrowców” u boku prorosyjskich separatystów walczyli Osetyńcy, Tadżykowie, jak też Ormianie. Do Donbasu przybywali ochotnicy z Serbii, których było 250, a także Hiszpanie. Ochotniczo do ukraińskich oddziałów wojskowych dołączył także kulturysta Wjaczesław Wołosow. Ogólną liczbę rebeliantów oceniano na 15 tys. osób, będących w większości Ukraińcami, czynnie wspieranych przez Rosję, poprzez udzielanie im parasola politycznego, propagandowego i militarnego. Rosja prowadziła rekrutację najemników na terytorium Federacji Rosyjskiej, organizowała dla nich szkolenia oraz zezwalała na przenikanie jednostek rosyjskiego specnazu na terytorium Ukrainy.

## Emigracja ludności z Ukrainy i sytuacja humanitarna

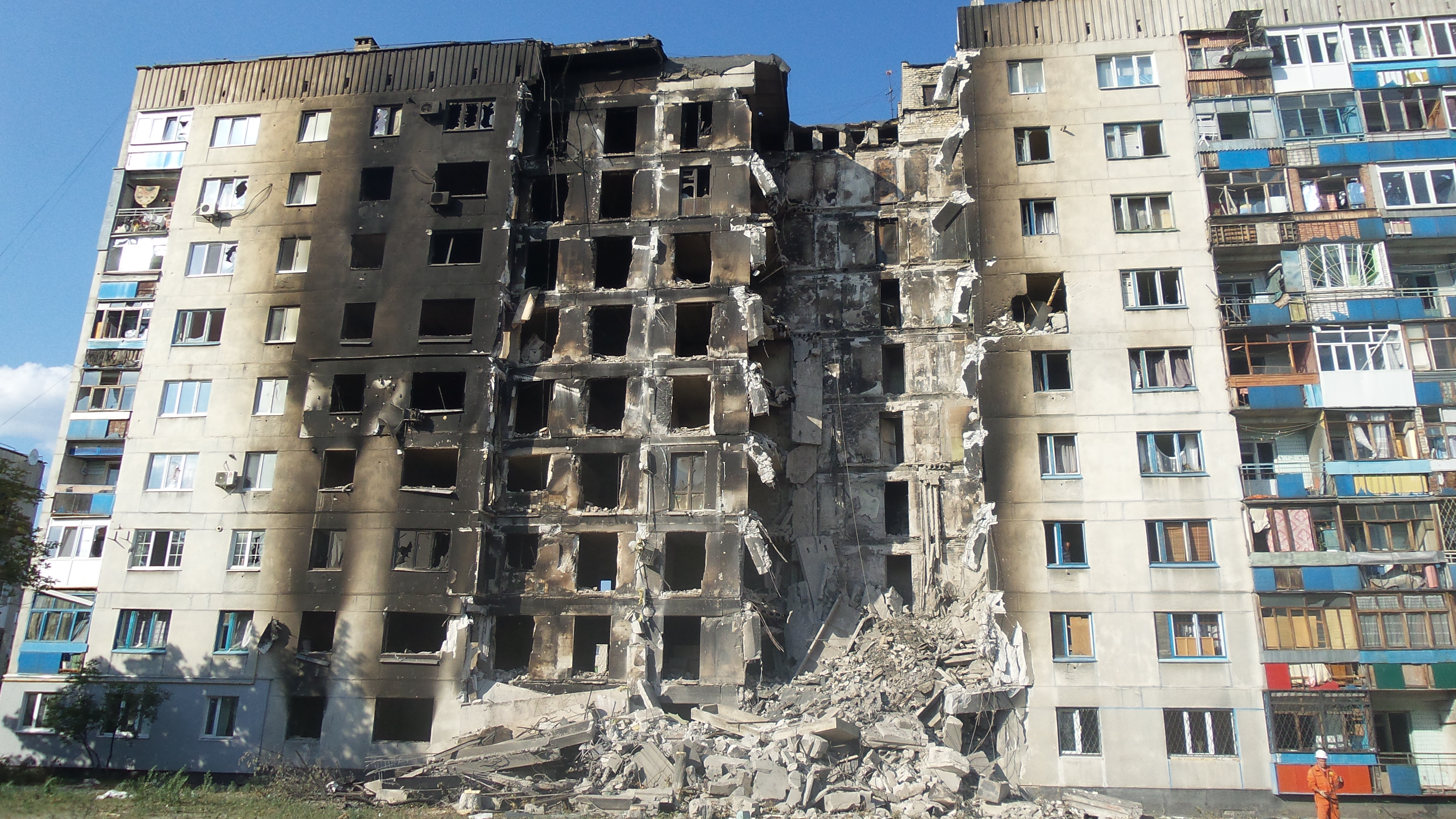
Lisiczańsk, 4 sierpnia 2014

W związku z zaistniałą na Ukrainie sytuacją i toczącymi się walkami rozpoczęła się emigracja ludności Ukrainy, głównie do Rosji. Na początku czerwca w obwodzie rostowskim, gdzie już wcześniej istniały punkty pomocy humanitarnej stworzone dla uchodźców z Ukrainy, zaczęto tworzyć punkty czasowego przebywania.
3 czerwca problem uchodźców z Ukrainy był jednym z tematów spotkania Władimira Putina z rzecznikiem praw człowieka FR Jeleną Pamfiłową, która oceniła sytuację w tym regionie jako „katastrofę humanitarną”. Pamfiłowa ostro skrytykowała państwa zachodnie, oświadczając, że pozostają one głuche, ślepe i nieme na to, co dzieje się na wschodniej Ukrainie.

Tam potrzebny jest korytarz humanitarny. Jestem w szoku, że cieszące się autorytetem międzynarodowe organizacje, cały oświecony Zachód nagle stał się głuchy, ślepy i niemy; że nie dostrzega, iż ma tam miejsce straszna tragedia z dziećmi, z ludźmi, którzy chcą się wydostać spod ostrzału.

Rzecznik praw dziecka FR Pawieł Astachow zaapelował do ukraińskiego prezydenta elekta Petra Poroszenki o utworzenie korytarza humanitarnego dla uchodźców.
Według Astachowa, w nocy na 6 czerwca 2014 ponad 12,1 tysiąca ludzi przedostało się z Ukrainy na teren Rosji, a poprzedniej doby ok. 8,3 tysiąca. Ukraińska Straż Graniczna zaprzeczyła informacjom o migracji uchodźców z Ukrainy.
Na początku sierpnia 2014 przedstawicielstwo Wysokiego Komisarza Narodów Zjednoczonych ds. Uchodźców (UNHCR), podało, iż z powodu wojny w Donbasie, Ukrainę opuściło 730 tys. mieszkańców. Kolejne 117 tys. osób było wewnętrznymi uchodźcami na Ukrainie. Raport opierał się na rosyjskich doniesieniach. Tymczasem przedstawiciel Biura NZ ds. Koordynacji Pomocy Humanitarnej (OCHA) podał 6 sierpnia 2014, że sytuacja humanitarna w Donbasie stale się pogarszała. W wielu miastach nie było dostaw żywności, nie było prądu, bieżącej wody pitnej. Wiele domów cywilnych zostało zniszczonych, podobnie jak i szpitali, gdzie ratowano rannych. Według raportu OCHA i stanu na 15 sierpnia 2014, w trwającym od kwietnia 2014 konflikcie zbrojnym na wschodzie Ukrainy zginęło 2119 osób, a ponad 5 tys. odniosło rany. Według Rady Bezpieczeństwa Narodowego i Obrony wśród zabitych było 722 wojskowych, a wśród rannych 2625. 155,8 tys. osób zostało zmuszonych do opuszczenia swoich miejsc zamieszkania i przemieszczenia się w granicach Ukrainy. Z kolei 188 tys. ludzi uciekło do Rosji. Tylko w dniach 10–15 sierpnia 2014 z Doniecka i Ługańska uciekło 22 tys. osób. Również na uciekających z objętych walkami miast cywilów czyhało niebezpieczeństwo. 18 sierpnia 2014 ostrzelano kolumnę autobusów jadących z Ługańska – śmierć poniosło 17 cywilów.

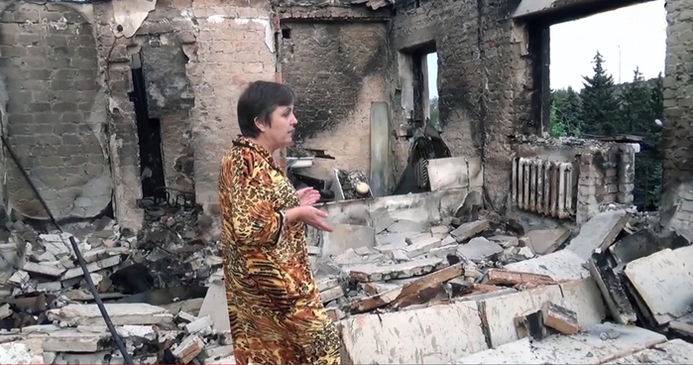
Jasynuwata, 22 września 2014

W Doniecku, gdzie codziennie ginęli cywile 24 sierpnia 2014 z okazji święta niepodległości Ukrainy, rebelianci zorganizowali przemarsz jeńców wojennych. W opinii międzynarodowej wymuszony marsz pojmanych żołnierzy ukraińskich donieckimi ulicami było złamaniem norm prawa humanitarnego i konwencji genewskiej o traktowaniu jeńców wojennych. 3 września 2014 separatyści przejęli siedzibę klubu Szachtar Donieck.
7 września 2014 Amnesty International opublikowała oświadczenie z którego wynikało, iż obie strony konfliktu dopuszczały się zbrodni wojennych, takich jak niekierowane ostrzały artyleryjskie, rażące ludność cywilną, porwania, zabójstwa i tortury. „Podczas walk wszystkie strony konfliktu wykazały się brakiem szacunku dla życia cywili i rażąco naruszają swoje międzynarodowe zobowiązania” – powiedział dyrektor generalny Amnesty International Salil Shetty. Organizacja opublikowała również zdjęcia satelitarne pokazujące obecność rosyjskiego sprzętu wojskowego na wschodzie Ukrainy. Podkreślono, że Rosja jest stroną tego konfliktu. Według ONZ do tej pory w wyniku konfliktu śmierć poniosło 3 tys. osób, w tym 864 ukraińskich żołnierzy.
Na przełomie 2014 i 2015 r. Polska przeprowadziła ewakuację z rejonu Donbasu ok. 200 obywateli ukraińskich deklarujących związki z polskością.

## Reakcje międzynarodowe

### Reakcje Zachodu na destabilizowanie sytuacji na Ukrainie przez Rosję
W opinii większości ośrodków analitycznych z państw członkowskich NATO i na Ukrainie, konflikt jest nową formą zagrożenia bezpieczeństwa, określanego jako wojna hybrydowa. Po raz pierwszy rosyjski sposób prowadzenia działań na Ukrainie nazwał tak holenderski generał Frank van Kappen – 26 kwietnia 2014 nieoficjalnie określił rosyjskie operacje „hybrydowymi”. 3 lipca 2014 Pakt Północnoatlantycki oficjalnie ogłosił, że wojna na południowym wschodzie Ukrainy to wojna hybrydowa.
Ze względu na sytuację na wschodzie Ukrainy NATO ogłosiło 7 kwietnia 2014, iż do swojej kwatery głównej w Brukseli nie będzie wpuszczać rosyjskich dyplomatów z wyjątkiem ambasadora, jego zastępcy i dwóch towarzyszących im asystentów. Zainicjowało to kryzys w stosunkach NATO-Rosja. Wcześniej NATO zawiesiło wszelką praktyczną współpracę z Rosją, zarówno o charakterze wojskowym, jak i cywilnym. Z kolei minister spraw zagranicznych Niemiec Frank-Walter Steinmeier zaapelował do Moskwy o „powściągliwość w komentowaniu czy też wspieraniu” sytuacji na wschodniej Ukrainie. Waszyngton wyraził również swoje zaniepokojenie i ostrzegł przed interwencją na wschodniej Ukrainie, zagrażając wprowadzeniem nowych sankcji.
Sekretarz stanu USA John Kerry rozmawiał telefonicznie z ministrem spraw zagranicznych Rosji Siergiejem Ławrowem. Kerry oznajmił, że „z wielkim niepokojem” śledzi rozwój sytuacji na Ukrainie. Ławrow w rozmowie telefonicznej powiedział, iż regiony południowo-wschodniej Ukrainy powinny być reprezentowane w rozmowach międzynarodowych. Zapewnił również, że Rosja jest gotowa do rozmów z udziałem UE, USA i strony ukraińskiej. Ponadto John Kerry oskarżył 8 kwietnia 2014 rosyjskich agentów o destabilizowanie i zaangażowanie w separatystyczne zamieszki na wschodzie Ukrainy. Według sekretarza stanu mogą one być dla Rosji „ukartowanym pretekstem do wojskowej interwencji jak na Krymie”. Zarzuty Kerry’ego odrzucił Siergiej Ławrow, który ogłosił, iż na terytorium Ukrainy nie ma rosyjskich agentów. Ławrow powiedział to 12 kwietnia 2014 w rozmowie telefonicznej z Andrijem Deszczycią.
11 kwietnia 2014 sekretarz generalny NATO Anders Fogh Rasmussen, ogłosił iż Sojusz nie planował żadnych działań militarnych na Ukrainie, lecz zastrzegł sobie prawo do skutecznej obrony swych sojuszników. Tymczasem komisarz UE ds. energii Günther Oettinger powiedział, że podjęte zostały prace nad planem mającym na celu pomoc Ukrainie w spłaceniu części zobowiązań wobec Rosji. 12 kwietnia 2014, z racji sytuacji na wschodzie Ukrainy, Holandia zawiesiła wojskową współpracę z Rosją w sferze obronnej.
13 kwietnia 2014 sekretarz generalny ONZ Ban Ki-moon zaapelował o spokój i dialog w obliczu „pogarszania się sytuacji na wschodzie Ukrainy”. Wezwał strony konfliktu do „pilnego podjęcia konstruktywnego dialogu”. Zachodnie służby dyplomatyczne podały, że zdjęcia satelitarne wskazywały, iż przy rosyjskich granicach z Ukrainą stacjonowało 35–40 tys. dobrze wyposażonych żołnierzy rosyjskich. Dyplomata podkreślił, że na Krymie dodatkowo przebywało 25 tys. żołnierzy. W Nowym Jorku odbyła się sesja Rady Bezpieczeństwa ONZ. Stany Zjednoczone zarzuciły Rosji „rozpowszechnianie fikcji” na temat sytuacji na Ukrainie oraz zażądały wyjaśnienia co do rozlokowania dziesiątek tysięcy wojsk przy granicy z Ukrainą. Z kolei przedstawiciel Rosji Witalij Czurkin potępiał władze w Kijowie i wzywał je do „położenia kresu stosowaniu siły wobec narodu ukraińskiego” i zagroził zerwaniem rozmów, jeśli Ukraina uruchomi „operację antyterrorystyczną”.
Okupowanie ukraińskich budynków administracji państwowej przez prorosyjskich separatystów potępili 14 kwietnia 2014 brytyjski premier David Cameron, kanclerz Niemiec Angela Merkel oraz prezydent Francji François Hollande. Wezwali oni Rosję do potępienia akcji bojowników na wschodzie Ukrainy. Późnym wieczorem tego samego dnia miała miejsce telefoniczna rozmowa Baracka Obamy z Władimirem Putinem. Putin powiedział Obamie, że oskarżenia o destabilizowanie sytuacji na Ukrainie przez Moskwę są bezpodstawne. Prezydenci ustalili, iż 17 kwietnia 2014 w Genewie odbędzie się wielostronne spotkanie podczas którego będą toczone rozmowy dotyczące deeskalacji konfliktu, rozbrojenia grup zbrojnych, reformy konstytucyjnej oraz wyborów. 14 kwietnia 2014, do listy 18 Ukraińców objętych sankcjami podczas kryzysu krymskiego, dopisano byłego premiera Serhij Arbuzowa oraz dwóch byłych ministrów, dochodów i podatków – Ołeksandra Kłymenkę i energetyki – Eduarda Stawyckiego, a także Jurija Iwaniuszczenkę. Wcześniej na liście znaleźli się m.in. Wiktor Janukowycz, były premier Mykoła Azarow, były minister spraw wewnętrznych Witalij Zacharczenko.

### Reakcje Moskwy na wydarzenia w Donbasie
Rosyjskie MSZ przekazało także, iż „pilnie śledzi to, co się dzieje we wschodnich i południowych regionach Ukrainy, zwłaszcza w obwodach donieckim, ługańskim, charkowskim”. Ponadto Siergiej Ławrow oznajmił swojemu ukraińskiemu odpowiednikowi Andrijowi Deszczyci, że użycie siły w odpowiedzi na „legalne żądania” na wschodzie kraju jest „nieakceptowalne”. 10 kwietnia 2014 Władimir Putin wystosował do 18 przywódców państw europejskich list w którym wezwał do podjęcia trilateralnych rozmów w formacie Europa-Rosja-Ukraina, mających na celu ustabilizowanie gospodarki Ukrainy. Putin dodał, że Moskwa nie może dłużej honorować zniżki na gaz wobec Ukrainy oraz przymykać oko na niespłacony dług Naftohazu wobec Gazpromu, który według niego wynosił 2,238 mld dolarów. W związku z tym rosyjska głowa państwa ostrzegła, że Gazprom może być zmuszony do przejścia na system przedpłat w handlu gazem z Ukrainą. 12 kwietnia 2014 Naftohaz zawiesił płatności dla Rosji za dostarczany gaz do czasu zakończenia rozmów na temat cen tego surowca. Tymczasem Zgromadzenie Parlamentarne Rady Europy pozbawiło Rosję prawa głosu do końca roku. Delegacja Rosji nazwała działania ZPRE farsą. 30 maja 2014 Naftohaz przekazał rosyjskiemu Gazpromowi 780 mln dolarów tytułem spłaty zadłużenia za gaz.
Po rozpoczęciu kontrofensywy przez wojsko ukraińskie, Władimir Putin w trakcie rozmowy z Ban Ki-moonem powiedział, iż oczekuje od ONZ i areny międzynarodowej potępienia „niezgodnych z konstytucją działań Kijowa na wschodzie Ukrainy”. Putin ostrzegł również Angelę Merkel, że Ukraina znalazła się na krawędzi wojny domowej po tym, jak władze w Kijowie wysłały armię przeciw separatystom na wschodzie kraju. Działania Ukrainy wobec separatystów usprawiedliwiał Biały Dom, który uważał, iż Kijów był odpowiedzialny za porządek w państwie i musiał odpowiedzieć na prowokacje, do których dochodzi na wschodzie kraju. Wobec sytuacji na Ukrainie, NATO uzgodniło pakiet działań militarnych, polegających na wysłaniu do państw członkowskich żołnierzy, aby wzmocnić obronę.

### Czterostronna Deklaracja Genewska
17 kwietnia 2014 w Genewie doszło do spotkania szefów dyplomacji USA – Johna Kerry’ego, Rosji – Siergieja Ławrowa, Ukrainy – Andrija Deszczyci i UE – Catherine Ashton. W trakcie siedmiogodzinnych czterostronnych rozmów, wszystkie strony zgodziły na powstrzymanie przemocy oraz podjęcie niezwłocznych kroków na rzecz zakończenia napięcia na Ukrainie. Wezwano do rozbrojenia nielegalnych grup bojowych i do zwrotu okupowanych budynków państwowych. W oświadczeniu zdecydowano, iż OBWE powinno odgrywać główną rolę w pomaganiu władzom ukraińskim we wprowadzaniu w życie najpilniejszych środków deeskalacji konfliktu. Genewska deklaracja zobowiązywała Ukrainę do przeprowadzenia „procesu konstytucyjnego”, polegającego na uwzględnieniu interesów wszystkich regionów i formacji politycznych. Strona rosyjska i ukraińska różniła się jedynie w ocenie przyczyn konfliktu oraz aneksji Krymu. W odpowiedzi na deklarację genewską, separatyści z Doniecka, powiedzieli, że nie opuszczą okupowanych pozycji, dopóki ludzie nie opuszczą Placu Niepodległości w Kijowie, gdzie rozgrywał się Euromajdan. Kolejnego dnia samozwańczy lider separatystów Denis Puszylin ogłosił, iż porozumienie z Genewy uznaje za niewiążące.

### Wizyta Joego Bidena w Kijowie i rozmieszczenie sił NATO w państwach Europy Środkowo-Wschodniej
21 kwietnia 2014 wiceprezydent USA, Joe Biden, przybył do Kijowa z dwudniową wizytą, w trakcie której zapowiedział amerykańską pomoc techniczną dla Ukrainy, która na celu miała poprawę efektywności wykorzystania nośników energii. W trakcie wizyty na Ukrainie odwiedził amerykańską ambasadę oraz spotkał się z ukraińskim p.o. prezydenta oraz premierem. Biden obiecał również 50 milionów dolarów pomocy na realizację reform politycznych i gospodarczych, a także 8 milionów dolarów dotacji na urządzenia łącznościowe i pojazdy. 26 kwietnia 2014, dzień po porwaniu obserwatorów OBWE, G8 zapowiedziało nałożenie sankcji na Rosję. Z kolei Ławrow w rozmowie telefonicznej z Kerrym powiedział, że Ukraina musi wstrzymać operację wojskową na wschodzie kraju.
W związku z sytuacją na Ukrainie, Stany Zjednoczone zdecydowały wysłać kontyngenty swoich wojsk do Polski oraz państw bałtyckich. Łącznie 600 żołnierzy zostało rozmieszczonych we wschodnich państwach NATO. Pierwszy kontyngent przybył 23 kwietnia 2014 do Bazy Lotnictwa Taktycznego w Świdwinie. Kolejne bataliony wylądowały 25 kwietnia 2014 w bazie Adażi na Łotwie, dzień później w litewskiej bazie w Szawlach. Z kolei 28 kwietnia 2014, 150 żołnierzy z 173. Brygady Powietrznodesantowej dotarło do Estonii do bazy lotniczej Amari. Amerykańscy żołnierze mieli brać udział w „nieplanowanych” wspólnych ćwiczeniach z lokalnymi siłami zbrojnymi oraz we wspólnych manewrach państw bałtyckich w czerwcu 2014.
29 kwietnia 2014 Unia Europejska przyjęła sankcje wizowe i finansowe wobec 15 kolejnych osób. Wśród nich byli m.in. Dmitrij Kozak – odpowiadający za nadzór nad integracją anektowanego Krymu z Rosją, Walerij Gierasimow – szef rosyjskiego sztabu generalnego, Igor Siergun – szef rosyjskiego wywiadu wojskowego GRU, Ludmiła Szwiecowa i Siergiej Niewierow – wiceprzewodniczący rosyjskiej Dumy Państwowej, Andriej Purgin – przywódca Donieckiej Republiki Ludowej, Denis Puszylin – rzecznik separatystów z Doniecka. 2 maja 2014 w Nowym Jorku zebrała się Rada Bezpieczeństwa ONZ. Oprócz krytyki poczynań rosyjskich, nie uzgodniono żadnych konkretnych działań.

### Plan Burkhaltera i reakcje Rosji na referendum niepodległościowe w Donbasie
Po pożarze wywołanym zamieszkami w Odessie, Rosja ogłosiła, iż za rozlew krwi odpowiedzialny był Kijów i zachodni poplecznicy. 7 maja 2014 Władimir Putin po spotkaniu z przewodniczącym OBWE, prezydentem Szwajcarii Didierem Burkhalterem, powiedział, iż Rosja wycofała wojska znad granicy z Ukrainą. Zaapelował również do prorosyjskich separatystów, by przełożyli planowane przez siebie referendum niepodległościowe. NATO oświadczyło, że wbrew deklaracji Putina, wojsko rosyjskie nadal stacjonowało w pobliżu granic z Ukrainą. 8 maja 2014 międzynarodowi negocjatorzy przedstawili władzom ukraińskim pokojowy plan wyjścia z kryzysu, zakładający przyśpieszenie realizacji porozumienia z Genewy, a także przyjęcie ustawy o amnestii dla bojowników i podjęcie dialogu narodowego. W planie Burkhaltera nie odniesiono się do separatystycznego referendum z 11 maja 2014. Jednak po walkach w Mariupolu z 9 maja 2014, separatyści ogłosili, iż nie „było mowy” o dialogu z Kijowem.
Rosja, po ogłoszeniu wyników referendum niepodległościowego w obwodzie donieckim i ługańskim zadeklarowała, iż szanuje wolę ludu wschodu Ukrainy i potępia operacje wojska ukraińskiego. Z kolei Unia Europejska nie uznała wyników plebiscytów i zadeklarowała poparcie dla suwerenności i jedności terytorialnej Ukrainy. W międzyczasie UE na „czarną listę” sankcji dopisała 13 osób, w tym Wiaczesława Ponomariowa i dwa krymskie przedsiębiorstwa. Od tej pory sankcje obejmowały 61 osób. 14 maja 2014 Siergiej Ławrow, powiedział, że Ukraina była na skraju wojny domowej, a planowane wybory będą nielegalne z racji przemocy na wschodzie kraju. Sprzeciwił się wejściu Ukrainy w struktury NATO i UE ze względu na „negatywne (skutki) dla całego systemu bezpieczeństwa europejskiego”. Ławrow wyraził podejrzenia, iż na Ukrainie działali amerykańscy najemnicy.
Wysoka Komisarz Narodów Zjednoczonych ds. Praw Człowieka, Navanethem Pillay, ogłosiła opublikowany raport ONZ dotyczący sytuacji w zakresie praw człowieka na wschodzie Ukrainy oraz na Krymie. Raport opiera się na obserwacjach inspektorów ONZ w dniach 2 kwietnia – 6 maja 2014. Autorzy raportu stwierdzili, iż milicja oraz władze lokalne współdziałały niejednokrotnie z separatystami podczas zajmowania miast. Kandydaci w wyborach prezydenckich zaplanowanych na 25 maja 2014 skarżyli, iż byli zastraszani i atakowani. Wyartykułowano również „falę porwań i bezprawnych przetrzymań dziennikarzy, aktywistów, miejscowych polityków, przedstawicieli organizacji międzynarodowych i sił zbrojnych”. Moskwa skrytykowała raport i zarzuciła mu brak obiektywizmu.

### Reakcje międzynarodowe dotyczące wyborów prezydenckich na Ukrainie
20 maja 2014 premier Rosji, Dmitrij Miedwiediew ogłosił, iż Moskwa nie uzna wyników wyborów na Ukrainie ze względu na trwającą sytuację w kraju. Premier dodał, że Rosja nie gwarantuje, że w przyszłości nie dokona aneksji Donbasu, który w referendum z 11 maja 2014 wyraził wolę suwerenności. Tymczasem prezydent Putin, który twierdził, że na Ukrainie toczyła się „wojna domowa na pełną skalę”, powiedział, że Rosja „uszanuje wybór Ukrainy”. Z kolei Miedwiediew w wywiadzie telewizyjnym z 24 maja 2014 twierdził, że Moskwa nigdy nie gwarantowała jedności integralnej Ukrainy. Dodał też, że propozycja Kijowa, by zmniejszyć określoną przez Rosję cenę gazu to „chamstwo” i „szantaż”.
Po przeprowadzeniu wyborów prezydenckich na Ukrainie, prezydent USA Barack Obama pogratulował i pochwalił Ukraińców „za odwagę”, jaką wykazali się biorąc udział w głosowaniu podczas kryzysu w kraju. Po zamknięciu lokali wyborczych prezydent Polski Bronisław Komorowski złożył telefonicznie gratulacje Petrowi Poroszence, zwycięzcy elekcji. Gratulacje Ukraińcom i Poroszence złożyli także przedstawiciele UE oraz NATO, a także m.in. prezydent Białorusi Alaksandr Łukaszenka. Minister spraw zagranicznych Rosji, Siergiej Ławrow, ogłosił, iż Moskwa uszanuje wybór Ukraińców i jest gotowa do dialogu z nowym prezydentem. Jednocześnie ostrzegł przed nasilaniem operacji prowadzonej przeciwko separatystom. 27 maja 2014 Ławrow powiedział, że ewentualna wizyta Poroszenki w Moskwie nie była rozważana. 28 maja 2014 John Kerry zadzwonił do Siergieja Ławrowa, domagając się wyjaśnień dot. obecności Czeczenów w Donbasie. Wezwał też Siergieja Ławrowa, aby Rosja zaprzestała wspierać separatystów.
W wywiadzie dla francuskiej telewizji TF1 i radia Europe-1, Władimir Putin ogłosił, iż Rosja nie ma zamiaru anektować Donbasu oraz to, że nie operowały tam żadne wojskowe oddziały ani specjaliści. Prezydent ogłosił również, że Rosja nadal jest gotowa do dialogu ze Stanami Zjednoczonymi. Z kolei ministerstwo spraw zagranicznych Rosji ogłosiło iż najważniejszym zadaniem w celu przeciwdziałania konfliktowi było usunięcie praprzyczyn konfliktu w tym regionie, a nie rozbrojenie bojowników.

### Kwestia konfliktu ukraińskiego podczas obchodów 70. rocznicy lądowania w Normandii

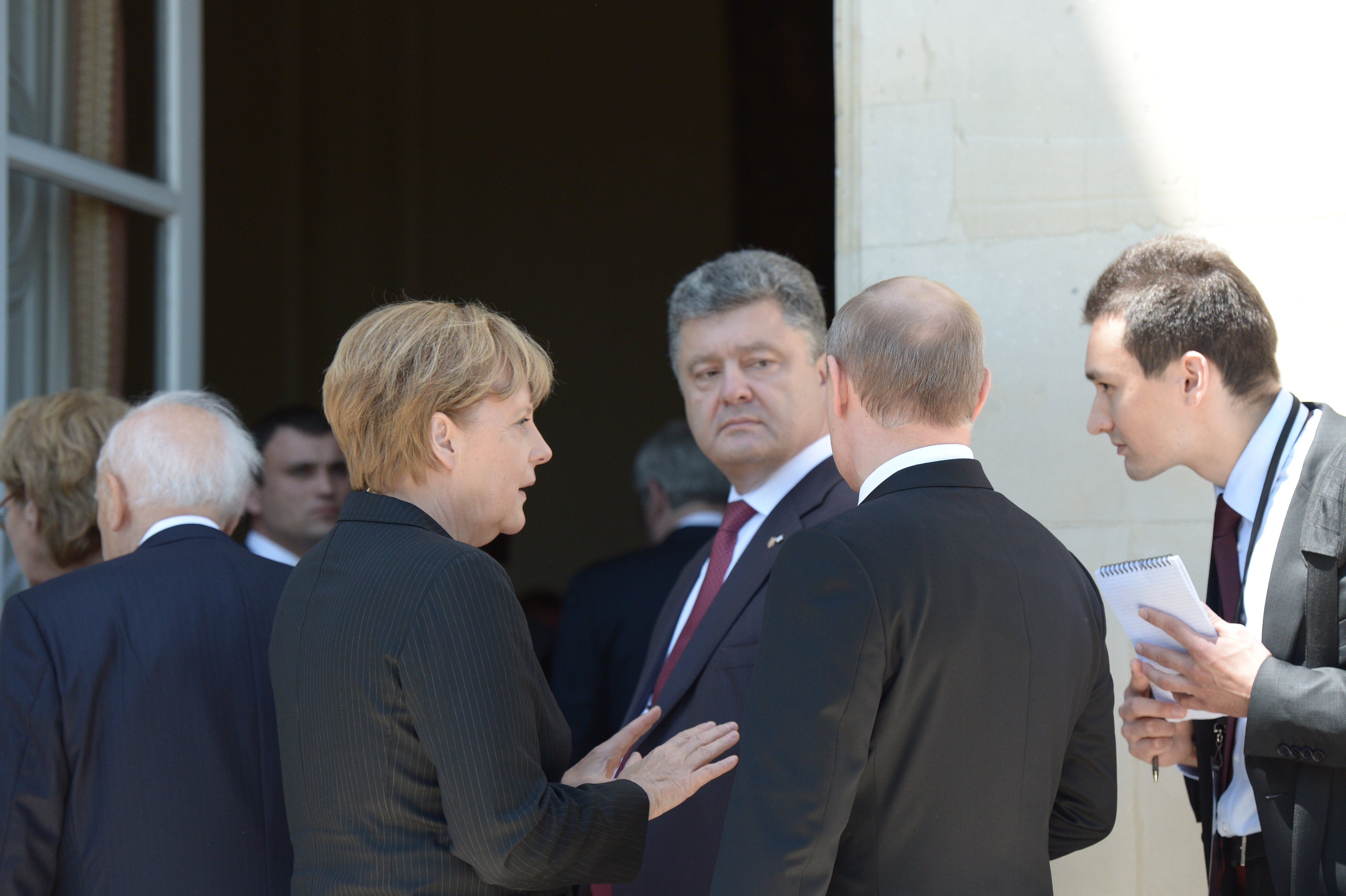
Angela Merkel, Petro Poroszenko i Władimir Putin, Francja, 6 czerwca 2014

W dniach 4–5 czerwca 2014 w Brukseli obradowali przywódcy państw należących do G7. Głównym tematem rozmów był kryzys na Ukrainie oraz relacje z Rosją. Uczestnicy spotkania podkreślili we wspólnej deklaracji, że są gotowi do zaostrzenia sankcji wobec Rosji, jeśli będzie ona destabilizować sytuację na Ukrainie. Kraje G7 dodały również, że ukraińskie władze mają prawo do podejmowania działań służących przywróceniu porządku w kraju, i zachowują się z umiarem. Po zakończeniu szczytu G7 w Paryżu John Kerry spotkał się z Siergiejem Ławrowem. Rosyjski dyplomata twierdził, iż Rosja chce by Ukraina była „krajem spokojnym i stabilnym, miejscem dla wszystkich, którzy mieszkają na Ukrainie”. Wcześniej w przededniu obchodów 70. rocznicy lądowania aliantów w Normandii doszło do spotkania brytyjskiego premiera Davida Camerona z Władimirem Putinem. Obaj przywódcy nie uścisnęli sobie dłoni.
6 czerwca 2014 w Benouville doszło do spotkania rosyjskiego prezydenta z ukraińskim prezydentem elektem. Obaj politycy, którzy wymienili uściski dłoni, krótko rozmawiali o możliwych krokach mających na celu deeskalację konfliktu. W rozmowie uczestniczyła też kanclerz Niemiec Angela Merkel. Putin dodał, że na wschodniej Ukrainie musi zakończyć się prowadzona przez władze „operacja karna”. Z kolei kanclerz Niemiec powiedziała prezydentowi Rosji, iż jego obowiązkiem jest pomoc przy zapewnieniu pokoju na Ukrainie. W trakcie uroczystości w Normandii, doszło również do spotkania Baracka Obamy z Władimirem Putinem. Amerykański prezydent obiecał, że jeśli Moskwa nawiąże współpracę z nowym prezydentem to wówczas Waszyngton złagodzi sankcje.

### Prace trilateralnej grupy kontaktowej i międzynarodowe naciski na Moskwę
W dniach 8–9 czerwca 2014 doszło do rozmów trilateralnej grupy kontaktowej w której w skład wchodzili ambasador Rosji na Ukrainie Michaił Zurabow, ambasador Ukrainy w Niemczech Pawło Klimkin i przedstawicielka OBWE Heidi Tagliavini. MSZ Ukrainy wydało po spotkaniu komunikat, iż „w wyniku prowadzonych prac, strony doszły do porozumienia w sprawie kluczowych etapów procesu, jaki, wprowadzony w życie, doprowadzi do deeskalacji napięcia”. Z kolei 10 czerwca 2014 w Petersburgu doszło do trójstronnego spotkania ministrów spraw zagranicznych Polski, Niemiec i Rosji. Siergiej Ławrow oświadczył, iż Rosja respektuje memorandum genewskie z 17 kwietnia 2014, plan Burkhaltera z 8 maja 2014 oraz plan Poroszenki o powstrzymaniu konfliktu i zawieszeniu broni. Rosyjski dyplomata dodał, że warunkiem rozwiązania konfliktu jest natychmiastowe wstrzymanie ognia. Z kolei Radosław Sikorski postulował powstrzymanie napływu rebeliantów z Rosji.
W związku z transportem ciężkiego sprzętu przez granicę rosyjsko-ukraińską, Petro Poroszenko zadzwonił 12 czerwca 2014 do Władimira Putina, domagając się od niego wyjaśnień. Obaj omówili kroki, które należy podjąć, aby doprowadzić do przerwania ognia i rozwiązania sytuacji metodami pokojowymi. Po zestrzeleniu wojskowego Iła-76 przez rebeliantów 14 czerwca 2014, w wyniku czego śmierć poniosło 49 osób, Angela Merkel oraz François Hollande zadzwonili do Władimira Putina, wyrażając swoje głębokie zaniepokojenie sytuacją w Donbasie. Tymczasem p.o. ministra spraw zagranicznych Ukrainy Andrij Deszczycia podczas pikiety pod ambasadą Rosji w Kijowie, zorganizowanej po zestrzeleniu Ila-76, niecenzuralnie wyraził się o rosyjskim prezydencie, wypowiadając słowa przyśpiewki „Putin chujło”. Po niedyplomatycznym wyrażeniu, które wywołało oburzenie Moskwy, Deszczycia został zdymisjonowany. Jego miejsce zajął 19 czerwca 2014 dotychczasowy ambasador Ukrainy w Republice Federalnej Niemiec Pawło Klimkin.
18 czerwca 2014 Petro Poroszenko w rozmowie telefonicznej z kanclerz Angelą Merkel zaapelował do Unii Europejskiej i USA o pomoc przy wzmocnieniu kontroli granicy z Rosją. Po walkach o jednostki graniczne z początku czerwca 2014, Ukraina nie kontrolowała 200-kilometrowego pasa granicznego z Rosją. Poroszenko przedstawił także pani kanclerz zarys swojego planu pokojowego, opierającego się o jednostronne zawieszenie broni i utworzenie 10 km strefy buforowej. Wieczorem 19 czerwca 2014, na dzień przed oficjalnym przedstawieniem 14-punktowego ukraińskiego planu pokojowego, Petro Poroszenko telefonicznie rozmawiał z Władimirem Putinem. Rosyjski prezydent domagał się przerwania operacji wymierzonych w rebeliantów. Do Putina zadzwoniła także Angela Merkel i François Hollande. Dzień później Moskwa oświadczyła, iż plan Poroszenki to nie „zaproszenie do pokoju i rozmów”, lecz „ultimatum wobec powstańców na południowym wschodzie Ukrainy, by złożyli broń”. Plan skrytykował m.in. Siergiej Ławrow, jednak Władimir Putin poparł zawieszenie broni ogłoszone przez Poroszenkę.
22 czerwca 2014 Władimir Putin rozmawiał telefonicznie z Angelą Merkel i François Hollandem. Hollande i Merkel zaapelowali do prezydenta Rosji, aby zdecydowanie zaangażował się na rzecz wznowienia negocjacji między stronami konfliktu na wschodzie Ukrainy. Putin zaś powiedział, że plan Poroszenki powinien być poparty trwałym rozejmem. Po tym jak separatyści 23 czerwca 2014, przystali na tymczasowe zawieszenie broni podczas negocjacji grupy kontaktowej z udziałem przedstawicieli Ukrainy, Rosji i OBWE, prezydent Putin telefonicznie rozmawiał z Barackiem Obamą. Putin podkreślił, iż najważniejsze jest zawieszenie operacji wojskowych i rozpoczęcie bezpośrednich negocjacji pomiędzy stronami konfliktu. 24 czerwca 2014 Putin poprosił Radę Federacji Rosyjskiej o uchylenie mu zgody z 1 marca 2014 na zezwolenie na użycie sił zbrojnych na Ukrainie. Zgoda ta została uchylona uchwałą dnia kolejnego. Minister spraw zagranicznych Ukrainy Pawło Klimkin pozytywnie ocenił krok Putina.
25 czerwca 2014 odbyła się czterostronna konferencja telefoniczna – między prezydentami Rosji, Ukrainy oraz Francji i kanclerz Niemiec. Przywódcy państw rozmawiali o tym, jak rozwiązać kryzys na Ukrainie. François Hollande i Angela Merkel apelowali o współpracę na rzecz przestrzegania tymczasowego zawieszenia broni. Ponadto kanclerz Merkel zaproponowała, by mediatorem w czasie prac trilateralnej grupy kontaktowej, został lider ruchu Ukraiński Wybór Wiktor Medwedczuk. Władimir Putin apelował, by zawieszenie broni przedłużyć, z kolei Petro Poroszenko powiadomił o poważnych naruszeniach rozejmu, w tym 18 osobach, które zginęły po 20 czerwca 2014. 27 czerwca 2014 Rosja z zadowoleniem przyjęła decyzję o przedłużeniu rozejmu o kolejne trzy dni, jednak skomentowała, że nie można było żądać od separatystów złożenia broni i kontrolowanych dwóch przejść granicznych.
29 czerwca 2014 doszło do drugiej czterostronnej konferencji telefonicznej. Przywódcy Ukrainy, Rosji, Francji oraz Niemiec według oficjalnego komunikatu „podkreślili wagę nowych konkretnych postępów w celu ustabilizowania sytuacji w dziedzinie bezpieczeństwa na Ukrainie, przedłużenia rozejmu i wdrożenia planu pokojowego” Poroszenki. Angela Merkel zagroziła Rosji sankcjami nałożonymi przez Unię Europejską, jeśli Rosja nie będzie respektowała planu pokojowego. Wcześniej Unia postawiła separatystom cztery warunki, które miały zostać spełnione do wieczora 30 czerwca 2014. Były to zawarcie porozumienia umożliwiającego OBWE monitorowanie przestrzegania rozejmu oraz skuteczności kontroli granic, przywrócenie kontroli ukraińskich władz nad trzema punktami granicznymi na wschodzie kraju – Izwarino, Dowżanskyj i Krasnopartyzansk – oraz uwolnienie zakładników i rozpoczęcie negocjacji na temat wdrażania planu Poroszenki.

### Pierwsze czterostronne spotkanie ministrów spraw zagranicznych w Berlinie
2 lipca 2014 w Berlinie doszło do czterostronnych rozmów ministrów spraw zagranicznych Niemiec, Francji, Rosji oraz Ukrainy. Podczas rokowań Frank-Walter Steinmeier stwierdził, iż udało się stworzyć drogę prowadzącą do zawieszenia broni. Rosja zgodziła się na inspekcje ukraińskich wojskowych na przejściach granicznych. Pawło Klimkin oznajmił, iż „strony porozumiały się” co do działania na rzecz „wznowienia rozmów trójstronnych” między Kijowem, Moskwą i Donieckiem. We wspólnej deklaracji zaapelowali o zwołanie grupy kontaktowej w celu „wypracowania obustronnego i bezwarunkowego porozumienia w sprawie trwałego zawieszenia broni”. Dzień później Petro Poroszenko w rozmowie telefonicznej z Joe Bidenem zapewnił, że kolejne zawieszenie broni jest możliwe, jednak po spełnieniu pewnych warunków przez separatystów. Jednak 4 lipca 2014 w rozmowie telefonicznej z kanclerz Niemiec Angelą Merkel i prezydentem Francji François Hollandem, Poroszenko przekazał, że jednostronny rozejm nie wchodził w grę.
11 lipca 2014 Angela Merkel zaapelowała do ukraińskich władz „by strona ukraińska zachowała umiar w swych działaniach przeciwko prorosyjskim separatystom i chroniła cywilów”. Dwa dni później kanclerz Merkel spotkała się w Rio de Janeiro z Władimirem Putinem przy okazji kończących się Mistrzostw Świata w Piłce Nożnej.

### Reakcje po strąceniu samolotu linii Malaysia Airlines
Po tym jak malezyjskie linie lotnicze ogłosiły, iż utraciły kontakt z maszyną MH17, lecącą z Amsterdamu do Kuala Lumpur, ukraińskie władze podały, że samolot został zestrzelony rakietą ziemia-powietrze. Od razu winą za katastrofę samolotu pasażerskiego z 298 osobami na pokładzie obarczono rebeliantów. Andrij Łysenko, rzecznik Rady Bezpieczeństwa Narodowego i Obrony Ukrainy, poinformował, że samolot mógł zostać strącony systemem rakietowym Buk, który był w posiadaniu separatystów. Posiadanie przez separatystów takich systemów rakietowych potwierdził dziennikarz AP, przebywający nieopodal miejsca katastrofy. Także mieszkańcy Torezu informowali, iż rebelianci transportują system rakietowy Buk. Prezydent Petro Poroszenko zapewnił, że ukraińskie siły zbrojne nie mają nic wspólnego z tą tragedią. Opowiedział się za zwołaniem międzynarodowej komisji ds. zbadania przyczyn katastrofy malezyjskiego Boeinga 777. Z kolei premier ŁRL Aleksandr Borodaj powiedział, że samolot zestrzeliły siły ukraińskie.
Również amerykański wywiad potwierdził, że samolot został zestrzelony rakietą ziemia-powietrze. Wcześniej ukraińskie SBU opublikowały przechwycone rozmowy między rebeliantami nt. zestrzelenia samolotu pasażerskiego. Z kolei Władimir Putin złożył kondolencje premierowi Malezji Najibowi Tun Razakowi. Rosyjski prezydent stwierdził, że za katastrofę Boeinga odpowiedzialna jest Ukraina. Kondolencje holenderskiemu premierowi Markowi Rutte złożył Barack Obama. W katastrofie życie straciło 193 Holendrów. Rada Bezpieczeństwa ONZ uchwaliła 21 lipca 2014 rezolucję nr 2166 potępiającą domniemane zestrzelenie nad Ukrainą malezyjskiego samolotu pasażerskiego.
Z uwagi na to, iż samolot rozbił się na terytorium kontrolowanym przez separatystów, pojawił się problem z zabezpieczeniem wraku i zwłok ofiar katastrofy. Początkowo do miejsca rozbicia maszyny wstępu nie mieli obserwatorzy OBWE i śledczy. W związku z tym przywódcy Wielkiej Brytanii, Niemiec i Francji naciskali Władimira Putina by ten zmusił separatystów do współpracy w wyjaśnieniu okoliczności katastrofy malezyjskiego samolotu pasażerskiego. Zachodni liderzy zagrozili Rosji sankcjami. Z powodu utrudnionego dostępu do wraku samolotu, Petro Poroszenko polecił 21 lipca 2014 wstrzymanie ognia w 40-kilometrowej strefie wokół miejsca katastrofy samolotu. Tego samego dnia obserwatorzy OBWE dotarli do miejscowości Torez. Blokowane były tam pociągi-chłodnie z ciałami ofiar katastrofy. Pociąg ten został zbadany przez holenderskich śledczych medycyny sądowej. Późnym wieczorem separatyści przekazali czarne skrzynki z zestrzelonego samolotu malezyjskim ekspertom. 23 lipca 2014 z Charkowa do Holandii wyjechały dwa pierwsze pociągi-chłodnie z ciałami ofiar katastrofy. 25 lipca 2014 Australia ogłosiła, iż wyśle na Ukrainę 170 policjantów i żołnierzy, którzy dołączą do międzynarodowego zespołu, który miał zabezpieczyć miejsce katastrofy MH17. Misja była kierowana przez Holendrów. O konieczności zezwolenia dostępu do miejsca katastrofy rozmawiali telefonicznie Władimir Putin z premierem Australii Tonym Abbottem. W dniach 26–27 lipca 2014 holenderscy oraz australijscy inspektorzy próbowali dostać się na miejsce katastrofy, jednak wycofali się stamtąd ze względów bezpieczeństwa. Równocześnie siły ATO prowadziły natarcie na Torez. Nie tylko inspektorzy mieli problem z dotarciem na miejsce katastrofy – także obserwatorzy OBWE tam nie dotarli. Rebelianci oskarżyli ich o sprzyjanie Stanom Zjednoczonym i Ukrainie.
26 lipca 2014 na łamach dziennika „Washington Post” opublikowano list Petra Poroszenki do Stanów Zjednoczonych. „Mój kraj potrzebuje dostaw odpowiedniego sprzętu, który pomógłby nam pilnować naszych granic i przerwać powstanie przy minimalnym użyciu przemocy” – przekazywało przesłanie listu prezydenta Ukrainy. 27 lipca 2014 Departament Stanu USA ujawnił dokument mający być dowodem na ostrzał Ukrainy z terytorium Rosji. Udostępniono zdjęcia satelitarne wykonane w dniach 21–26 lipca 2014, które pokazywały rosyjskie pozycje artyleryjskie i miejsca lądowania pocisków na terytorium Ukrainy. Rosja odrzuciła dokument, nazywając go „insynuacją”.
31 lipca 2014 w Mińsku odbyło się spotkanie grupy kontaktowej ds. wojny w Donbasie z przedstawicielami rebeliantów. Gospodarz spotkania, prezydent Białorusi Alaksandr Łukaszenka podczas spotkania z ukraińskim delegatem Leonidem Kuczmą zapewnił, że „Białoruś będzie robić wszystko dla znormalizowania sytuacji na Ukrainie”. Trilateralna grupa kontaktowa w składzie Łeonid Kuczma, Michaił Zurabow i Heidi Tagliavini, zadecydowała, iż otwarty korytarz, wolny od walk, którym tego samego dnia do miejsca katastrofy MH17 dotarli międzynarodowi inspektorzy medycyny sądowej i obserwatorzy OBWE, zostanie zachowany. Ponadto uzgodniono, że znajdujący się na terenie kontrolowanym przez bojowników wagon z rzeczami ofiar katastrofy Boeinga zostanie przekazany komisji do badania przyczyn katastrofy. Eksperci z powodu walk z 2 sierpnia 2014, zmuszeni byli do opuszczenia miejsca katastrofy. Z kolei międzynarodowa misja została zawieszona z powodu nieustannych walk w dniu 6 sierpnia 2014. W międzyczasie, cztery dni po spotkaniu w Mińsku, Alaksandr Łukaszenka podczas rozmowy telefonicznej z Petro Poroszenko, obiecał pomoc gospodarczą w postaci dostaw paliwa.
1 sierpnia 2014 doszło do pierwszej rozmowy telefonicznej Baracka Obamy z Władimirem Putinem od czasu katastrofy lotu MH17. Prezydent Stanów Zjednoczonych wyraził swoje zaniepokojenie wspieraniem przez Rosję prorosyjskich separatystów na wschodzie Ukrainy. Obaj przywódcy zgodzili się utrzymać „otwarte kanały komunikacji” między państwami. Obama wyraził również zaniepokojenie dot. łamania przez Moskwę postanowień traktatu o posiadaniu, produkcji i testowaniu bazujących na lądzie pocisków balistycznych i manewrujących o zasięgu od 500 do 5500 km. Z kolei Władimir Putin skomentował, że nałożone przez Stany Zjednoczone sankcje gospodarcze na Rosję „są daremne”. 6 sierpnia 2014 do Putina zadzwoniła Angela Merkel. Politycy omówili bieżącą sytuację na Ukrainie. Pozytywnie ocenili działania grupy kontaktowej. Kanclerz Niemiec zaapelowała do Władimira Putina, by ten nakłonił prorosyjskich separatystów do zastosowania się do zawieszenia broni. Merkel wyraziła również zaniepokojenie dostawami napływającymi z Rosji do separatystów w Donbasie. Z kolei prezydent Rosji powiedział, że odpowiedzialność za wojnę w Donbasie ponosi Kijów.
Unia Europejska oraz Stany Zjednoczone nałożyły na Rosję pakiet sankcji sektorowych. Restrykcje dotyczą sektora bankowego i energetycznego. Sankcje dotknęły wspierające destabilizację Ukrainy rosyjskie przedsiębiorstwa oraz zawieszone zostało finansowanie przez Europejski Bank Inwestycyjny oraz Europejski Bank Odbudowy i Rozwoju nowych projektów, realizowanych w Rosji. Sankcje ograniczają dostęp Moskwy do niektórych technologii. W odpowiedzi Władimir Putin podpisał dekret stanowiący, iż od dnia 7 sierpnia 2014 zaczął obowiązywać roczny zakaz importu owoców, warzyw, mięsa, drobiu, ryb, mleka i nabiału ze Stanów Zjednoczonych, Unii Europejskiej, Australii, Kanady i Norwegii.

### Rosyjski „biały konwój” humanitarny
W nocy z 8 na 9 sierpnia 2014 w Moskwie odbyło się pilne zebranie Rady Bezpieczeństwa Federacji Rosyjskiej, poświęcone „katastrofie humanitarnej” w ukraińskim Donbasie. Według Kijowa spotkanie było poświęcone kwestiom sprowokowania otwartego konfliktu między krajami. 10 sierpnia 2014 Siergiej Ławrow poinformował, iż Moskwa prowadziła z Kijowem, MKCK i ONZ rozmowy nt. wysłania pomocy humanitarnej do Doniecka i Ługańska. Wcześniej premier DRL Aleksandr Zacharczenko zapewnił, iż wobec fatalnej sytuacji humanitarnej w Doniecku, rebelianci byli skorzy do zawieszenia broni. Ławrow zażądał w związku z planowaną akcją humanitarną wprowadzenia rozejmu. Zaraz potem rosyjski prezydent Władimir Putin poinformował w rozmowie z szefem Komisji Europejskiej Jose Barroso, że Rosja wysyła na Ukrainę konwój z pomocą humanitarną w porozumieniu z MKCK. Jednak Międzynarodowy Komitet Czerwonego Krzyża przekazał, że nie było rozmów dotyczących rosyjskiego konwoju z pomocą humanitarną. MKCK zażądał szczegółów akcji od Moskwy.
W nocy z 11 na 12 sierpnia 2014 z Naro-Fominska pod Moskwą wyruszył „biały konwój” z pomocą humanitarną, w skład którego wchodziło 280 wojskowych Kamazów przemalowanych na biało. według Rosji ciężarówki wiozły dwa tysiące ton ładunku, w tym żywność, środki higieny, lekarstwa, śpiwory i agregaty prądotwórcze. Zachodni politycy uważali, iż konwój humanitarny może być przykrywką do militarnej obecności Rosji w Donbasie. Tak oceniał minister spraw zagranicznych Francji Laurent Fabius. Swoje „bardzo poważne zaniepokojenie perspektywą jednostronnej misji rosyjskiej na terytorium Ukrainy” wyraził francuski prezydent François Hollande. Ukraińskie wojsko informowało, iż konwój nie zostanie wpuszczony na Ukrainę, dopóki MKCK nie ustali rzeczywistych potrzeb ludności. W związku z tym konwój obrał kurs na przejście graniczne Izwaryne kontrolowane przez separatystów. Z kolei Rosja za „absurdalne” uznała oceny państw zachodnich dot. konwoju pomocy humanitarnej.
Ukraina zażądała przeładunku towarów z pomocą humanitarną na granicy z rosyjskich na ukraińskie ciężarówki, by móc zbadać co faktycznie przewozili Rosjanie. Początkowo kategorycznie nie zgodziła się na to Moskwa. Jednak 16 sierpnia 2014 MKCK, Kijów oraz Moskwa porozumiały się co do sposobu skontrolowania konwoju. Konwój przeszedł odprawę celną pięć dni później. 22 sierpnia 2014 wjechał na Ukrainę i osiągnął Ługańsk. Według Petro Poroszenki wjazd „białego konwoju” był pogwałceniem prawa międzynarodowego. Z kolei Kreml utrzymywał, iż otrzymał zgodę na wjazd od Kijowa 12 sierpnia 2014. Do dwóch dni 284 ciężarówek z konwoju opuściło Ukrainę. 24 sierpnia 2014 rosyjskie MSZ przesłało notę do Kijowa ws. wysłania drugiego „białego konwoju” na Ukrainę.

### Drugie czterostronne spotkanie ministrów spraw zagranicznych w Berlinie
15 sierpnia 2014 w rosyjskim Soczi doszło do pierwszego od lutego 2014 spotkania na terytorium Rosji przywódcy państwa UE z Władimirem Putinem. Był nim prezydent Finlandii Sauli Niinistö. Obaj zobowiązali się do politycznego rozwiązania konfliktu w Donbasie oraz do niesienia pomocy humanitarnej. Po rozmowach z Putinem Niinistö udał się do Kijowa na rozmowy z prezydentem Ukrainy Petro Poroszenką. Tego samego dnia do rosyjskiego prezydenta zadzwoniła kanclerz Angela Merkel, która po raz kolejny zaapelowała o zaprzestanie dostaw broni i ludzi na Ukrainę. Ponadto minister obrony Rosji Siergiej Szojgu, rozmawiał przez telefon z sekretarzem obrony USA Chuckiem Haglem. Szojgu skrytykował użycie przez ukraińskie siły zbrojne ciężkiego sprzętu wojskowego w strefach zamieszkanych, co powodowało duże straty cywilne.
17 sierpnia 2014 w Berlinie odbyły się czterostronne rozmowy z udziałem ministrów spraw zagranicznych Rosji, Ukrainy, Niemiec i Francji. Rosja naciskała na bezwzględne przerwanie ognia w Donbasie. Omawiano warunki, jakie musiałyby spełnić Ukraina i Rosja, aby doszło do zawieszenia broni. Ostatecznie w trakcie spotkania w odróżnieniu do pierwszego spotkania berlińskiego, nie ustalono niczego konkretnego, jedynie ministrowie zgodzili się co do kontynuowania dialogu w tym samym formacie, aby można było „przedstawić konkretne propozycje do rozpatrzenia przez przywódców” czterech państw. Pawło Klimkin zażądał od Siergieja Ławrowa zatrzymania dostaw uzbrojenia dla rebeliantów, jednak ten nie dał żadnych gwarancji.

### Szczyt UE – Ukraina – Unia Celna w Mińsku
26 sierpnia 2014 w Mińsku odbyło się spotkanie przedstawicieli Unii Europejskiej, Ukrainy oraz Unii Celnej Białorusi, Federacji Rosyjskiej i Kazachstanu. Uczestniczyli w nim przywódcy Ukrainy i Rosji, którzy w towarzystwie szefowej unijnej dyplomacji Catherine Ashton oraz prezydentów Białorusi i Kazachstanu, omawiali kwestię uregulowania sytuacji na Ukrainie. W trakcie szczytu doszło do spotkania Władimira Putina z Petro Poroszenką. Spotkanie to nie przyniosło przełomów. Osiągnięto jedynie porozumienie o rozpoczęciu konsultacji między rosyjskimi i ukraińskimi strażnikami granicznymi. Przywódcy państw Euroazjatyckiej Unii Celnej poparli jego plan pokojowy. Uczestnicy spotkania zgodzili się co do potrzeby „pilnego zakończenia rozlewu krwi, poprawienia sytuacji humanitarnej na południowym wschodzie Ukrainy i konieczności wejścia na drogę politycznego rozwiązania”. Władimir Putin ogłosił, iż Rosja wyśle na Ukrainę drugi „biały konwój” humanitarny. Zaprzeczył również, jakoby Rosja militarnie angażowała się na wschodzie Ukrainy i opowiedział się za wznowieniem prac grupy kontaktowej.

### Państwa uznające konflikt jako agresję Rosji na Ukrainę
- Litwa: 28 sierpnia 2014 Ministerstwo Spraw Zagranicznych Litwy wydało komunikat, w którym oficjalnie potępiło inwazję rosyjskich sił zbrojnych na terytorium Ukrainy, uznając takie działania za „poważne naruszenie fundamentalnych zasad prawa międzynarodowego i porozumień zawartych na międzynarodowych spotkaniach”. Zdaniem litewskiego MSZ „takie działania otwarcie gwałcą suwerenność i nienaruszalność terytorialną Ukrainy i zagrażają bezpieczeństwu całego regionu.”[474]
- Łotwa: 28 sierpnia 2014 MSZ Łotwy wydało oświadczenie potępiające „inwazję terytorium Ukrainy przez siły zbrojne Federacji Rosyjskiej”[475].
- Estonia: 28 sierpnia 2014 estoński minister spraw zagranicznych Urmas Paet stwierdził, że Rosja jest bezpośrednio zaangażowana w konflikt we wschodniej Ukrainie i powinna przyznać się do tego faktu. Estonia potępiła rosyjską inwazję jako naruszającą suwerenność i integralność terytorialną Ukrainy[476].
- Polska: 29 sierpnia 2014 polskie Ministerstwo Spraw Zagranicznych oficjalnie ogłosiło, że traktuje ofensywne działania rosyjskich sił zbrojnych w południowych regionach obwodu donieckiego, w szczególności w okolicach miasta Nowoazowsk, jako agresję Rosji na Ukrainę w rozumieniu prawa międzynarodowego[477].

### Protokół miński o obustronnym zawieszeniu broni
30 sierpnia 2014 Petro Poroszenko udał się do Brukseli na szczyt Unii Europejskiej. W trakcie rozmowy z szefem Komisji Europejskiej Jose Manuelem Barroso powiedział, że „Ukraina da radę obronić się sama, ale potrzebuje pomocy wojskowo-technicznej z Zachodu”. Ukraiński prezydent przestrzegł unijnych polityków przed zagrożeniem dla bezpieczeństwa całej Europy. Poroszenko w trakcie wizyty w Brukseli wyraził nadzieję, że planowane spotkanie grupy przyczyni się do zawieszenia broni na wschodniej Ukrainie.

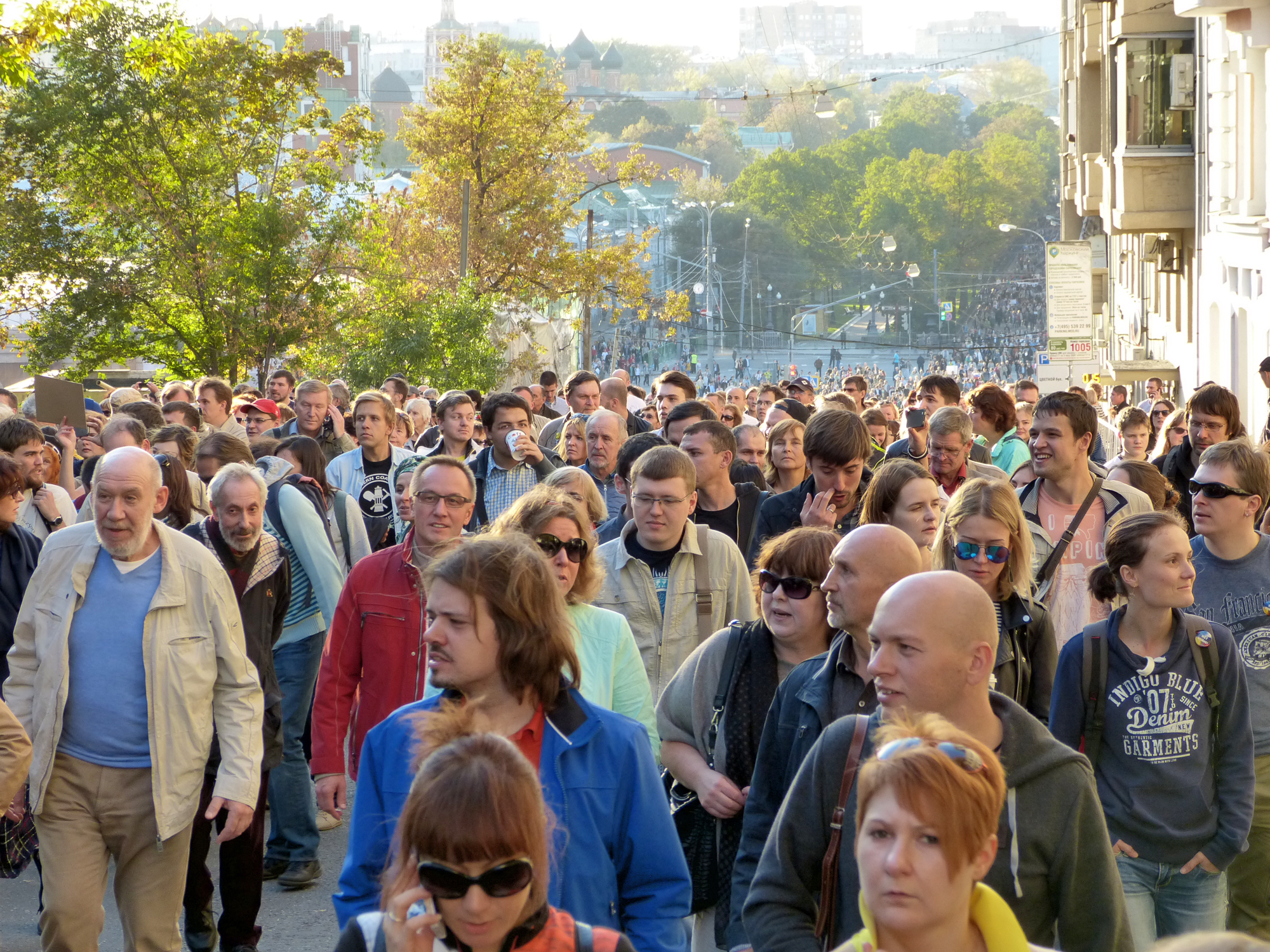
Antywojenna demonstracja w Moskwie, 21 września 2014

1 września 2014 w Mińsku odbyło się spotkanie trilateralnej grupy kontaktowej Rosja (Michaił Zubarow) – Ukraina (Łeonid Kuczma) – OBWE (Heidi Tagliavini). W rozmowach udział wzięli również wicepremier Donieckiej Republiki Ludowej Andriej Purgin oraz przewodniczący parlamentu Ługańskiej Republiki Ludowej Aleksiej Karjakin. Rozmawiano o rozejmie i kontroli nad granicą rosyjsko-ukraińską. Mówiono również o odnowie gospodarki regionów dotkniętych działaniami zbrojnymi, a także o dalszej wymianie jeńców w przyszłości i o pomocy humanitarnej dla ludności cywilnej tych obszarów. Po rozmowach roboczych i wymianie dokumentów, kolejne spotkanie grupy kontaktowej uzgodniono na 5 września 2014. Podczas rozmowy telefonicznej Władimira Putina z Petro Poroszenką z 3 września 2014 ustalono, iż między siłami ukraińskimi a separatystami zostanie ustanowiony rozejm.
Podczas spotkania grupy kontaktowej w Mińsku 5 września 2014, po czterogodzinnych pertraktacjach udało się podpisać protokół o zawieszeniu broni, które obowiązywało od godz. 18:00 EET. Protokół miński składał się z 12 punktów, które obejmowały wszystkie aspekty związane z zawieszeniem broni, m.in. przywrócenie normalnej kontroli na granicy obu państw oraz wymianę jeńców. Dokument przewidywał także decentralizację władzy na Ukrainie, nadanie odrębnego statusu obwodowi donieckiemu i ługańskiemu, przeprowadzenie przedterminowych wyborów lokalnych oraz wyprowadzenie nielegalnych formacji i sprzętu wojskowego z terytorium Ukrainy. Dokument podpisały strony trilateralnej grupy kontaktowej oraz separatyści.
Dzień po podpisaniu protokołu mińskiego, rozmowę telefoniczną odbyli Petro Poroszenko i Władimir Putin. Przywódcy państw uzgodnili, że „zawieszenie broni na wschodniej Ukrainie było realizowane” oraz „omówiono kroki na rzecz stałego wstrzymania walk”. Kolejna telefoniczna rozmowa polityków odbyła się wieczorem 8 września 2014. Wcześniej, podczas wizyty w Mariupolu, Petro Poroszenko ogłosił, iż Ukraina porozumiała się z kilkoma krajami NATO ws. bezpośrednich dostaw broni.

## Wpływ na kulturę masową

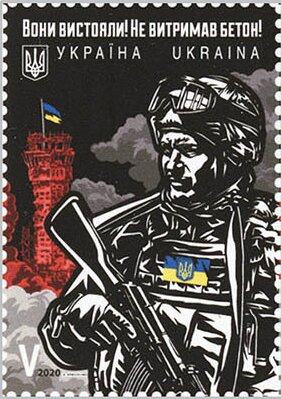
Ukraiński znaczek pocztowy z 2020 roku poświęcony piątej rocznicy obrony lotniska w Doniecku. Hasło na znaczku można przetłumaczyć jako: „Oni wytrzymali! Nie wytrzymał beton!”

### Cyborgi
Wojna w Donbasie, jako pierwszy konflikt zbrojny po II wojnie światowej toczący się na ziemiach Ukrainy, wywarła ogromny wpływ na świadomość społeczną Ukraińców i współczesną kulturę ukraińską. Podczas II bitwy o lotnisko w Doniecku spopularyzowano na Ukrainie określenie cyborgi (ukr. кіборги) w odniesieniu do ukraińskich obrońców lotniska. Po raz pierwszy termin został użyty w internecie, a stamtąd rozpowszechnił się w ukraińskich mediach. Odnosi się do sposobu, w jaki obrońcy lotniska byli w stanie odpierać ciągłe ataki sił DNR z bliskiej odległości bez snu lub wsparcia, tak jak cyborgi w utworach science-fiction są „niezniszczalnymi pół-ludźmi, pół-maszynami”. Aby uczcić pamięć poległych w bitwie o lotnisko w Doniecku, Ukraina co roku 16 stycznia obchodzi Dzień Pamięci Cyborgów.

### Kino
Dotychczas powstało sześć filmów fabularnych na temat wojny w Donbasie, ponad dwadzieścia filmów dokumentalnych oraz serial telewizyjny. Pierwsza produkcja filmowa o konflikcie na wschodzie Ukrainy, serial Gwardia w reżyserii Ołeksija Szapariewa, została zrealizowana już na przełomie 2014 i 2015 roku, czyli kiedy trwała jeszcze najbardziej aktywna faza wojny. Serial był emitowany również w Polsce na antenie TVP1.
7 grudnia 2017 roku wszedł na ekrany kin film o obrońcach lotniska w Doniecku zatytułowany Cyborgi (ukr. Кiборги: Герої не вмирають, trans. Kiborhy: Heroji ne wmyrajut). Na Ukrainie był to najpopularniejszy film sezonu, który zarobił 302 000 dolarów w pierwszym tygodniu. W 2017 roku ukazał się również niskobudżetowy film litewski pt. Szron (lit. Šerkšnas), opowiadającego historię dwójki młodych Litwinów wyruszających na Donbas z pomocą humanitarną.
9 maja 2018 roku miała miejsce premiera międzynarodowej koprodukcji Donbas białoruskiego reżysera Siergieja Łoznicy. Jest to pierwszy film fabularny opowiadający wydarzenia związane z wojną w Donbasie z perspektywy mieszkańców terenów zajętych przez separatystów. Obraz ukazuje liczne zbrodnie popełniane przez bojowników DRL. W tym samym roku na srebrny ekran wszedł również ukraiński film pt. Pseudonim Banderas (ukr. Позивний Бандерас, trans. Poziwnyj Banderas), gatunkowo z pogranicza filmu wojennego i kryminału, którego fabułę osnuto wokół śledztwa w sprawie ostrzelania cywilnego autobusu prowadzonego przez oficera wywiadu armii ukraińskiej.
W 2019 roku odbyła premiera kolejnych dwóch filmów fabularnych: ukraińskiego Iłowajśk 2014. Batalion Donbas (ukr. Іловайськ 2014. Батальйон Донбас) traktującego o bitwie pod Iłowajśkiem oraz rosyjskiego Uchodźczyni (ros. Ополченочка), nakręconego na terytorium kontrolowanym przez nieuznawaną Ługańską Republikę Ludową i opowiadającego historię Switłany Driuk, która szukała schronienia przed wojną na terytoriach zajętych przez separatystów, a w końcu wstąpiła w szeregi bojowników ŁRL. Film okazał się kompromitacją twórców po tym, jak Switłana Driuk przeszła na stronę Ukrainy.

### Muzyka
Pod koniec 2014 roku ukraińskiej piosenkarki Sestry Telniuk wraz z Iwanem Łenio z zespołu Kozak System nagrały utwór pt. Powertajsja żywym (ukr. Повертайся живим), adresowany do żołnierzy walczących i pełniących służbę w rejonie działań zbrojnych w Donbasie. Sestry Telniuk nagrały także utwór Wid tebe do mene (ukr. Від тебе до мене), opowiadający o tęsknocie kobiety, której ukochany walczy na wschodzie Ukrainy. Swiatosław Wakarczuk, lider jednego z najpopularniejszych zespołów rockowych na Ukrainie, Okean Elzy, napisał dwie piosenki poświęcone wojnie w Donbasie: Myt (ukr. Мить) oraz Ne twoja wijna (ukr. Не твоя війна). Białoruski muzyk rockowy Siarhiej Michałok z grupy Brutto napisał utwór pt. Garri o żołnierzu jednego z batalionów ochotniczych walczących na wschodzie Ukrainy